# 일본국유철도 D51형 증기 기관차
일본국유철도 D51형 증기 기관차(일본어: D51形蒸気機関車)는 일본국유철도(JNR) 이전의 철도성이 설계, 제조하여 단식2기통과 과열증기발생기를 탑재한 텐더식 증기기관차이다.
주로 화물 수송을 위해 이용되어 태평양 전쟁 중에 대량 생산되기도 해서, 일본국철에 소속된 수는 총 1,115량에 달했으며, 디젤 기관차와 전기 기관차 등을 포함한 일본의 단일 기관차의 수로는 최대를 기록했는데, 이 기록은 아직까지도 갱신되지 않았다.
이외에도, 타이완 총독부 철도용으로 32량, 이부리종관철도(1944년에 국유화되었다)용으로 5량이 제조되어, 전쟁 이후, 소련의 사할린 철도용으로 30량, 타이완 철로 관리국용으로 5량, 한국 전쟁에서 유엔군 전용으로 표준궤사양을 2량 제조하여 총 1,184량이 제조되었다.
또한, 1987년(쇼와 62년) 4월 국철분할민영화를 할 때, 서일본여객철도(JR서일본)이 1량(200호기)을,다음 1988년(쇼와 63년)엔 동일본여객철도(JR동일본)에서 1량(498호기)이 복적되어 이 두가지의 D51형이 동태보존 되고있다. JR동일본의 498호기는 복적한 후 오리엔트 급행을 견인하며 부활, JR서일본의 200호기는 2017년에 야마구치선의 야구치호로, 본선 운행에 복귀했다.
"데고이치"라는 별명은 일본 증기기관차의 대명사가 됐다.. 또한 "데코이치"라는 별명도 있다.

## 탄생의 배경
1929년(쇼와 4년)에 시작된 세계 대공황에 겹쳐 일어난 일본의 쇼와 공황에 의해, 1930년대 전반의 일본에서의 철도 수송량은 저하되고 있었다. 그래서 공황이 일어나기 전에 계획해둔 화물용 신형 기관차 제조는 중단됐다.
이후 경기가 다시 좋아지고 수송량 회복세가 뚜렷해지면서 신형 화물용 기관차가 다시 필요해졌다. 그래서 1936년(쇼와 11년)부터 제조되었다. 전기 용접 기술을 응용해 제조되어 당시의 설계 주임인 시마 히데오는 "여러 가지의 설계를 한것들 중에서도, 제일의 회심작"으로서 이 증기기관차를 제시하고 있다.

## 구조
2-8-2의 차륜 배치를 가진 D50형과 기본 설계는 공통적이다.다만 보일러의 압력이 D50형은 13kg/cm²였던것에 비해 D51형은 14kg/cm²로 1kg/cm²승압하고, 실린더의 지름을 축소시켜서 출력을 조금 더 끌어올렸다.
또한, 리벳 접합부를 전기 용접(아크 용접)으로 치환하는 등, 구조와 공법을 재검토하여 축중을 경감하고 전장을 단축하여, 전국적인 배치가 가능해졌다. 최대동축중을 14.3t으로 내린 덕분에, D50형으로는 입선이 어려웠던 병선 입선이 가능하다고 한다. 이런 단축에 의해 지선에 다수 존재한 18.3m 크기의 전차대에서의 방향전환이 가능해진 덕분에 D51의 운영범위 확대에 기여하기도 했다.
전시형은 보일러의 압력을 15kg/cm 2 까지 승압했으며.초기형이나, 표준형도 전후 보일러의 압력을 승압하는 개조가 진행되었다. 그러나, 연소실을 갖추지 않았기 때문에,다른 나라의 증기기관차와 비교하면 열효율이 좋다고 할수는 없다.
전기용접의 전반적인 채용및 동륜심 등 형태적으로는 같은 시기에 설계된 C57형과 공통점이 많다.

### 제조 시기에 따른 구분
D51형은 제조시기와 형태에서 크게 초기형, 표준형, 전시형의 3종으로 나눌 수 있다.

#### 초기형
D51 1 ~ 85 - 91 ~ 100
- 초기에 제조된 95량은 보일러 위에 있는 모래상자와 굴뚝 사이에 급수 가열기를 레일 방향으로 놓고 그것들을 덮는 긴 덮개를 갖는 것이 외관상의 특징이다. 그 후의 일반적인 덮개와의 구별 때문에 "반류 선형" 또는 생략하서 "반류형"이라고 불리게 되었고, 이에 의해 "나메쿠지"라는 통칭도 생겼다. 또한, 제조업체의 22-23호기는 돔이 더 연장돼 전류선형(全流線形)을 줄여 '전류형(全流形)' '슈퍼나메쿠지'라 불린다. 덧붙여 23호기는 조종석 측면에 통표 걸개를, 점검용 발판위에 번호판을 장착했다. 이 두 차량은 후에 관리문제등의 사정으로, 일반적인"나메쿠지"형으로 개조되었다. 또한, 22-23호기는 표준형에 비해 운전석 내부가 앞뒤로 좁다. 문헌에 따라서는, 기관차를 크게 보이기 위해서 통상보다 작게 만든 것이라고 기술된 것이 있지만, D50형 보다 전장이 짧아졌기 때문에 후부가 무거워져 그 밸런스를 잡기 위해서이다. 한적한 운전대를 가진 D50형에 비해 승무원의 노동 환경으로서 열악하고, "D50형에서는 넓은 운전대 한쪽에 놓아둔 도시락이 상하지 않았지만, 좁은 D51형의 운전대에서는 놓아둔 도시락이(보일러의 열에 의해) 상하는 일이 있었다"라는 증언이 남아있다. 게다가 제1동축부터 순서대로 축중이 14.99t·14.80t·14.79t·14.21t로 제1동축이 더 무겁게 배분되어 있어, 견인시에 제1동축의 축중이 저하해 액면상의 성능 향상에도 불구하고 공전이 빈발하는 경우가 많았기 때문에, 승무원들의 평가는 좋지 않았다고 여겨진다.
- 나메쿠지형은 구조상 범용형의 집연장치가 장착되지 않기 때문에 배치가 구별되어 있어 표준형과 동사양으로 개조된 예도 볼 수 있다. 덧붙여 이 별명은 처음에는 철도 팬의 사이의 별명이었지만, 후에는 초기형 D51을 구별하는 호칭으로서 국철 내부에서도 이용되었다. 그 후, 야마구치선에서 증기기관차의 부활이 결정되었을 때, D51형 1호기가 부활 예정 후보에 올랐지만, 집연장치를 설치할 수 없었기 때문에 예정기에서 제외된 경우도 있다.결국 C57형 1호기와 C58형 1호기가 운용되었지만, 각각이 집연장치의 도면이 없자 표준형 D51용 나가노공장(현 나가노종합차량센터)식 집연장치가 탑재되었다.

#### 표준형
D51 86 ~ 90 - 101 ~ 954
- 전술한 대로 나메쿠지형은 중량배분이 좋지 않고, 중량열차 견인 시에 공전이 많이일어나는 경향이 있어, 견인시의 중심이동을 고려하면 본래는 가장 무겁게 설정되어야 할 제1동축의 축중이 13.17t로써 제2~제4동축에 비해 1t이상 가볍기에, 적정한 중량배분이 아니었다. 그 때문에, 1937~1938년에 하마마쓰 공장에서 제조된 86-90호기의 개량이 시작되며 급수온수기를 굴뚝 앞에 침목 방향으로 실어, 배분을 담당하는 스프링의 균형점 위치를 변경해 동륜 중량의 배분을 가능한 한 수정하는, 동력식 역전기를 수동식으로 변경하는 등의 설계 변경이 이루어졌다. 이 덕분에 나메쿠지형이 문제로 지적된 것은 대체로 개선되었다. 다만, 나메쿠지형과 비교하면 개선되긴 했지만, 선행형식인 D50형과 비교하면 동륜, 특히 견인시에 실효축중이 저하되는 제1동륜의 점착성능이 떨어져 표준형의 개조후에도 동축중은 제1동축부터 순서대로 14.73t·14.77t·14.95t·15.11t, 즉, 1차형과 비교해 다소의 개선은 있었지만 제1동축부터 순서대로 제4동축까지 축중이 차례로 증가해 나가서, 중량이 많이 나가는 열차를 끌때나 경사를 오르며 열차의 견인할 때 문제가 되는 축중의 배분 상황과 상관없는 보일러 압력의 승압 등으로 인해 출력이 증가하고 있던 것도 있어 공전이 많이 일어나는 한 요인이 되기도 했다. 그 때문에, 점착 성능에 따라 열차의 정시 운행에 영향을 주는 호쿠리쿠 본선이나 신에쓰 본선등 에서는, 츠루가 기관구를 필두로 개량판인 이 표준형마저 기피하고, 표면상의 성능으로는 떨어지지만 공전을 잘 하지 않는 D50형의 배치를 강력하게 원하는 기관구가 많이 존재하였다.이들 기관구는 당시 있었던 D50형 50량이 전쟁 중의 혹사로 피폐, 노후화, 타구 전입에 의한 대체 차량 확보가 사실상 불가능해져, D51형 이외의 선택사항이 없어진 후에야 배치되었다.덧붙여 D51형은 전쟁 이후, 수송력 증강을 위해 동축중량의 인상이 허용되어 곳곳에 콘크리트 덩어리를 탑재하는 것으로 공전을 개선했다.
- 그 후 1938년 6월 완성된 101호기 이후부터는 이 사양으로 제조되어 이 모습이 널리 D51의 이미지로 퍼지게 되었다.
- 또한 일부에 대틀이 압연강판을 뚫은 막대대틀이 아닌 D51 355-359·403-405 등, 주강제대틀을 채용한 것이 존재하는 것 외에도 1943년도 제조분 이후에는 제연판이나 번호판, 텐더의 석탄고측판을 목재로 대용해, 또 연실전부 상방과 연실문 상부를 통째로 절약하는 등, 전후에는 이들도 서서히 표준형과 동등한 사양이 되도록 개수가 이루어지고 있다.

#### 전시형
D51 1001 ~ 1161

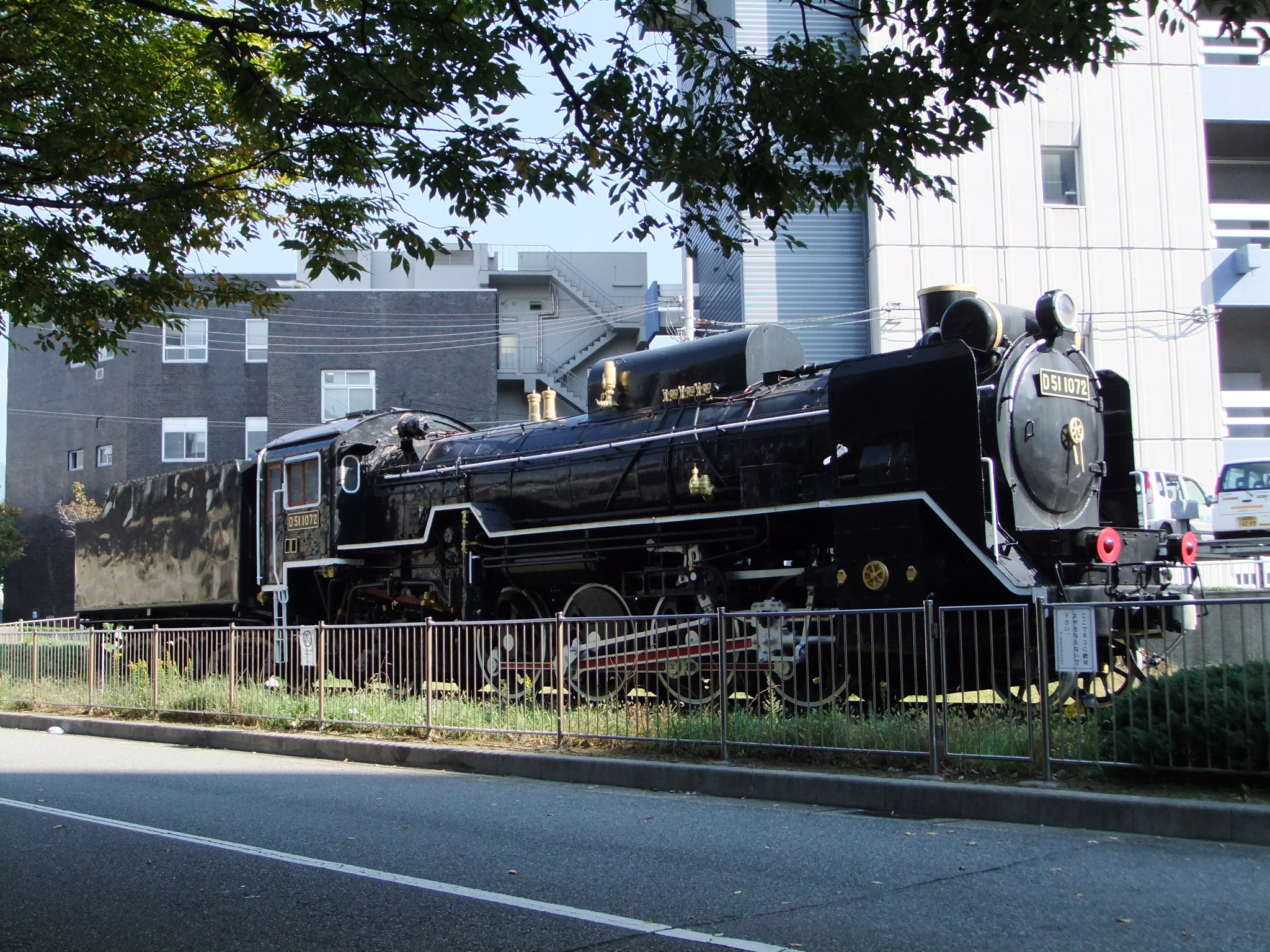
D51 1072
전시형의 특징은 상단부가 동그란 상자 모양의 돔을 보일러 위에 장착하는 것이다.

- 1944년부터 1945년까지 생산분은 위에서 설명한 표준형 후기 및 D52형과 마찬가지로 점검용 발판·디플렉터 등에 다양한 목재를 설치해 뒀다.[6]이러한 간소화에 더해서, 대틀을 생략한 선저형 탄수차로 변경하는 등, 한층 더 자재를 절약하고 제조기간 단축을 위한 전시 설계로, 또 앞에서 서술한 것처럼 통압과 동륜상 중량의 증가가 이루어졌다.이 때문에 새로운 형식이 될 만한 곳 중간에 결번을 하고 1001부터 번호를 매겼다. 그러나, 대용재료로 조악한것을 사용하고, 원래는 리벳2열용접이 기본이었던 보일러등의 중요 접합부를 리벳1열용접으로 간략화하자, 용접 불량 등 여러 가지 이유로 1140호기가 보일러 폭발사고를 내면서 승무원사이에선 '폭탄을 안고 운전하는 기분'이라는 평이 쏟아졌다. 전후 이들 차량은 대용 재료를 정규부품으로 교환하고, X선 검사로 상태 불량으로 판정된 보일러의 신제품으로 교환하는 등 이를 통해 성능의 표준화가 이루어졌으나 성능면에서 영향이 없었던 부위는 그대로 존치되었다.극히 일부의 기체는, 전쟁때 생긴 연실 전면과 연실문 상부의 파편도 그대로 남아 있었다.

## 제조
양산을 추진하려는 단계에서 국내 정세가 전시 체제로 돌입하고, 화물기인 D51형에 대한 수요가 크게 늘어 국내 5개 대형 기관차 제조공장과 국유철도 공장 가운데 8개 공장이 생산에 참여해 1936년부터 1945년까지 1,115량이나 되는 많은 차량이 제작되었다.그 중 8량에 대해서는 국유철도의 발주가 아닌, 사철의 전시 매수나 남사할린의 내지화에 수반해 철도성에 편입된 것과 외지용인 것도 전황 악화에 따른 제해권 상실로 인해 발송할 수 없게 되어, 그냥 일본국유철도가 얻은 것이다.또한 955 ~ 1000은 결번으로 되어 있는데, 전시형을 1001부터 번호를 매겨서 구별했기 때문이다. 그 때문에, 일본국유철도 소유기의 마지막 번호는 1161호이다.
이 외에도, 전쟁 전부터 대만총독부 철도를 위해 제조된 것이 32량(1944년산 5량은 한때 D51 1162-1166으로 도입되어 사용되었다),전후 소비에트 연방 사할린주 철도로 수출된 것이 30량, 유엔군에 납품된 것이 2량, 나아가 1951년에 대만 철로 관리국에 수출된 것이 5량이 존재한다.이러한 것을 합하면 D51형은 총 1,184량이 생산되었다.

### 철도성(일본국유철도)
일본국유철도가 발주한 수는 전부 1,107량이다. 제조된 것은 다음과 같다.
- 1935년(23량)
  - 가와사키차량 (13량) : D51 1 - 13
  - 기샤세이조 (10량) : D51 14 - 23
- 1936년(25량)
  - 가와사키차량 (14량) : D51 24 - 37
  - 기샤세이조 (5량) : D51 38 - 42
  - 히타치제작소 (6량) : D51 43 - 48
- 1937년(52량)
  - 가와사키차량 (27량) : D51 49 - 67, 71 - 78
  - 히타치제작소 (3량) : D51 68 - 70
  - 기샤세이조 (17량) : D51 79 - 85, 91 - 100
  - 하마마쓰공장 (5량) :D51 86 - 90
- 1938년(127량)
  - 기샤세이조 (6량) : D51 101 - 106
  - 가와사키차량 (14량) : D51 107 - 120
  - 히타치제작소 (27량) : D51 121 - 133, 173 - 186
  - 닛폰차량제조 (39량) : D51 134 - 172
  - 오미야공장 (8량) : D51 187 - 194
  - 하마마쓰공장 (8량) : D51 199 - 206
  - 다카토리공장 (7량) : D51 211 - 217
  - 고쿠라공장 (7량) : D51 220 - 226
  - 나가노공장 (3량) : D51 229 - 231
  - 쓰치자키공장 (2량) : D51 232 - 233
  - 고리야마공장 (3량) : D51 234 - 236
  - 나에보공장 (3량) : D51 237 - 239
- 1939년(196량)
  - 오미야공장 (10량) : D51 195 - 198, 243 - 244, 469 - 472
  - 하마마쓰공장 (15량) : D51 207 - 210, 245 - 250, 473 - 477
  - 다카토리공장 (11량) : D51 218, 219, 251 - 254, 478 - 481, 490
  - 고쿠라공장 (10량) : D51 227, 228, 255 - 258, 482 - 485
  - 나에보공장 (4량) : D51 240 - 242, 489
  - 나가노공장 (3량) : D51 259, 260, 486
  - 쓰치자키공장 (3량) : D51 261, 262, 487
  - 고리야마공장 (3량) : D51 263, 264, 488
  - 가와사키차량 (45량) : D51 265 - 309
  - 히타치제작소 (50량) : D51 310 - 359
  - 닛폰차량제조 (27량) : D51 379 - 405
  - 기샤세이조 (15량) : D51 442 - 456
- 1940년(184량)
  - 히타치제작소 (43량) : D51 360 - 378, 589 - 612
  - 닛폰차량제조 (45량) : D51 406 - 441, 613 - 621
  - 기샤세이조 (20량) : D51 457 - 468, 581 - 588
  - 오미야공장 (10량) : D51 506 - 515
  - 하마마쓰공장 (13량) : D51 518 - 530
  - 다카토리공장 (10량) : D51 491 - 500
  - 고쿠라공장 (9량) : D51 535 - 543
  - 나가노공장 (3량) : D51 548 - 550
  - 쓰치자키공장 (3량) : D51 551 - 553
  - 고리야마공장 (4량) : D51 555 - 558
  - 나에보공장 (4량) : D51 559 - 562
  - 가와사키차량 (17량) : D51 564 - 580
  - 미쓰비시중공업 (3량) : D51 632 - 634
- 1941년(79량)
  - 다카토리공장 (6량) : D51 501 - 505, 690
  - 오미야공장 (2량) : D51 516-517
  - 하마마쓰공장 (5량) : D51 531 - 534, 685
  - 고쿠라공장 (4량) : D51 544 - 547
  - 쓰치자키공장 (1량) : D51 554
  - 나에보공장 (1량) : D51 563
  - 닛폰차량제조 (25량) : D51 622 - 631, 670 - 684
  - 미쓰비시중공업 (17량) : D51 635 - 641, 660 - 669
  - 히타치제작소 (18량) : D51 642-659
- 1942년(112량)
  - 하마마쓰공기부 (12량) : D51 686 - 689, 819 - 826
  - 다카토리공기부 (9량) : D51 691 - 694, 831 - 835
  - 히타치제작소 (33량) : D51 695 - 727
  - 닛폰차량제작소 (12량) : D51 728 - 739
  - 가와사키차량 (20량) : D51 748 - 767
  - 기샤세이조 (13량) : D51 773 - 785
  - 미쓰비시중공업 (13량) : D51 791 - 803
- 1943년(163량)

- 닛폰차량제조 (33량) : D51 740 - 747, 846, 847, 916, 917, 1063 - 1083
- 가와사키차량 (40량) : D51 768 - 772, 843 - 845, 918 - 949
- 기샤세이조 (15량) : D51 786 - 790, 866 - 875
- 미쓰비시중공업 (35량) : D51 804 - 818, 896 - 915
- 하마마쓰공기부 (12량) : D51 827 - 830, 848 - 852, 861 - 863
- 다카토리공기부 (15량) : D51 836 - 842, 853 - 860
- 히타치제작소 (13량) : D51 876 - 888
- 1944년(146량)
  - 히타치제작소 (19량) : D51 889 - 895, 1051 - 1062
  - 미쓰비시중공업 (50량) : D51 1001 - 1050
  - 닛폰차량제조 (46량) : D51 1084 - 1129
  - 가와사키차량 (31량) : D51 1130 - 1160

### 에스토리철도
D51 864·865: 에스토리철도(사할린)에서 매수.
1944년에 완벽하지 않은 채로 매수된 사할린의 철도를 위해 제작된 것으로, 대체로 표준형에 준하지만, 한랭지 대책으로서 제조시에 밀폐된 캡을 가지고, 탄수차의 전단부에도 바람막이를 세워서 캔버스제 포장을 운전대 사이에 설치한 것이 특징이다. 이 두 량은 사할린에는 보내지 않고, 홋카이도 내에서 사용되었다.

### 이부리종관철도
D51 950 - 954 : 1944년에 이부리종관철도에서 매수.
내륙사철이 D51 동등기를 만든 유일한 사례이다. 3량을 철도 개업 전인 1940년 5월 설계 인가를 얻어 개업 직후인 1941년 1월에 제작되었다. 엄밀한 완성일은 순서대로, 1941년 1월 9일, 11일, 13일이다. 이후 수송력 강화를 위해 각각 1942년 7월 17일・1943년 5월 7일에 두 량이 더 제조되었다.제조사는 D5101 - D5104가 기샤세이조, D5105가 히타치 제작소로 모두 같은 시기의 표준형에 준한 사양으로 제작되었으며, 형태도 표준형과 같다.

### 일본질소
D51 1161 : 일본질소에서 매수.
하이난섬의 일질흥업석무철도로 사용하기 위해 닛폰차량제조 본점에서 제조되긴 했으나 해군의 패배로 제해권이 상실돼 발송이 안 된 것을 국철이 구입했다. 전시형이며 D51형 전체에서 봐도 유일한 1945년산이며, 철도연구자의 실견으로 제조방법이 더욱 간소화된 것이 확인되고 있다.

### 중국
중국 하이난섬의 철석수송을 위한 일질흥업석무철도는 협궤(1067mm)이며, 1942년 및 1943년(1944년 설도 있다)에 5량의 D51형이 공출되었지만, 종전시에는 2량만 남아있었다. 전후의 동향은 불명확하다.

### 대만총독부철도·대만철로관리국

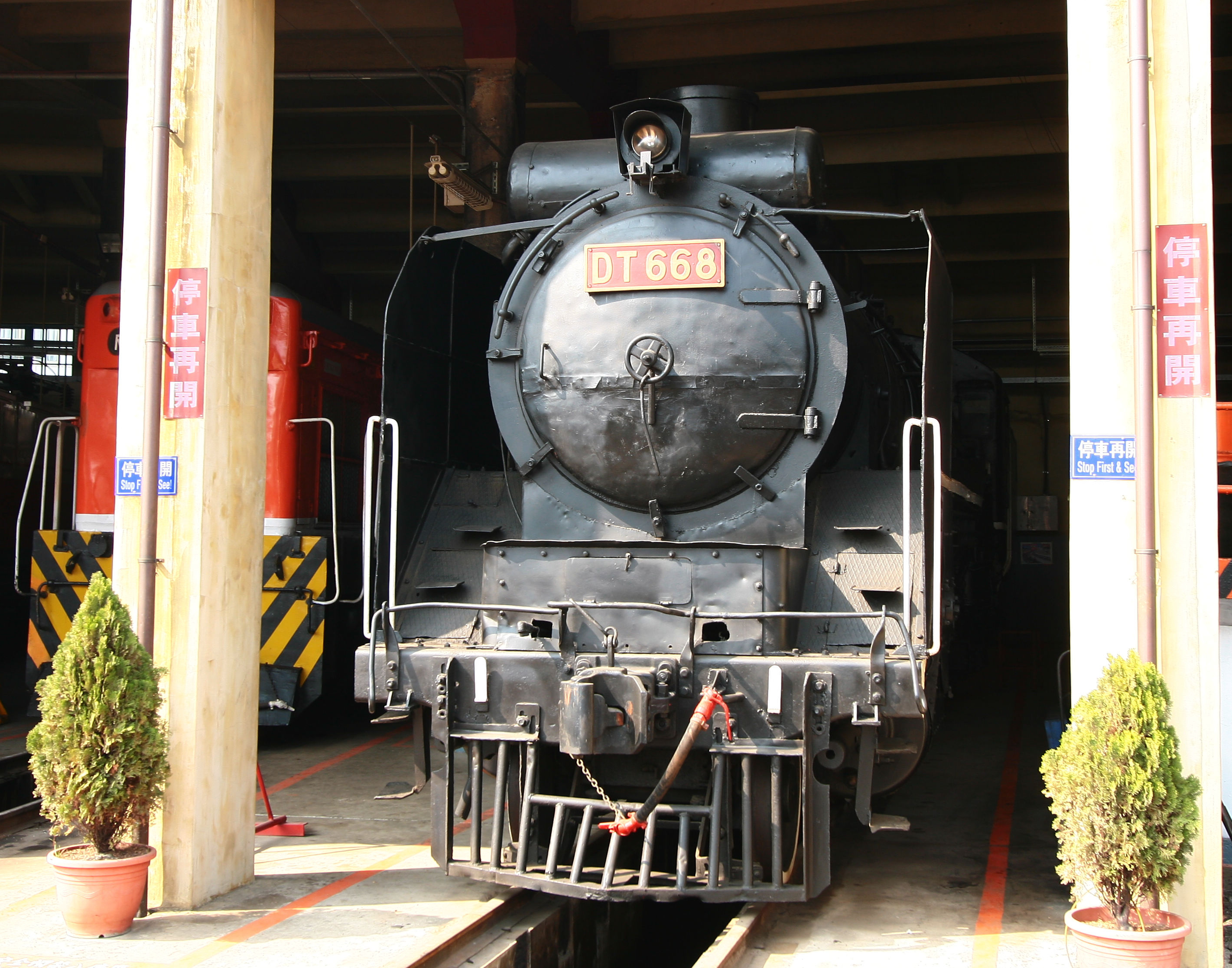
동태복원된 대만 철로 관리국의 DT668호기.

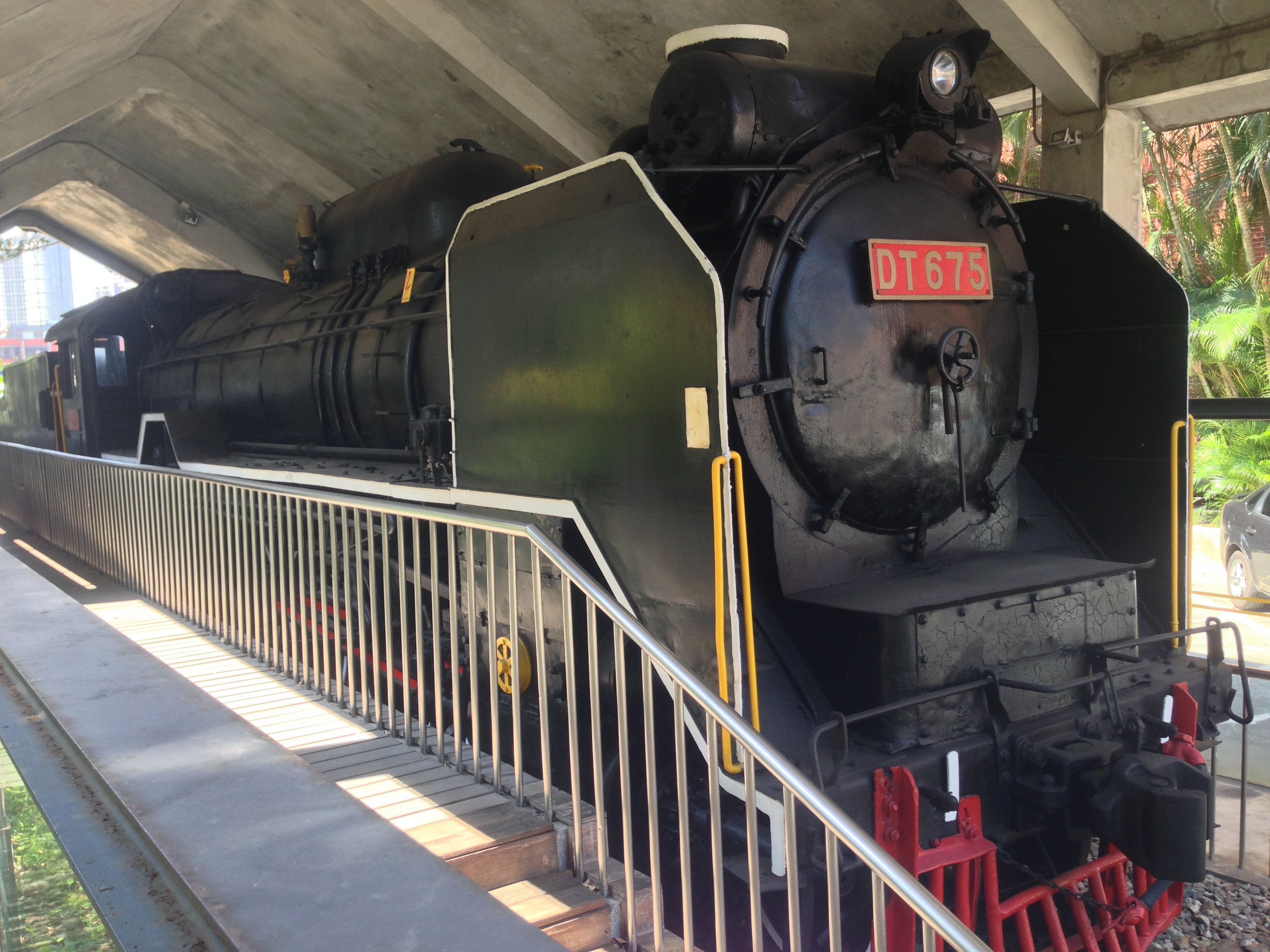
신베이시 지정문화유산으로 정태보존되어 있는 대만 철로 관리국의 DT675호기

당시 일본 통치하의 대만 총독부 철도를 위해 1939년에서 1944년까지 32량(D51 1 - 32)이 제조된 것으로 형태적으로는 1~27이 표준형에, 28-32가 전시형에 속한다.이 차량들은 일본국유철도 소유였던적이 없다.생산내역은 다음과 같다.
- 1939년(3량)
  - 가와사키차량 : D51 4 - 6
- 1940년(3량)
  - 기샤세이조 : D51 1 - 3
- 1941년(12량)
  - 가와사키차량 : D51 7 - 18
- 1942년(6량)
  - 기샤세이조 : D51 19 - 24
- 1943년(3량)
  - 히타치제작소 : D51 25 - 27
- 1944년(5량, 전시형)
  - 히타치제작소 : D51 28 - 32

이 중 전시형의 D51 28 - 32는 제해권 상실로 발송되지 못하며 일시적인 조치로 일본국유철도가 차입하여 D51 1162 - 1166으로 사용됐다.이 시기 본토에서는 이미 전시형(1000번대)이 만들어졌는데 이 5량은 전전의 표준형과 비슷한 형태(돔은 상단부가 동그란 상자 형태가 아니라 표준형과 같은 모양)로 제조됐다. 이것은 외지용이기 때문에 일본 제국의 위신을 유지하기 위해서라고 알려져 있다. 그러나 모양은 표준형이었지만 돔 이외의 본체, 탄수차 등은 일본에서 제조된 것과 동일한 사양의 전시형과는 성능, 기능면에서 뒤떨어지기 때문에 보일러 압력이 12kg/cm2로 제한되어 있었다.이 5량은 전쟁 후인 1946년 4월에야 대만으로 발송되었다. 대만의 D51형은, 전후 대만 철로 관리국에 계승되어 DT650형(DT651-682)이라고 개칭되었다.
전후인 1951년, 국제연합 원조에 의한 중화민국의 주문으로, 5량의 표준형이 대만에 수출되어 DT683 - 687이 되었다. 제조는 기샤세이조가 3량(DT683 - 685), 신미쓰비시중공이 2량(DT 686·687)을 맡았다.이 5량이 D51으로서 마지막 신형기가 되었다.

### 소비에트 연방 (사할린) 수출차

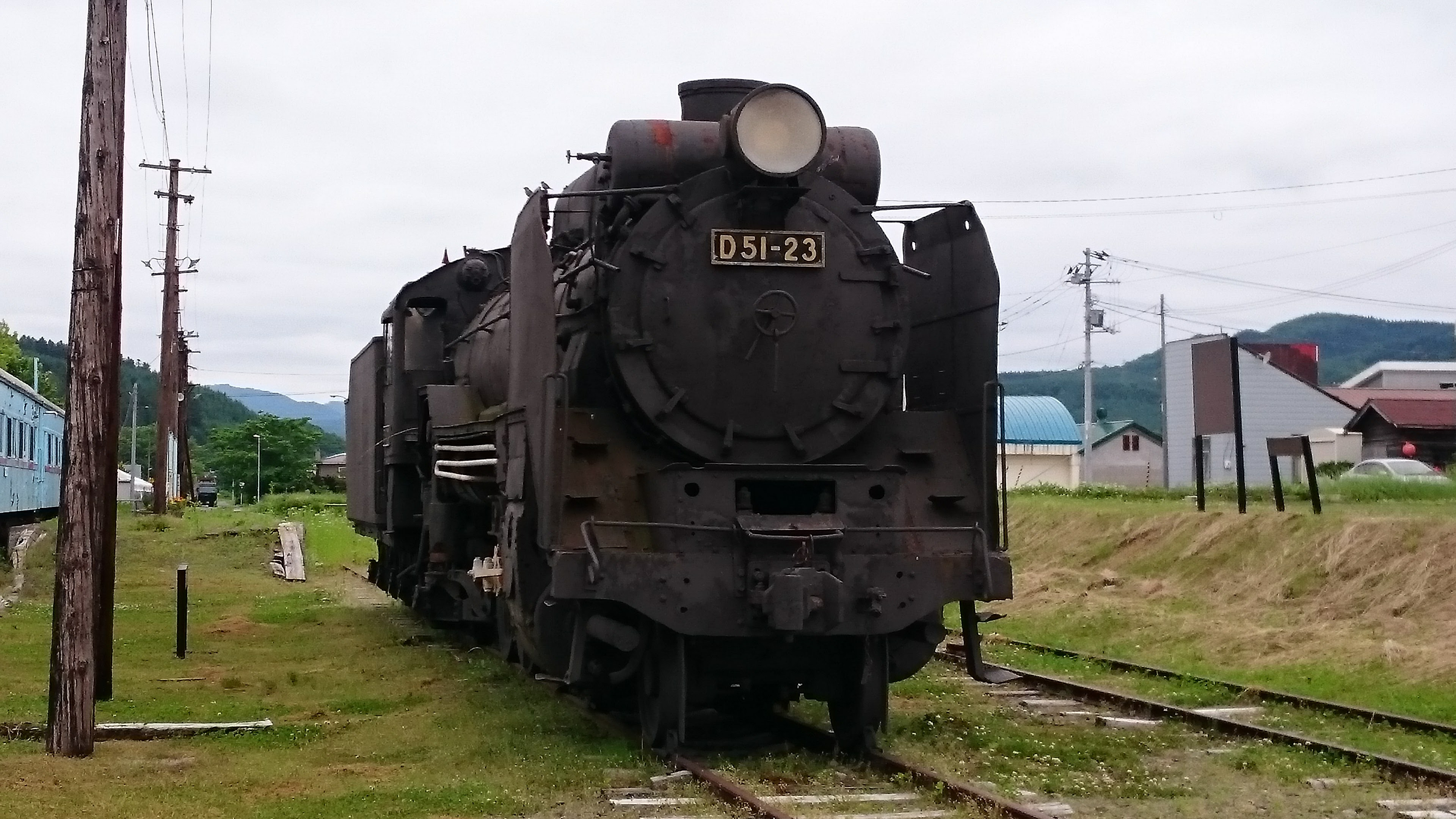
비라토리철도기념관에서 보존하고 있는 D51-23

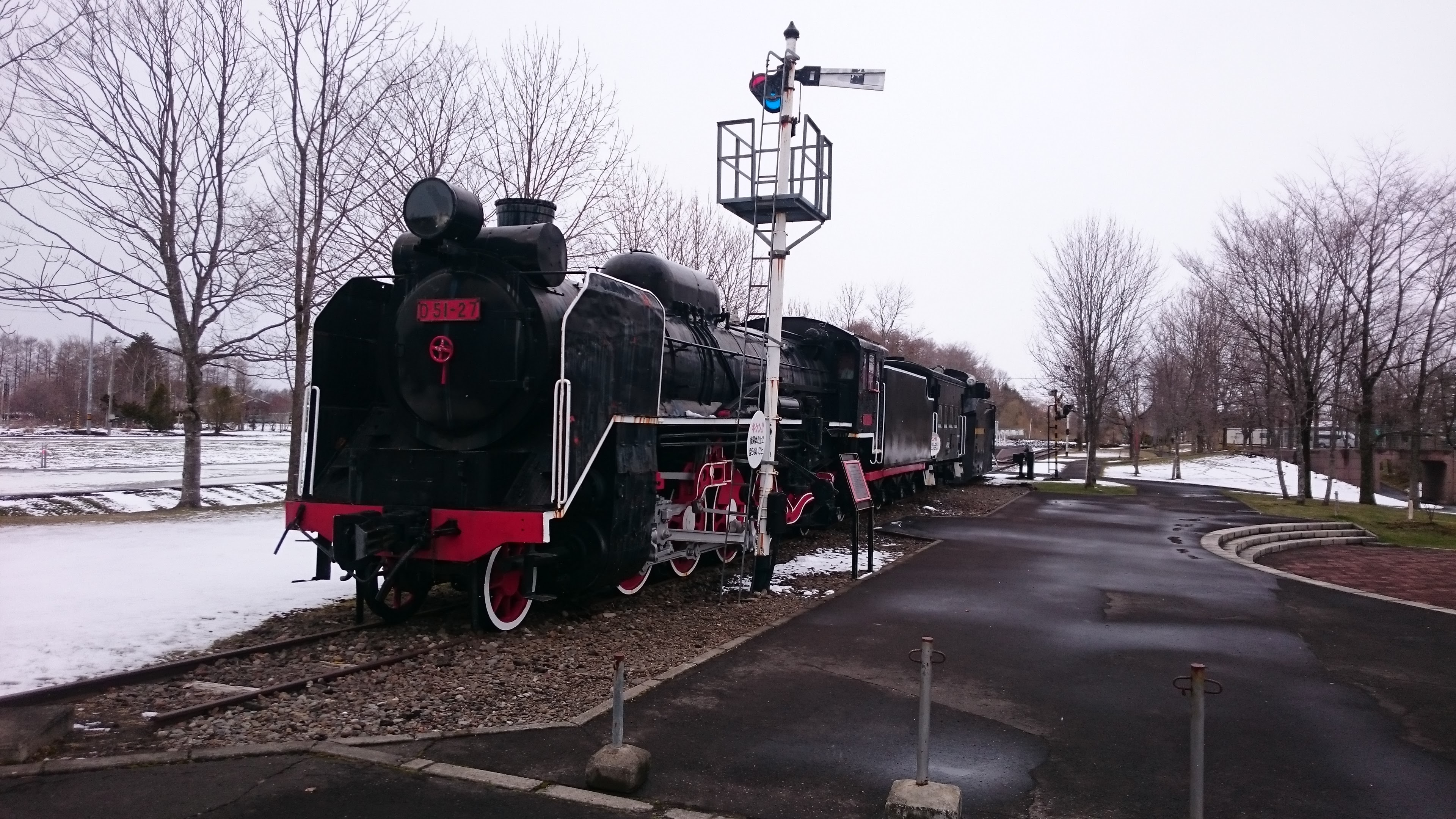
베쓰카이 정 철도기념공원에서 보존되어 있는 D51-27

1949년 소비에트 연방으로 수출 물자의 일환으로 국철형 객차등 30량이 사할린에 보내졌다.
이들은 1월에서 4월까지 5개의 회사에서 만들었다. 사할린용으로 수출된 것은 국내용과 구별하기 위해 형식번호와 차량번호 사이에 하이픈이 들어가 있다(예를 들어 국내용은 D51 27인 데 비해 사할린용은 D51-27).또 방한 때문에 운전석은 밀폐 구조로 돼 있는 등 일부 구조가 국내용과는 다르다.
덧붙여 형식이나 번호판에 러시아어로 사용되는 키릴 문자의 "Д"이 아니고, 라틴 문자의 "D"가 사용되고 있다.증기기관차 연구가 우스이 시게노부는 소련의 사할린 점령 후에도 철도 시스템은 일본식이었기 때문이 아닌가 추측하고 있다.

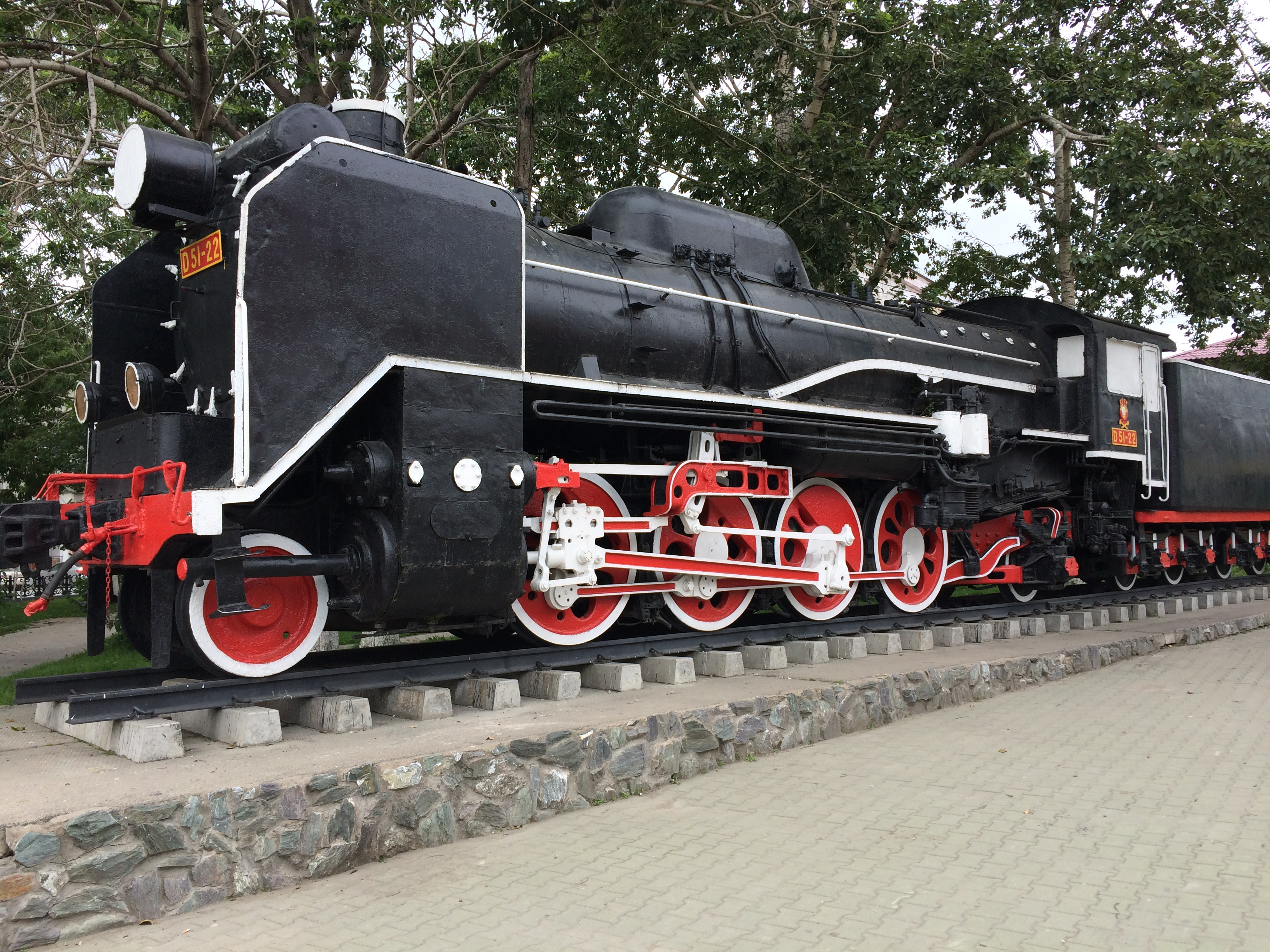
유즈노사할린스크역 앞에 보존되어 있는 D51-22(2015년 8월 촬영)

사할린용 D51의 제조 내역은 다음과 같다.
- 닛폰차량제조 (7량) : D51 - 1 - 7
- 가와사키차량 (7량) : D51 - 8 - 14
- 히타치제작소 (6량) : D51 - 15 - 20
- 기샤세이조 (5량) : D51 - 21 - 25
- 미쓰비시중공업 (5량) : D51 - 26 -  30

### 유엔군・대한민국 철도청
1950년 한국전쟁과 함께 철도는 주요 공격 대상이 되었고 수많은 기관차가 파괴되었다. 이 피해 보충을 위해 미 8군은 유엔군 명의로 일본에 증기기관차를 발주하는데, 타사가 남만주철도나 조선총독부철도의 설계도를 남용해 '미카이형'을 제조하는 가운데 미쓰비시중공업만이 D51형을 표준궤·밀폐화하여 납품하였다. 제조 내역은 다음과 같다.
- 1950년(2량)
  - 미쓰비시중공업 : D51 101 - 102

두 량 모두 휴전 후 대한민국 철도청(현 한국철도공사)에 넘겨져 미카7형인 미카7-1, 미카7-2로 1960년대까지 사용됐다.

## 전후 개조기
전후, 군수 화물 수송의 사실상 소멸과 식량난에 기인하는 구매등에 의한 여객의 급증에 의해, 전시중과는 다르게 화물과 여객의 수요가 완전하게 역전되었다. 이것에 따라, 전시중에 최우선으로 양산됐던 젊은 화물용 기관차가 대량으로 잉여가 되는 한편, 여객용 기관차는 1942년 이후 제조되지 않고, 1946년부터 1947년에 걸쳐 급하게 C57형 32량과 C59형 73개가 생산되어 보완되었으며, 이후에도 순차적으로 여객용 기관차를 증차해 왕성한 여객 수요에 대응하는 것이 계획되어 있었다. 실제로도 C57·59 두 형식의 추가 생산이 계속적으로 실시되고 있었으며, 1948년경에 기관차 회사들은 수많은 주문을 보유하고 있었다.
그러나 그 후로는 예금 봉쇄가 단행될 정도로 쪼들리던 정부 재정에 기인하는 예산 동결이 실시되어 국철은 기관차의 신규 제조가 불가능한 상황에 놓였다.그 때문에, 더욱 부족한 여객용 기관차를 확보할 수 있도록 1948년에 GHQ측 담당 장교 데 글로트의 조언에 따라 D51의 보일러를 활용해, C57형의 크기에서 C60형이나 C62형과 같은 크기로 함으로써 중량증가에 대응하는 주행장치와 조합한 C61형 여객용 기관차가 33량 제조되었다. 신규 제조가 아닌 서류상으론 개조한 것이기 때문에 예산 회계상의 규제들을 피할 수 있었다.이미 차적이 존재하고 있다면, 실제로는 완전한 신차 제조라 하더라도 서류상 '개조'로 함으로써 회계감사상의 지적을 면할 수 있다는 점 때문에 관료주의적 이 회피책은 전전의 통제경제 초기단계부터 지방사철이 차량를 확보하는 방법이였다.즉 국철 당국은 화물용 기관차의 보일러를 여객용 기관차로 전용하면 된다는 데 글로트의 조언을 다행이라고 표현하기 위해 전쟁 전부터 감독관청으로서 그 수법을 알고 있었던 이 방안을 강구했다.또 이 계획은 장기 방치 상태로 허공에 떠있던 C57형 미완성차의 존재, 나아가 갑작스러운 예산 동결로 곤궁을 당한 제조업체들의 구제라는 의미도 있고, 33량이라는 어중간한 제조 수도 장기 방치된 C57의 현재의 잔수에 따라 정해졌다.
게다가 1960년에는 지역선에서 사용하기 위해 6량의 축중을 개조하여 새로운 형식 D61형을 만들기도 했다.
개별적인 개조기로서 주목해야 할 것은 1956년 11월의 운전 업무 연구회 발표 자료로서 축중가변 기구를 장착한 나라기관구 소속의 D51 65이다. 당시의 나라기관구는 중재가신호장 전후에 가타코너머의 험한곳이있는 간사이 본선을 담당하고 있어, 중량이 많이 나가는 열차의 운용이 곤란했는데, 특히 올라가는 경사로에서 견인시에 중심의 이동으로 공전이 발생하기 쉬운 D51은 개선이 필요했다. D51 65에서의 개조는 이 문제를 해결하기 위하여 제안된 것으로, 제4동축후부의 주차(主臺)에 공기 실린더를 부착하여, 제4동축과 종대차를 연결하는 균형점 위치를 이동시켜 축중중심을 바꾸고, 이것에 의해 동축중을 통상의 13.96t에서 15.46t으로 전환하게 하는 것이다. 축중가변 기구는 상향구배나 출발시에 공전 억제에 더해, 방사량의 감소에 의해 궤도보수의 부담경감에도 기여한다는 특징을 가지며, 단순하게 간선규격대응의 강력기를 도입하는 경우와는 달라, 상승 경사 구간이나 역 구내등의 필요한 구간만을 궤도 강화하면 되며, D51의 운용선구에 제약을 가하는 것은 아니라는 메리트도 있었다. 무엇보다, 이 방식은 동력 근대화의 방향성이 정해진 후의 개조를 위해서인지 다른 차에는 도입되지 않고 끝났다. 다만, D51 65는 그 후 나라기관구에서 스이타제일기관구로 옮겨져, 스이타조차장의 입환기로서 비교적 장기에 걸쳐 이 사양으로 운용되었다. 덧붙여 이 축중가변의 사상은 D51의 후계차가 된 DD51형에서 형태를 바꾸어 햇빛을 보고 있다.
이 밖에도 D51형은 사용사정에 따라 다양하게 개조되었고, 홋카이도와 도호쿠 지방에서는 한랭지 대책으로 운전실 특별정비공사라 일컫는 개방형 운전실에서 승무원문이 달린 밀폐형 운전실로의 개조가 실시되고 품질이 나쁜 석탄을 상용하는 상반선으로 운행되고 있던 미토, 평기관구 배치의 D51 112, 121, 123, 248, 313, 381, 389, 411, 503, 551, 645, 647, 672, 695, 821, 914, 931, 946, 1024, 1068 20량에는투탄량이 4~5t을 초과해 기관조사의 2인승무를 피하도록 자동급탄기를 추가 탑재하고 나가노에서는 모래사관 증설이 진행됐다. 그 외에도 중유 병소장치와 ATS용 발전기 설치, 부등 설치, 지붕 후방으로의 연장, 운전실 좌우에 선회창 설치, 게다가 집연 장치(집연 장치의 모양은 담당 공장 마다 세세하게 다르다), 유도 통풍 장치의 장착 등 변화의 베리에이션은 많다.중유 병연 장치용 중유 탱크의 위치는 지역 마다 달라서, 보일러 위의 돔 뒤편에 680리터의 가마보코형 탱크를 장비하는 케이스와, 탄수차(텐더)의 탄고 후방에 1500L 혹은 3000L의 직방체 탱크를 장비한 경우가 있다(대형 3000L 탱크 장비차는 도호쿠 지방에 많았다).또, 비사쓰선 에키코 넘어에 사용된 히토요시구의 D51는, 보일러 위에 있는 탱크의 용량 부족을 보충하기 위해서 조수석측 발판 위쪽에 200리터의 보조 탱크를 장비하고 있었다.유도 통풍 장치는 1963년 3월 나가노공장에서 개조된 D51 349를 시작으로 117, 120, 167, 226, 232, 241, 252, 276, 285, 293, 308, 315, 328, 343, 345, 357, 371, 391, 413, 457, 492, 509, 539, 570, 605, 711, 725, 733, 742, 842, 952, 953, 1037, 1042, 1119호기의 총 합계 36량에 설치되었다. 신다의 밀림이 많아 또 불똥 방지로서의 효과도 얻을 수 있는 등 좋은 성적으로, 아키타 기관구나 홋카이도의 각 기관구, 특히 오이와케기관구 소속 차량에 대해서 집중적으로 이 개조가 실시되었다.

## 운용

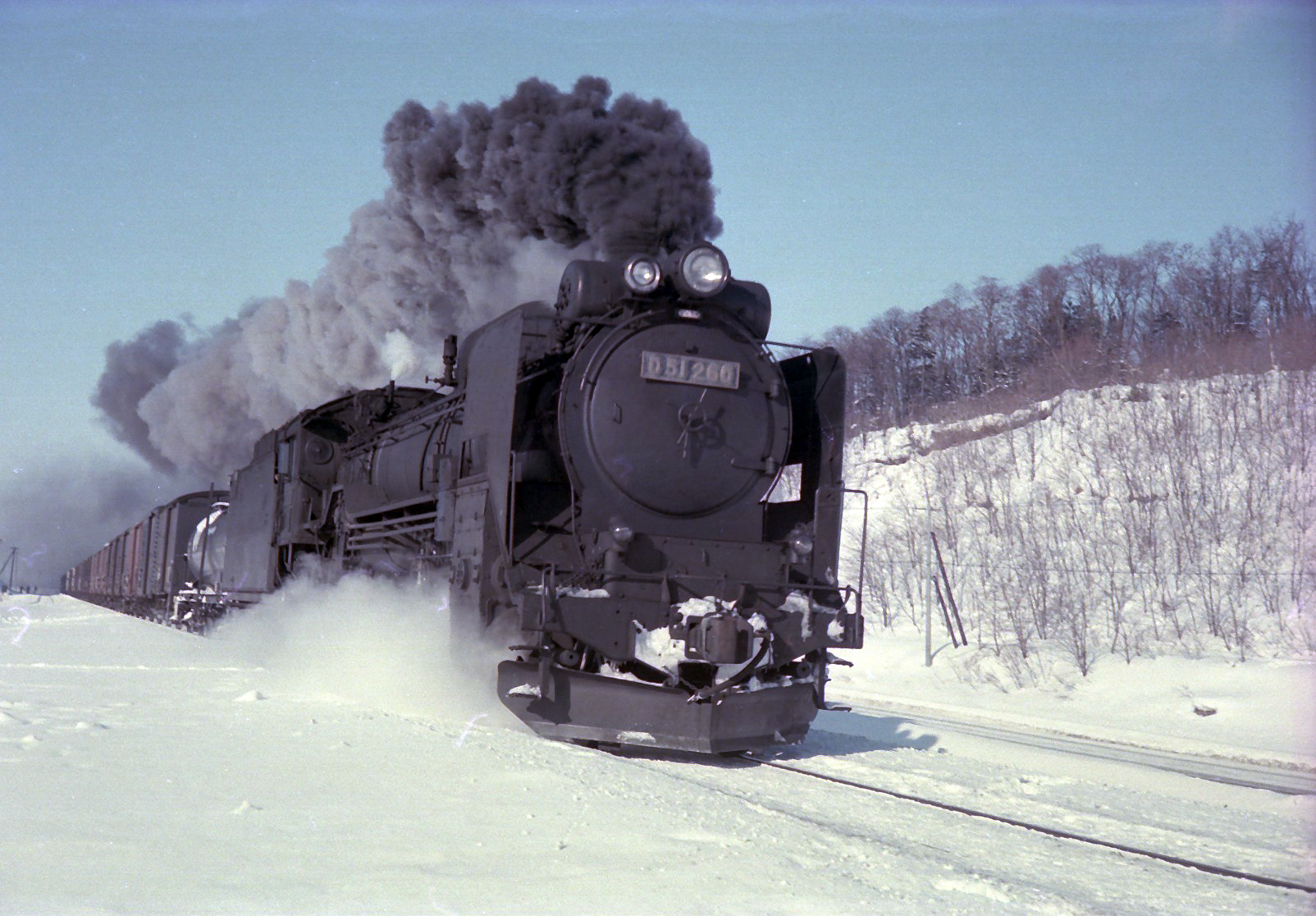
무로란 본선에서 화물열차를 견인하는 D51 260(1974년경)

전국의 간선·지선에 보급되어 어디서든지 그 모습을 볼 수 있었다. 다만, 시코쿠에서는 도산선 한정으로 사용되었다. 화물용으로도 수수한 존재였지만, 주오 본선이나 하코다테 본선의 급구배 구간(오샤만베 역 - 오타루 역 사이)과 같이 급구배 구간이 많은 노선에서는,급행을 포함한 여객 열차의 견인으로 사용되는 일도 많아, 우에쓰 본선 등과 같은 평평한 노선에서도 여객 열차 견인에 사용된 예가 있다. D51형은 축중이 무겁기 때문에 대부분 도카이도 본선이나 산요 본선, 도호쿠 본선 등의 간선의 화물열차를 중심으로 견인했다.
운전·보수 양면에서는 일부 구배선(후술)을 제외하고 대체로 호평을 받아, 전국적으로 철도 차량의 보수상태가 열악했던 제2차 세계대전 종료 직후에도, D51형은 9할이 넘는 차량이 여전히 가동할 수 있는 상태였다고 한다.
그러나, 본래의 사용 목적인 중량 화물 열차 견인쪽 에서는, 출력의 증대와 입선 범위 확대를 위한 동축중의 감소, 거기에 차체 전장 단축등의 설계 때문에 부적절한 동축중배분에 의해서, 급구배에서의 견인 시에 생기는 중심 이동 때문에 공전하기 쉬운 경향이 있어, 경사선에서는 설계 기본 모델이였던 D50형이 유리한 국면이 많이 존재했다.또, 차체 전장 단축 때문에 생긴 중심 위치의 불균형을 운전대의 소형화로 때우려는 등 승무원의 작업 환경을 무시한 설계로 되어 있어, 운전대가 넓고 승차감이 뛰어난 D50형을 운용하던 승무원들에게서 혹평을 받았다.그 중에서도 초기형(나메쿠지형)의 평가가 매우 낮고, 사례로서 1·2호기를 비롯한 초기형의 신차배치구였던 쓰루가기관구, 그리고 기소후쿠시마기관구등의 각 기관구는 일단 초기형을 받아들였지만 대부분 예외 없이 2년 전후로 빠르게 다른 구로 전출시켰고 그 후 다른 선택권이 존재하지 않을 때까지 초기형 방식을 받아들이지 않았다.표준형을 갑자기 하마마츠 공장에서 만들기 시작하여 중심 위치를 수정해, 공전 문제를 다소나마 개선한 것의 배경에는, 이러한 급구배선 담당 각 기관차구의 수취 거부와 같은 엄격한 대응이 영향을 준 것이다.
게다가 전술한 각 기관구는 표준형에 대해서도 부정적이여서, 가미스와기관구에서는 1941년에 D51형 3량이 배치되었지만, 그 해에 전부 다른 기관차구로 전속시켜 D50형으로 되돌렸다. 이에 비해, 평평한 노선을 담당하는 기관구들은 이나자와 기관구처럼 부정적인 반응은 나타내지 않고, 오히려 고속주행시의 탈선대비장치이 채택되고 있던 점을 이용해 비교적 온순히 도입되었다.
1941년부터 생산된 C59형은, 처음 계획할땐 D51형과 같은 보일러를 사용함으로써 양산 효과나 보수의 용이화라고 하는 장점이 생길 예정이었지만, D51형에게 있어서는 중심 문제가 해결되지 않았기 때문에, 공통보일러를 포기하는 대신 D51형의 것을 기본으로 하면서 보일러를 500mm 연장해 중심을 앞쪽으로 이동시킨 보일러로 설계됐다.
국철형 증기기관차 중에서도 특히 말기까지 수많은 기체와, 높은 인지도에 의해, "대명사"로 표현되기도 하지만, 실제로는 앞서 기술한 바와 같이 기본설계 차원에서 심각한 문제를 안고 있었으며, 그 광범위한 운용과 인지도는 전시체제에 따른 화물기 수요 대량 증가에서 온 방대한 양산 결과에 불과했다.
세키쇼선・무로란 본선의 화물열차를 견인할때, 유바리 방면의 탄광에서 무로란 항으로 향하는 2,400 t의 석탄 열차를 D50형과 함께 단기로 견인하는 운용을 하던 적이 있었다. 1952년 2월에 오이와케 - 무로란 간에 3,000톤의 견인테스트를 했는데 성적은 양호했지만 단선 구간의 선로 유효길이 관계로 실현되지 못했다.이 열차의 예사롭지 않은 길이는 빈 차일 때 느린 상승곡배인 것과 합하여, 길게 이어진 화차가 공기를 끌어들여 저항이 늘어 속도가 오르지 않았을 정도이다.
전철화나 디젤화의 영향으로 폐차가 본격적으로 시작된 것은 1967년경부터로, 증기 기관차 중에서 마지막 시기까지 많은 D51형이 남아 있었다. 특히 1960년대부터 1970년대에 걸쳐 세키호쿠 본선, 도호쿠 본선, 오우 본선, 하쿠비 선 등의 급구배 구간에서 중련이나 3중련을 하고 활약하는 모습은 당시의 "SL붐"을 일으켜, 철도 동호인과 사진작가, 그리고 매스컴 관계자들 사이에서 엄청난 인기를 끌었다.
또 우에쓰 본선을 비롯한 일본의 원풍경이 남아 있던 선로를 달리는 위풍당당한 모습을 촬영하는 철도 동호인들의 모습도 많았다.
하지만 제조된 수가 많아, 증기기관차 가운데도 잔존 양수가 많고 다른 기관차보다 많이 볼 수 있었기 때문에 철도 촬영을 주로 하는 팬들 중에는 다른 형식이 오기를 기대하고 있다가 D51이 오자 "또 D51인가"라며 한숨을 내쉬는 사람도 있고, 셔터를 끄지 않는 사람도 적지 않았다고 한다.
마지막까지 남은 것은 홋카이도의 오이와케기관구에 소속되어 있던 D51로, C57 135이 견인한 국철의 마지막 증기 기관차 견인 여객 열차 운전으로부터 10일 후인 1975년 12월 24일까지 사용되며,이것이 국철의 마지막 증기 기관차 견인 화물 열차 운전 및 국철 마지막 증기 기관차 본선 주행이 되었다.
이러한 국철 증기 기관차의 마지막을 장식한 오이와케기관구 소속의 D51은, 현지 오이와케나 도쿄도 다이토구 우에노의 국립과학박물관등, 각지에 보존이 결정되었지만, 1976년 4월 13일 심야에 발생한 오이와케기관구 화재로 갓 배치된 신형 디젤 기관차 8량과 함께 4량(241, 465, 603, 1086호기)이 소실되었다. 현재 아비라정 철도자료관에는 구 오이와케기관구의 기관고 화재로 소실된 정태보존예정기인 241호기 외에 오타루쓰쿠코기관구와 오이와케기관구 등에서 사용되었던 320호기가 정태 보존되어 있다. 320호기는 원래 정태 보존될 기체가 아니였지만, 갑자기 정태 보존기가 됐다. 또 국립과학박물관에는 가야 했을 603호기를 대체한 231호기가 보존됐다. 그렇게 마지막 D51 중 916호기만이 마에바시시 마에바시 어린이 공원에 보존되어 있다.
일본 외에서는 대만에서 DT650라는 이름으로 37량이 있었다. 대만에 있던 차량은 이미 폐차가 됐고 이 중 4량이 정태 보존됐다가 2011년 11월 DT668호기가 동태 보존으로 부활됐다. 앞으로 관광용, 이벤트용으로 운용할 예정이라고 한다.
사할린에서 운용된 것은 은퇴 후 6량(1, 2, 23, 25, 26, 27)이 일본으로 돌아가 각지에 보존되고 있으며, 사할린 현지에서도 4호기가 관광열차로 운행되고 있다.

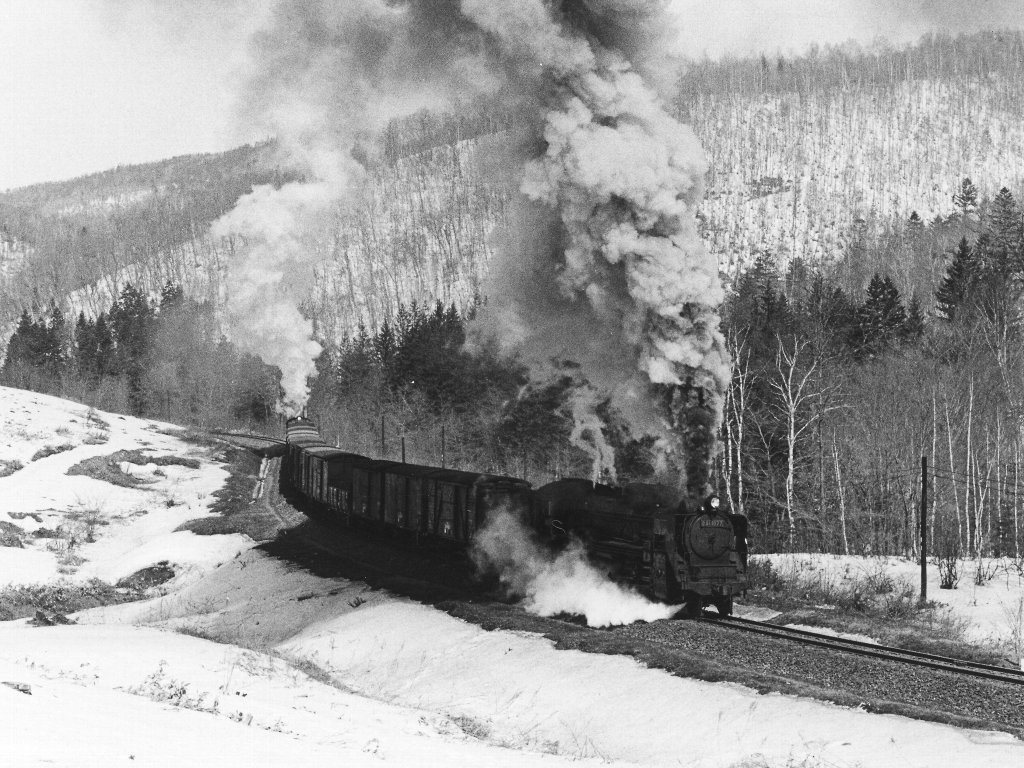
조몬 고개 부근을 달리는 1077호기(1971년 4월)
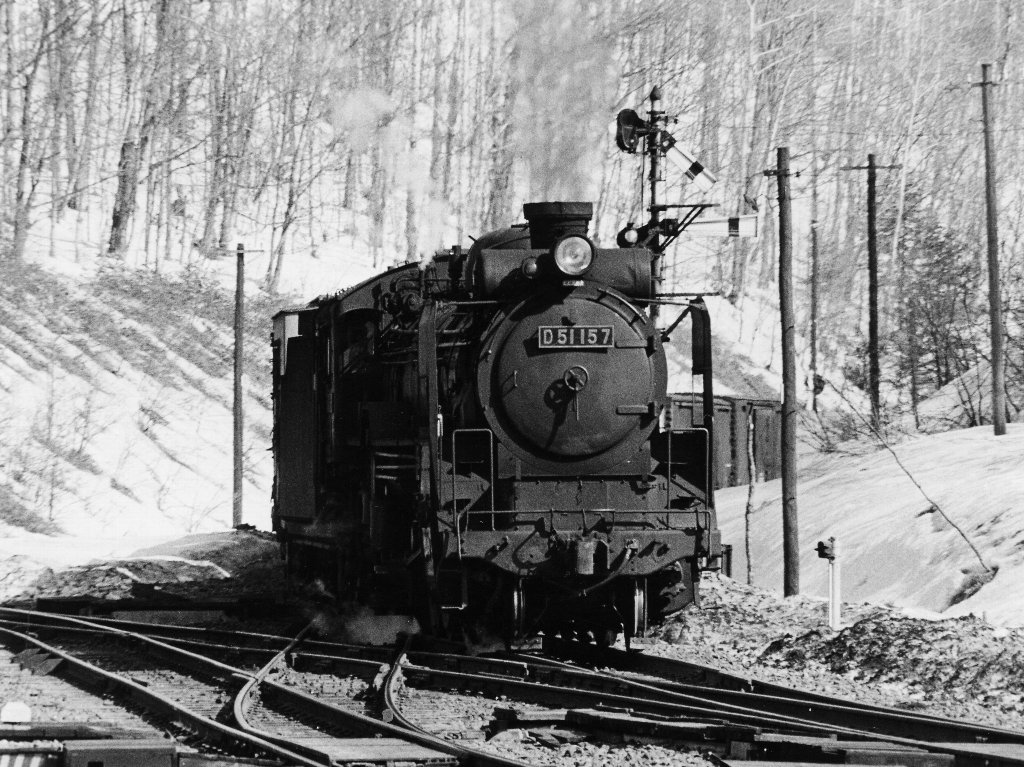
조몬 신호장을 통과하는 157호기(1971년 4월)
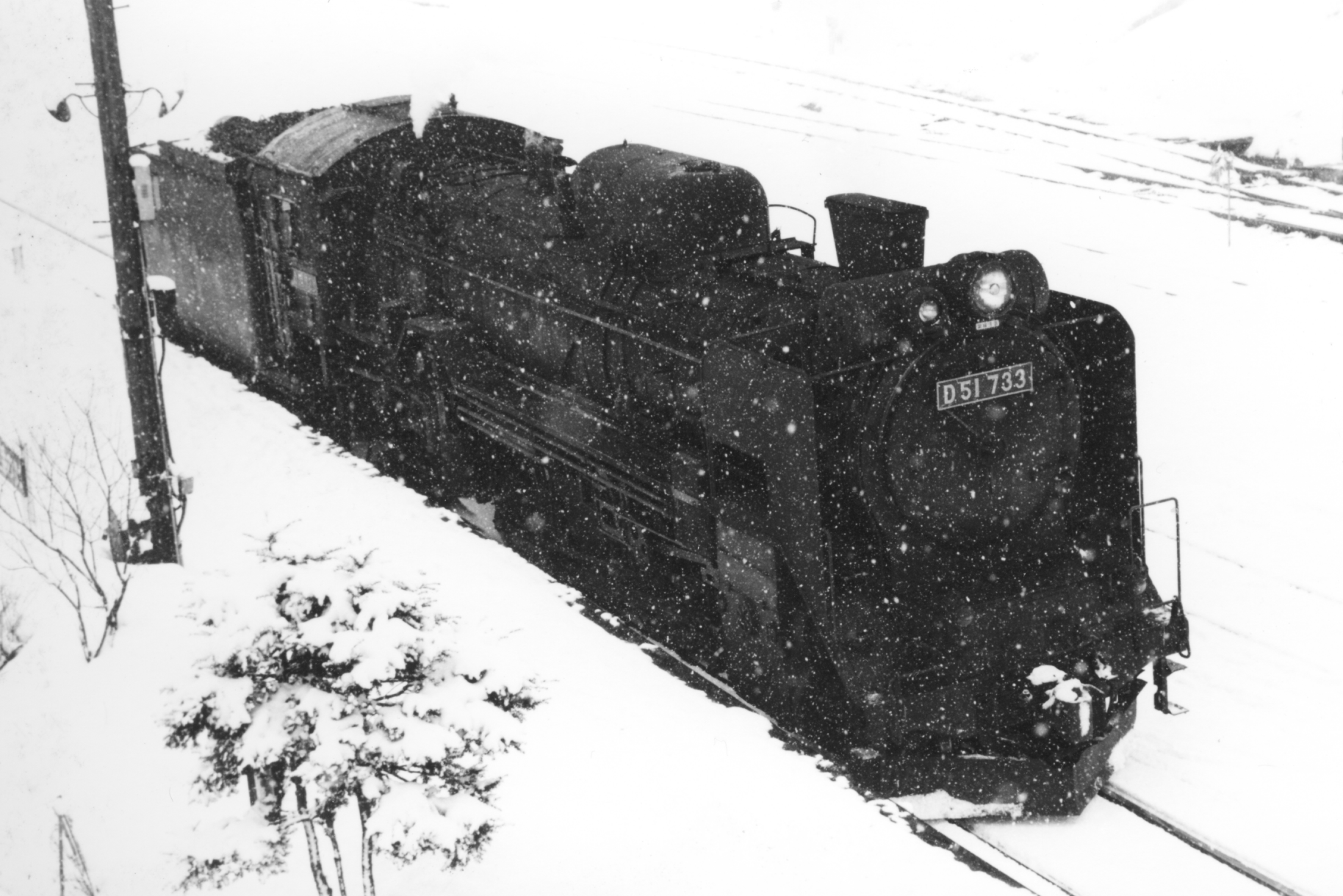
유치 중인 733호기(1973년 3월)
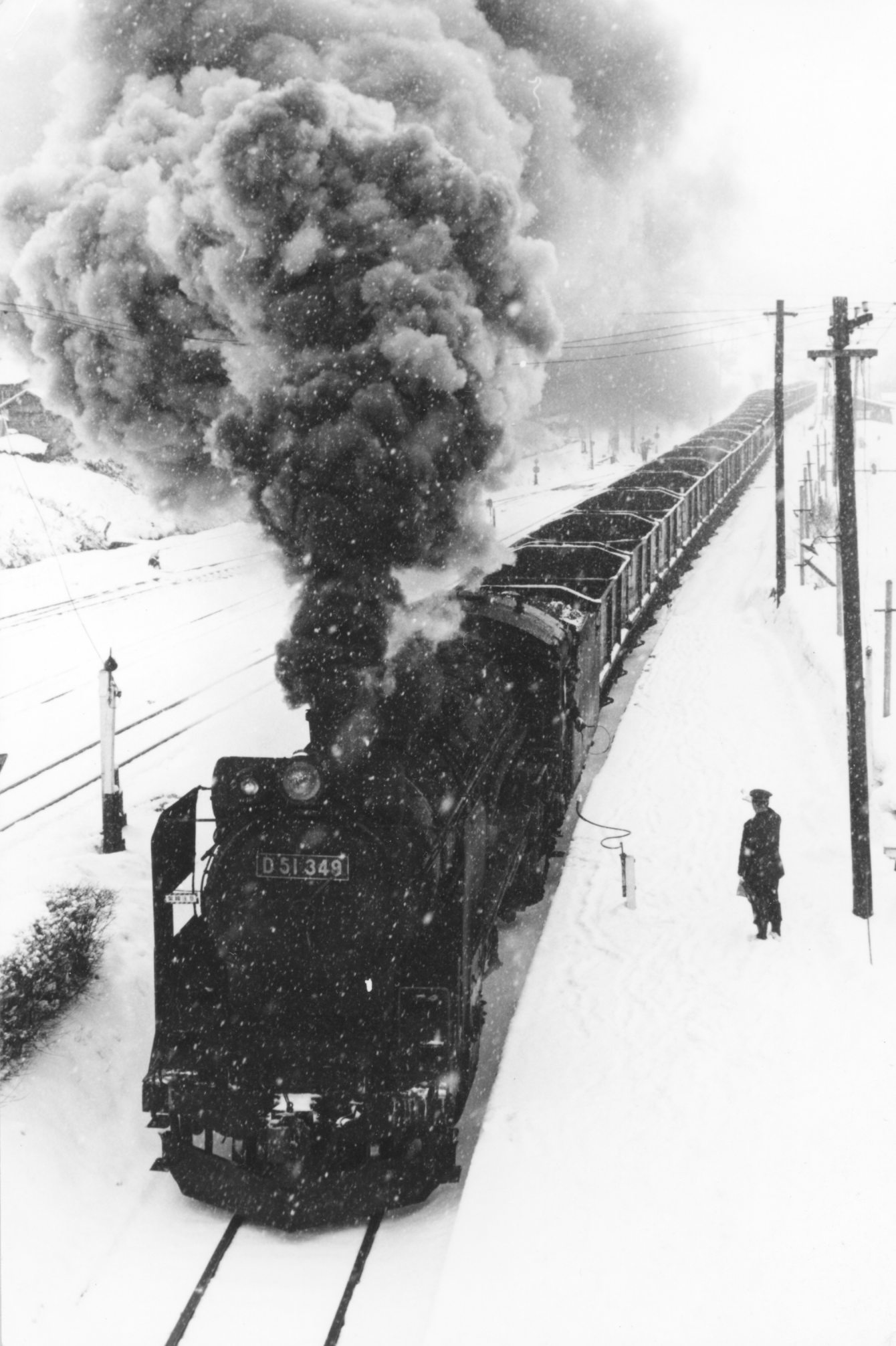
누마노사와역를 통과하는 349호기(1973년 3월)

## 보존
증기기관차의 대명사이기도 한 D51형은 폐차, 제적후실에 178량이 전국 각지의 철도박물관, 기타박물관, 공공시설, 학교, 공원 등에서 정태 보존 되었다.그 중 1, 187, 488, 745호의 4량은 준철도 기념물로 지정되어 있다.이밖에 2량(200, 498호기)이 동태 보존되고 있다.
이 밑에, 보존기의 번호와 소재지를 표시한다.
- 일본국유철도 D51형
  - D51 1：교토시 시모쿄구 「교토철도박물관」 (구 우메코지 증기기관차관) - 동태보존중 2006년에, 준철도 기념물로 지정.
  - D51 2：오카야마현 쓰야마시 「쓰야마 마나비의 철도관」
  - D51 6：홋카이도 아사히카와시 「가무이코탄 역 역터」
  - D51 8：효고현 아마가사키시 「오모노공원」
  - D51 10：후쿠오카현 노가타시 「기차클럽」
  - D51 11：삿포로시 니시구 「노시공원」
  - D51 14：지바현 나가레야마시 「나가레야마시 종합운동공원」
  - D51 18：야마구치현 우베시 「도키와공원」
  - D51 25：효고현 미타카시 「하지카미이케공원」
  - D51 47：홋카이도 이와미자와시 「미나미공원」
  - D51 51：교토시 우쿄구 「도로코사가 역 앞 19세기 홀」
  - D51 59：나가노현 가미이나군 다쓰노정 「고진산스포츠공원」
  - D51 66：교토부 소라쿠군 세이카정 「가와니시초등학교」
  - D51 68：이와테현 이와테군 시즈쿠이시정 「코이와이농장」
  - D51 70：이바라키현 쓰쿠바시 「사쿠라교통공원」
  - D51 75：니가타현 조에쓰시 「고치교통공원」
  - D51 86：하마마쓰시 니시구 「하마마쓰시 플라워파크」
  - D51 89：아이치현 도요하시시 「도요하시 종합동식물공원」
  - D51 95：홋카이도 가미카와군 신토쿠정 「신토쿠 산 스키장」
  - D51 96：군마현 안나카시 「우스이 고개 철도문화마을」
  - D51 101：시즈오카현 시마다시 「중앙근린공원」
  - D51 103：야마구치현 이와쿠니시 「어린이공원」
  - D51 113：아오모리현 미사와시 「중앙공원」
  - D51 118：사이타마현 도코로자와시 「고테사시공원」
  - D51 125：지바현 후나바시시 「후나바시시 향토자료관」
  - D51 140：사이타마현 구마가야시 「아라카와공원」
  - D51 146：도치기현 모카시  「모카 역」
  - D51 155：나가노현 시오지리시 「시오지리시 관공서」
  - D51 158：오사카부 이바라키시 「SL공원」
  - D51 159：홋카이도 이와나이군 이와나이정 「운동공원」
  - D51 170：구마모토현 히토요시시 「히토요시시 SL전시관（야타케역 앞）」
  - D51 172：나가노현 마쓰모토시 「오쿠보 공장 공원」
  - D51 176：오이타현 히타시 「다지마 혼마치 어린이 공원」
  - D51 187：사이타마시 오미야구 「JR 동일본 오미야 종합 차량 센터」（준 철도기념물）
  - D51 194：시마네현 가노아시군 쓰와노정 「쓰와노역 앞」
  - D51 195：돗토리현 요나고시 「미나토야마공원」
  - D51 201：아이치현 가마고리시 「가마고리시 향토자료관」
  - D51 206：사가현 사가시 「시청청사앞 공원」
  - D51 209：나가노현 이나시 「이나공원」
  - D51 211：고베시 나다구 「오지공원」
  - D51 222：오키나와현 나하시 「요기공원」
  - D51 225：후쿠오카현 노가타시 「근로자 쉼터」
  - D51 231：도쿄도 다이토구 「국립과학박물관」
  - D51 232：아키타현 아키타시 「오모리야마공원」
  - D51 237：삿포로시 히가시구 「JR 홋카이도 나에보공장」
  - D51 238：나가노현 기소군 기소정 「기소정민센터」
  - D51 243：시즈오카현 이즈시 「종합센터」
  - D51 244：기타큐슈시 야하타히가시구 「도원공원·아동문화과학관」
  - D51 245：나가노현 하니시나군 사카키정 「문화센터」
  - D51 254：도쿄도 스기나미구 「스기나미 어린이 교통공원」
  - D51 260：도야마현 나메리카와시 「도후쿠지노 자연공원」
  - D51 264：후쿠시마현 고리야마시 「가이세이산공원」
  - D51 266：기후현 나카쓰가와시 「본정공원」
  - D51 270：아키타현 요코테시 「요코테공원」
  - D51 272：도쿄도 세타가야구 「세타가야공원」
  - D51 286：홋카이도 오타루시 「아사리가와 온천」
  - D51 296：도쿄도 후추시 「후추시 교통공원」
  - D51 297：홋카이도 다키카와시 「향토관」
  - D51 300：야마구치현 산요오노다시 「이도노정 어린이 공원」
  - D51 303：돗토리현 돗토리시 「돗토리사구 어린이의 나라」
  - D51 311：홋카이도 기타미시 「루베시베 마을 회관 광장」
  - D51 312：홋카이도 후카가와시 「후카가와시 사쿠라산 레저랜드」
  - D51 320：홋카이도 유후쓰군 아비라정 「철도자료관」
  - D51 333：홋카이도 시라오이군 시라오이정 「포로토공원」
  - D51 337：홋카이도 가미카와군 왓사무정 「향토자료관」
  - D51 345：효고현 이보군 다이시정 「다이시산 공원」
  - D51 349：나가노현 오카야시 「오카야시 근로복지센터」
  - D51 351：나가노현 기소군 나기소정 「SL공원」
  - D51 370：아키타현 아키타시 「쓰치자키 인근공원」
  - D51 385：지바현 가마가야시 「시제 기념 공원」
  - D51 395：야마구치현 슈난시 「슈난시 도쿠야마 동물원」
  - D51 397：홋카이도 시베쓰시 「쓰크모 수향공원」
  - D51 398：홋카이도 나요로시「나요로시 호쿠코쿠박물관 앞」
  - D51 401：나가노현 스자카시 「와룡 공원」
  - D51 402：나가노현 이다시 「부흥기념관」
  - D51 403：시가현 릿토시 「이나리공원」
  - D51 405：지바현 마쓰도시 「유칼리 교통공원」
  - D51 408：가와사키시 다마구 「이쿠타녹지」
  - D51 409：기후현 미노카모시 「야마자키 마작 미노카모제작소」
  - D51 422 : 히로시마현 오노미치시 「고하마 어린이 공원」
  - D51 426：사이타마시 오미야구 「철도박물관 (일본)」
  - D51 428：도쿄도 오타구 「히가시조후 공원」
  - D51 444：홋카이도 기타미시 「SL광장」
  - D51 451：도쿄도 아키시마시 「쇼와공원」
  - D51 452：도쿄도 오메시 「오메철도공원」
  - D51 453：지바현 가시와시 「가시와 니시제1공원」
  - D51 469：오사카부 다카이시시 「하마데라공원」
  - D51 470：기후현 기후시 「우메바야시공원」
  - D51 481：후쿠이현 난조군 미나미에치젠정 「이마조역」
  - D51 483：나가노현 아즈미노시 「산클럽 호타카」
  - D51 485：미야자키현 노베오카시 「오세거리 어린이공원」
  - D51 486：나가노현 나가노시 「나가노종합차량센터」
  - D51 488：시마네현 야스기시 「일본철강박물관」
  - D51 499：미에현 쓰시 「가이라쿠공원」
  - D51 502：도쿄도 가쓰시카구 「우에치바사와라공원」
  - D51 512：니가타현 시바타시 「히가시공원」
  - D51 513：도쿄도 이타바시구 「조호쿠교통공원」
  - D51 515：이바라키현 미토시 「치나미공원」
  - D51 516：요코하마시 나카구 「혼모쿠시민공원」
  - D51 522：이시카와현 가나자와시 「서부녹지공원」
  - D51 541：미야자키현 휴가시 「혼쵸어린이공원」
  - D51 542：기타큐슈시 고쿠라키타구 「JR 큐슈 고쿠라 종합차량센터」
  - D51 549：나가노현 나가노시 「후쵸초등학교」
  - D51 560：홋카이도 무로란시 「청소년과학관」
  - D51 561：군마현 도네군 가와바촌 「다케타카하라SL호텔」
  - D51 565：홋카이도 도코로군 사로마정 「교통공원」
  - D51 566：홋카이도 아카비라시 「옛 아카히라산 스키장」
  - D51 592：야마구치현 구다마쓰시 가사도지마 「D51공원」
  - D51 603：교토시 우쿄구 「디오라마 교토 재팬」
  - D51 607：후쿠이현 후쿠이시 「후쿠이 청소년운동공원」
  - D51 609：지바현 나리타시 「쿠리야마공원」
  - D51 663：아오모리현 도와다시 「도와시민문화센터」
  - D51 684：도쿄도 히가시무라야마시 「운동공원」
  - D51 688：아이치현 오카자키시 「미나미공원」
  - D51 691：나라현 덴리시 「다이쇼치공원」
  - D51 718：아이치현 이치노미야시 「오히라 섬 공원」
  - D51 720：히로시마시 아키구 「세노카와공원」
  - D51 724：군마현 시부카와시 「시부카와역 앞 어린이 공원」
  - D51 735：니가타현 무라카미시 「아라카와정 종합체육관」
  - D51 737：와카야마현 아리다군 유아사정 「나기공원」
  - D51 745：군마현 도네군 미나카미정 「미나카미역 차대광장」
  - D51 762：아오모리현 하치노헤시 「어린이의 나라」
  - D51 768：야마구치현 시모노세키시 「이치리산공원」
  - D51 769：나가노현 히가시치쿠마군 오미촌 「성 박물관」
  - D51 774：시마네현 이즈모시 「오코소역 흔적」
  - D51 775：나가노현 기소군 기소정 「기소후쿠시마역」
  - D51 777：아이치현 가리야시 「교통어린이공원」
  - D51 787：나가노현 기타사쿠군 미요타정 「옛 국철 미요타역 교통기념관」
  - D51 792：아이치현 가스가이시 「어린이 교통 공원」
  - D51 793：시가현 나가하마시 「나가하마 철도 스퀘어」
  - D51 813：야마구치현 야마구치시 「오고오리정 공민관」
  - D51 816：삿포로시 히가시구 JR홋카이도 나에보공장「홋카이도 철도 기술관」
  - D51 822：이시카와현 하쿠산시 「맛토역 앞 녹지광장」
  - D51 823：아이치현 이나자와시 「미야우라공원」
  - D51 824：나가노현 스와시 「스완시 호반공원」
  - D51 827：와카야마현 아리다군 아리다가와정 「아리다가와정 철도공원」
  - D51 828：효고현 아와지시 「헤이와칸논지」
  - D51 831：미에현 이가시 「요노공원」
  - D51 837：나가노현 고마가네시 「키타노엔공원」
  - D51 838：오카야마현 니미시 「이쿠라동」
  - D51 842：오카야마현 구라시키시 「미즈시마중앙공원」
  - D51 849：아이치현 도요타시 「헤이잔디 언덕 위 공원」
  - D51 853：도쿄도 기타구 「아스카야마 공원」
  - D51 859：홋카이도 몬베쓰군 엔가루정 「태양의 언덕 엔가루 공원」
  - D51 860：히로시마현 후쿠야마시 「아케보노공원」
  - D51 862：도쿄도 마치다시 「마치다시 어린이발달센터 제비꽃교실」
  - D51 882：오사카부 이바라키시 「신류지」
  - D51 885：사이타마현 후카야시 「센겐산공원」
  - D51 889：오카야마현 소자시 「이시하라공원」
  - D51 892：아오모리현 히로사키시 「죠호쿠공원교통광장」
  - D51 895：나라현 기타카쓰라기군 오지정 「후나토 어린이공원」
  - D51 916：군마현 마에바시시 「마에바시 어린이 공원」
  - D51 917：오카야마현 소자시 「시모이시이공원」
  - D51 921：나가노현 나가노시 「시노노이 시민회관앞」
  - D51 923：후쿠오카현 구루메시 「구루메시 조류센터」
  - D51 930：와카야마현 이와데시 「네고로SL공원」
  - D51 943：시즈오카현 후지시 「아동도서관SL공원」
  - D51 946：후쿠시마현 이와키시 「이와키시 석탄·화석관」
  - D51 947：도치기현 우쓰노미야시 나카오카모토정 「미와텟키 우쓰노미야 사업소 철도광장」
  - D51 953（옛 이부리 종관철도 D51 04）：홋카이도 아부타군 도요우라정 「중앙공민관」
  - D51 954（옛 이부리 종관철도 D51 05）：홋카이도 후라노시 「문화회관」
  - D51 1032：오이타현 유후시 「중앙아동공원」
  - D51 1052：홋카이도 지토세시 「기린맥주 지토세공장」
  - D51 1072：고베시 주오구 「고베역 남쪽」
  - D51 1085：와카야마현 아리다군 아리다가와정 「아리다가와정 철도공원」
  - D51 1108：미야기현 미야기군 리후정 「JR동일본 신칸센종합차량센터」
  - D51 1116：이바라키현 지쿠세이시 「더 히로사와시티」
  - D51 1119：가나가와현 아쓰기시 「와카미야공원」
  - D51 1142：나가사키현 사세보시 「교통공원」
  - D51 1149：시가현 이누카미군 다가정 「다가SL파크」（시설 폐업후 방치상태, 번호판은 D51 999）
- 사할린철도 D51형
  - D51-22：사할린주 유즈노사할린스크 「유즈노사할린스크역 앞 공원」
  - D51-23：홋카이도 사루군 비라토리정 「부리나이철도자료관」
  - D51-27：홋카이도 노쓰케군 베쓰카이정 「베쓰카이정철도기념공원」
- 대만철로관리국DT650형
  - DT652：타이난시 「타이난체육공원」
  - DT664：자이현 둥스향 （번호판은 DT651）
  - DT668：장화현 장화시 「장화扇形차고」 2011년 11월에 동태보존되어 운행중。
  - DT670：신베이시 이타바시구 예문중심 (번호판 DT675)
- 보존후 폐차

- D51 157：홋카이도 가미카와군 가미카와정 「키타노숲의가든」（2009년 폐차）
- D51 192：미에현 구와나시 「나가시마 스파랜드내 SL랜드」（1984년 폐차）
- D51 324：지바현 나라시노시 「교육센터」 （2001년 폐차）
- D51 463：야마구치현 호후시 「미타지리공원」（2000년 12월 폐차, 동륜만 JR화물 히로시마 차량소에 보관중）
- D51 620：돗토리현 사이하쿠군 오야마정 「다이센구치역 앞」（2009년 11월 전시가 끝나자 폐차되어 현존하지 않지만, 왼쪽 주행장치와 동륜이 오키섬에 전시중）
- D51 714：가고시마현 가고시마시 「국제정글파크」 (2015년 4월 폐차)
- D51 764：오사카부 스이타시 「만박기념공원 엑스포랜드 철거지」（2013년 11월 폐차）
- D51 942：홋카이도 가야베군 모리정 「민박여관 하이츠 앞」 （번호판은 D51 327, 2006년 6월 17일 폐차）
- D51 1001：나가노현 지쿠마시 「시민체육관」(2018년 8월 폐차)

- D51-1：니가타현 가시와자키시 「가시와자키역 앞 공원」 （2011년 7월 폐차）
- D51-2：홋카이도 사루군 비라토리정 （기관차와 탄수차가 분리된 상태에서 방치되다 2008년 8월 폐차）
- D51-25：홋카이도 유후쓰군 무카와정
- D51-26：홋카이도 유후쓰군 무카와정

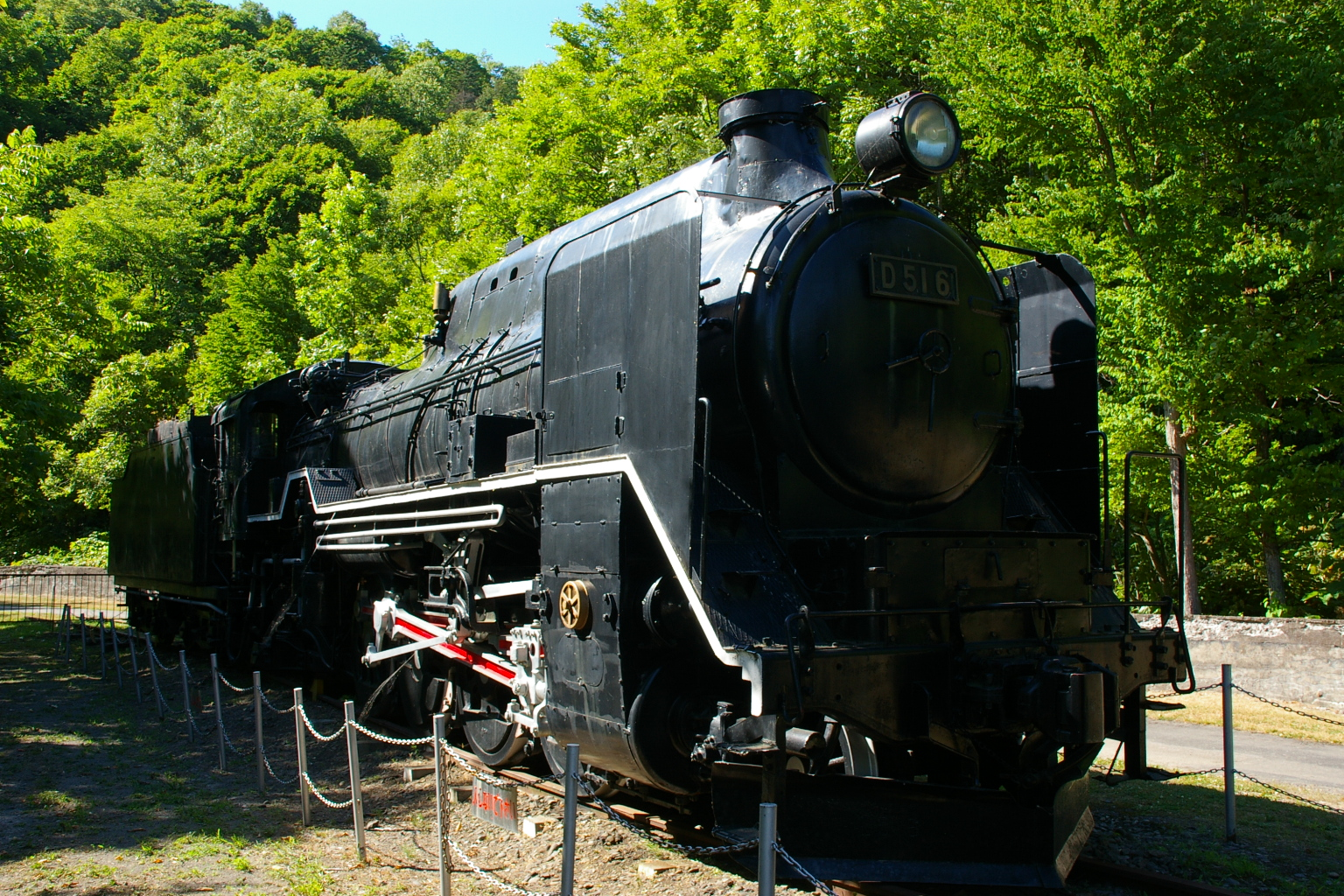
D51 6 가무이코탄 역터 나메쿠지형으로 홋카이도형 특유의 앞부분을 자른 제연판을 장비한다
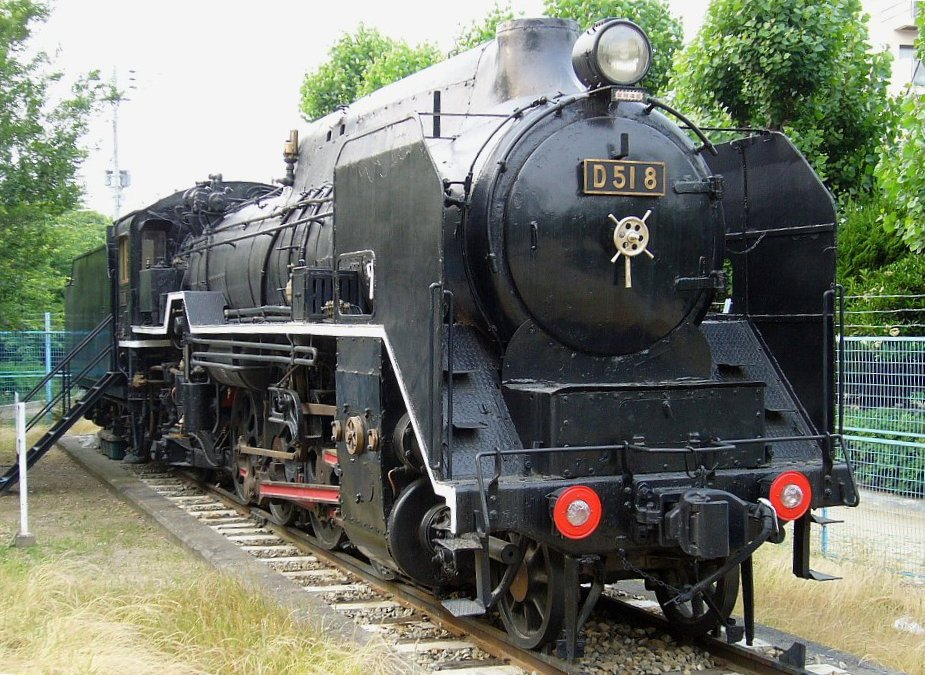
D51 8 아마가사키시 오모노공원 나메쿠지형
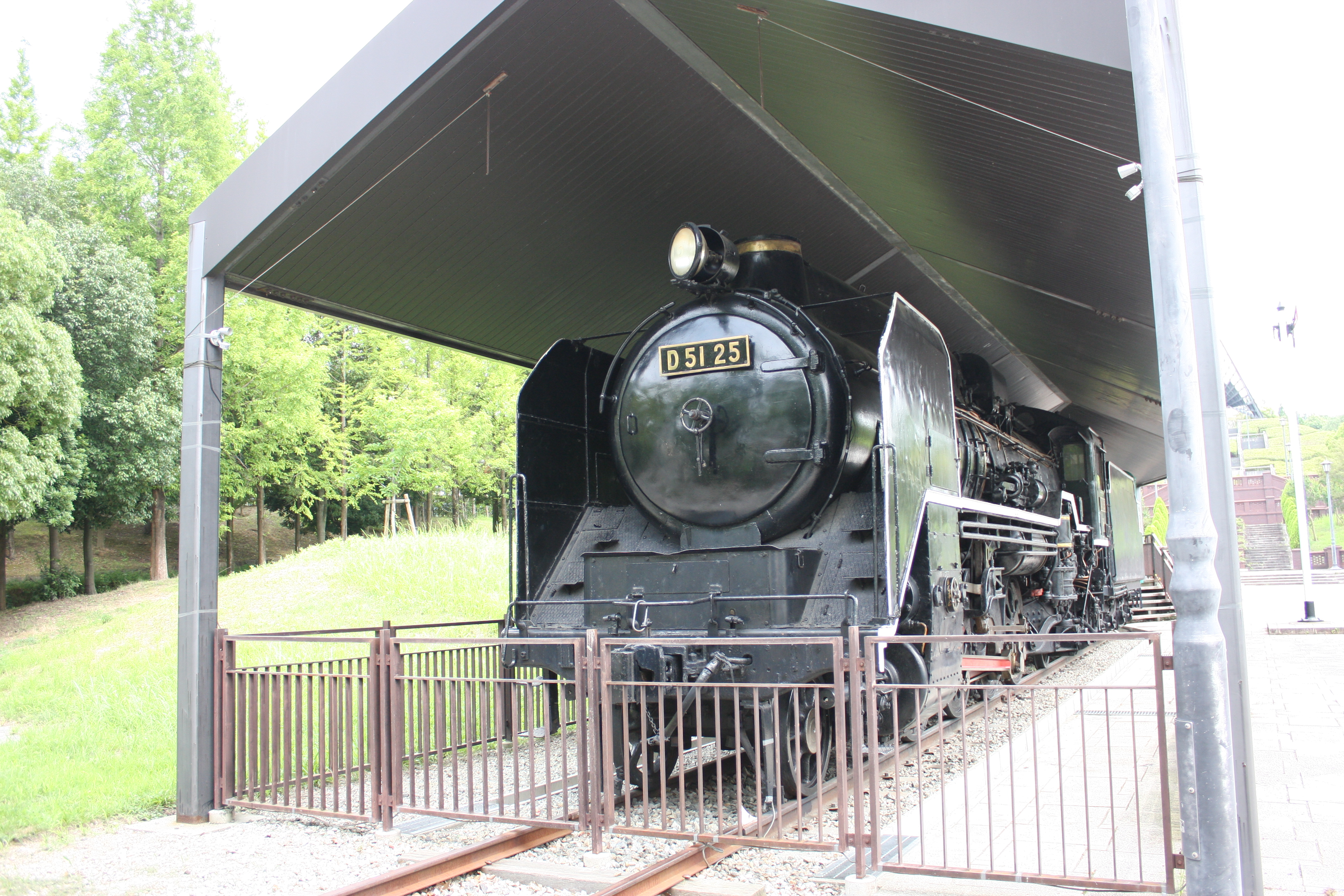
D51 25 미타시 하지카미이케공원 나메쿠지형
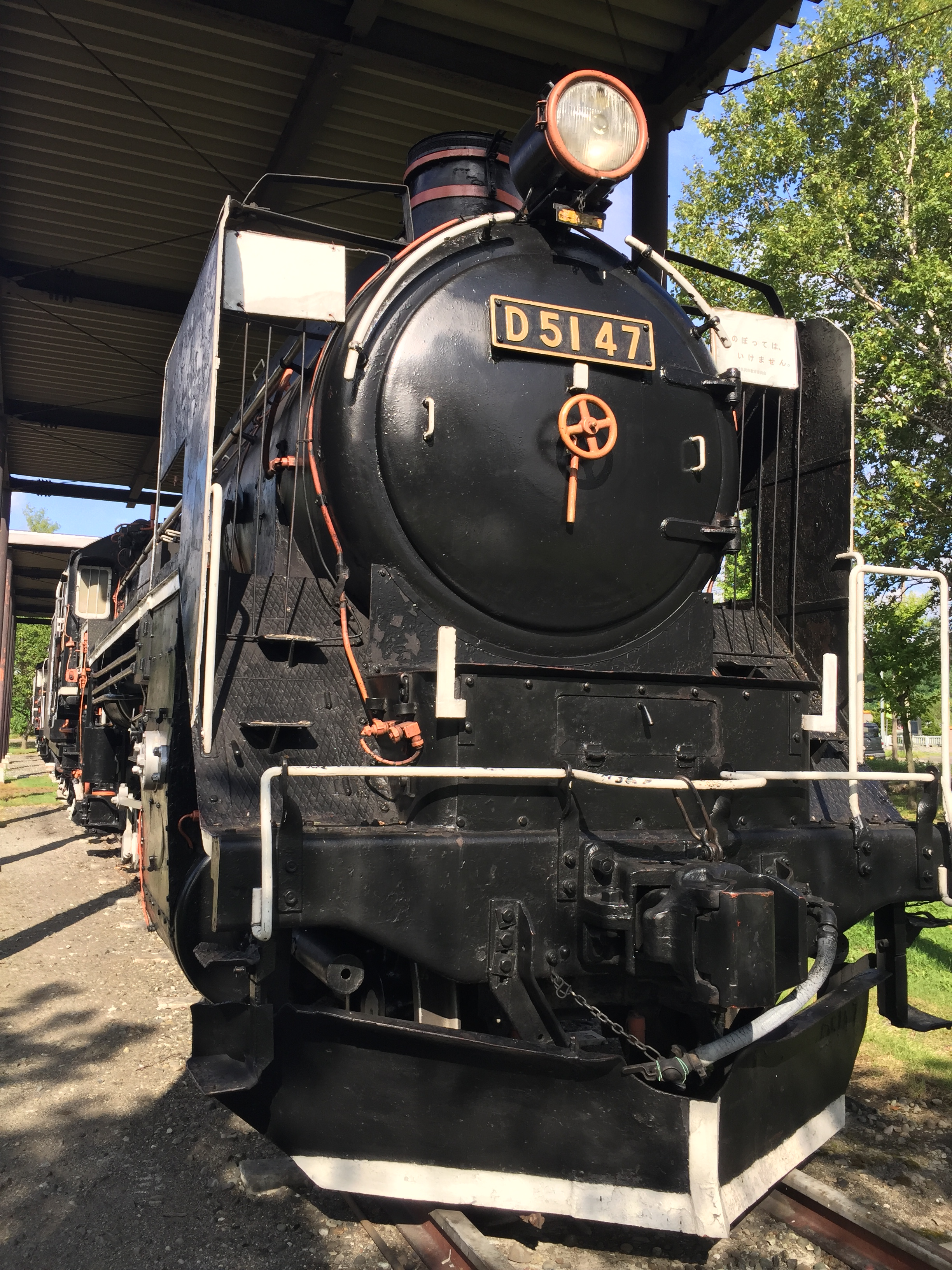
D51 47 홋카이도 이와미자와시 미나미공원에서 정태보존
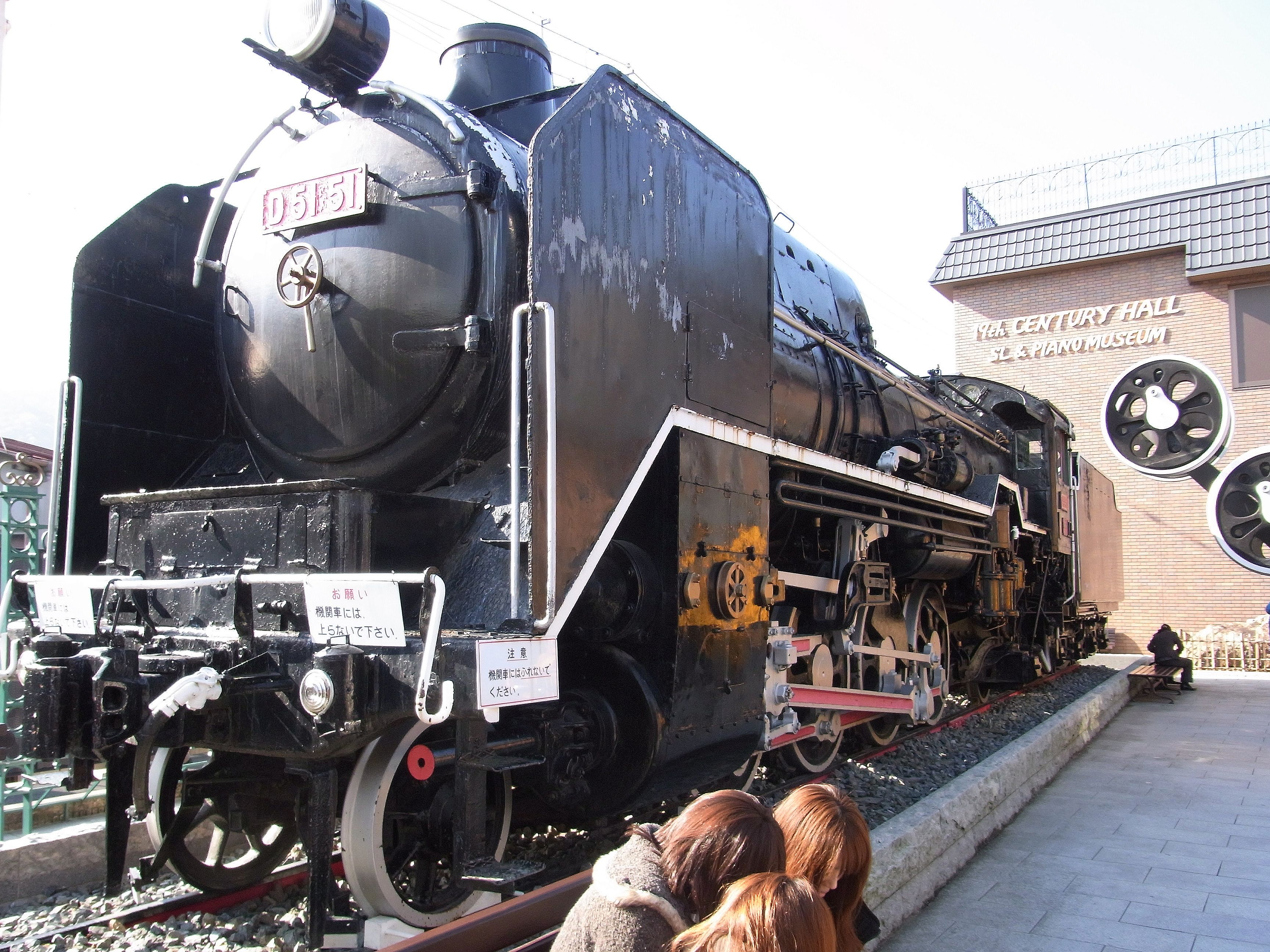
D51 51 교토시 우쿄구 「도로코사가 역 앞 19세기 홀」 나메쿠지형
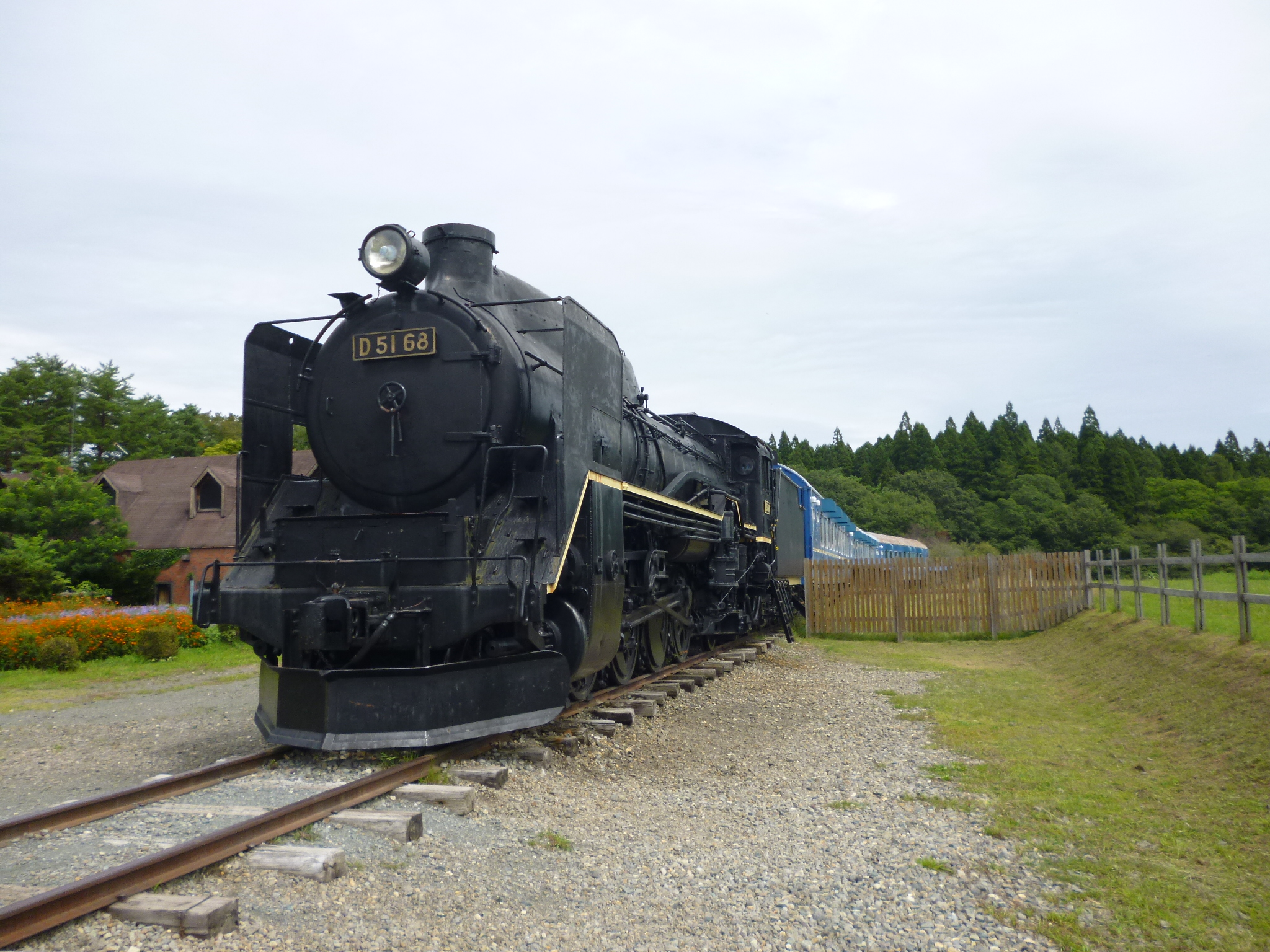
D51 68 이와테현 이와테군 시즈쿠이시정 「고이와이농장」
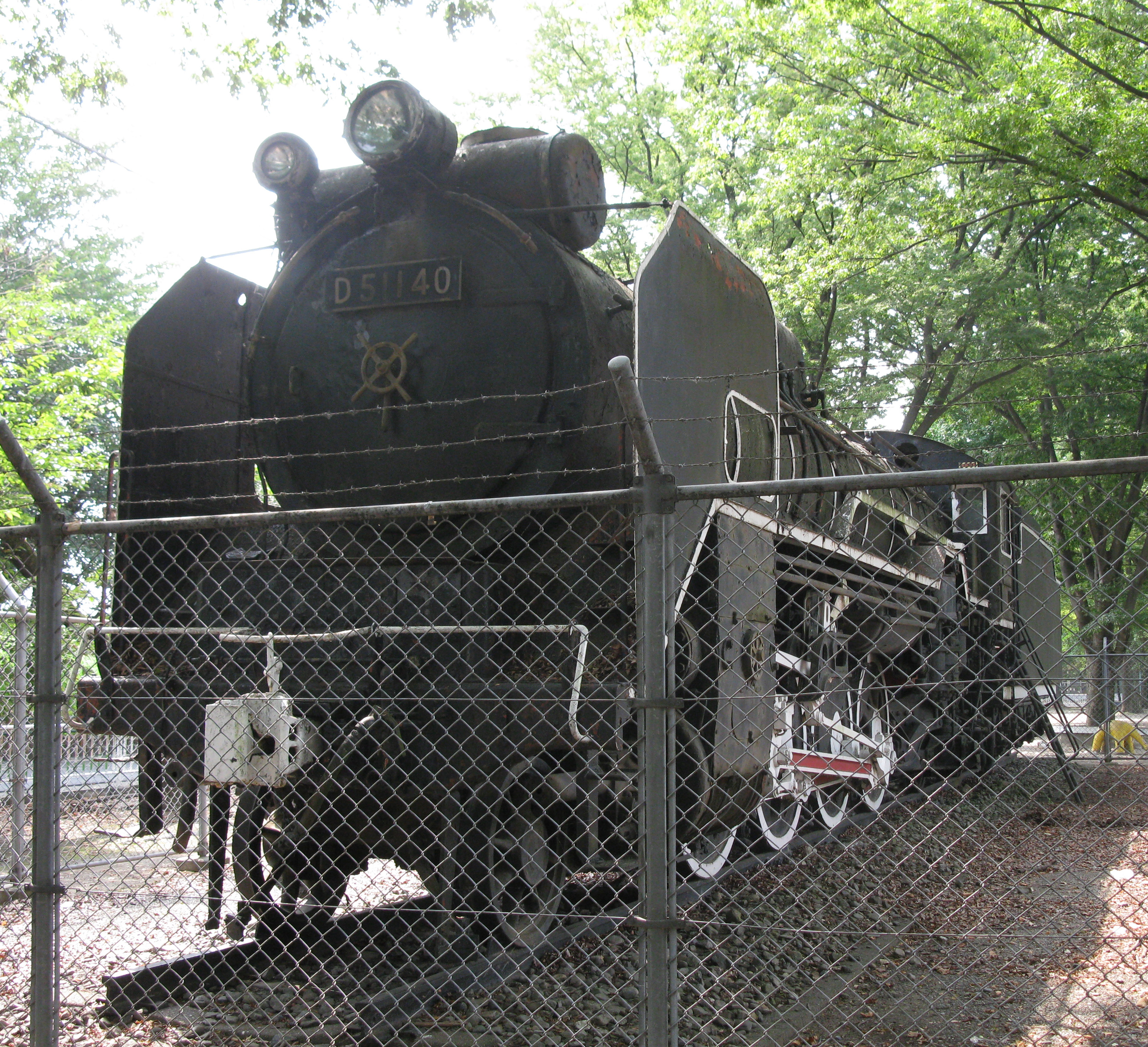
D51 140 사이타마현 구마가야시 「아라카와공원」
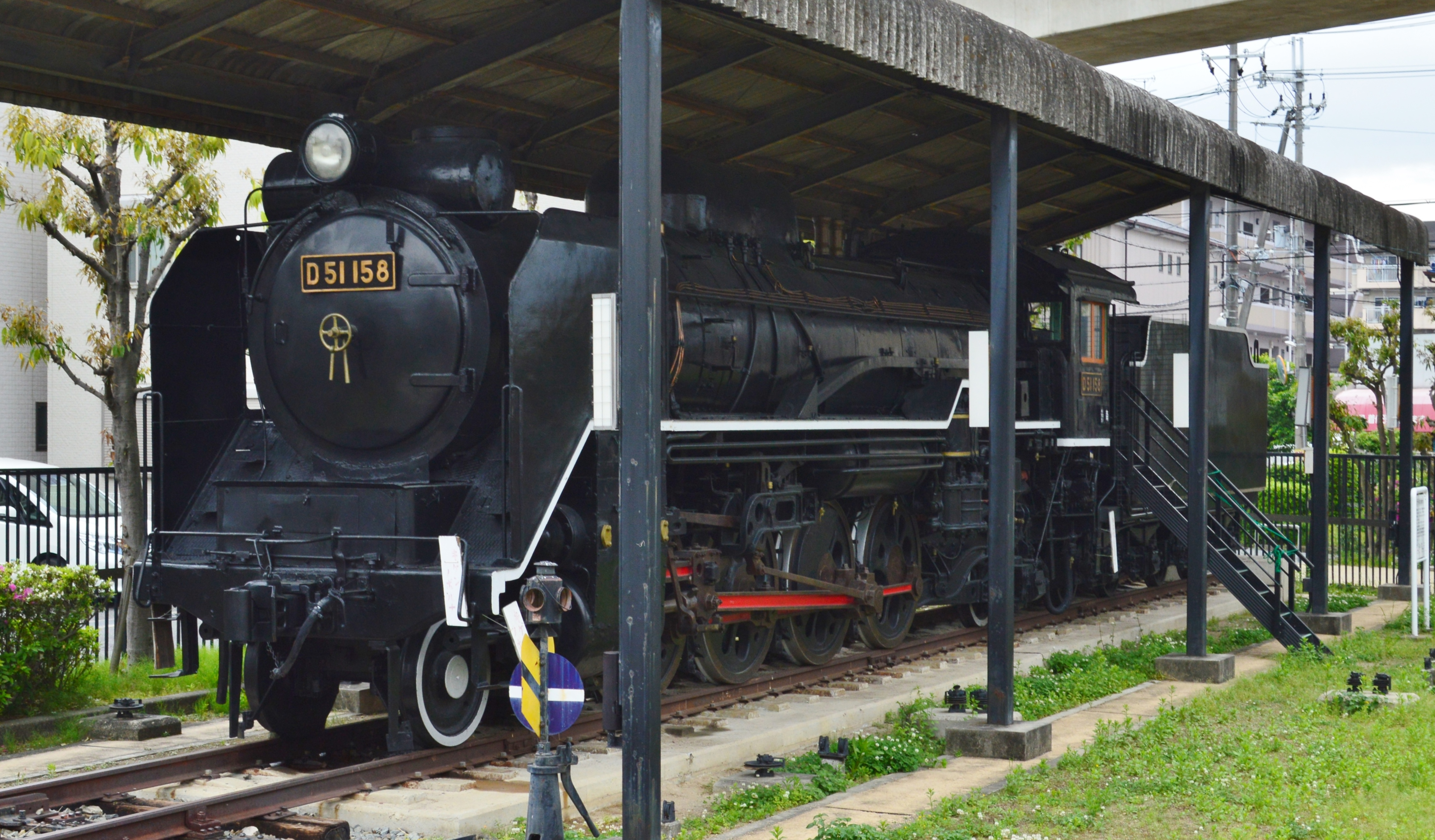
D51 158 오사카부 이바라키시 「SL공원」
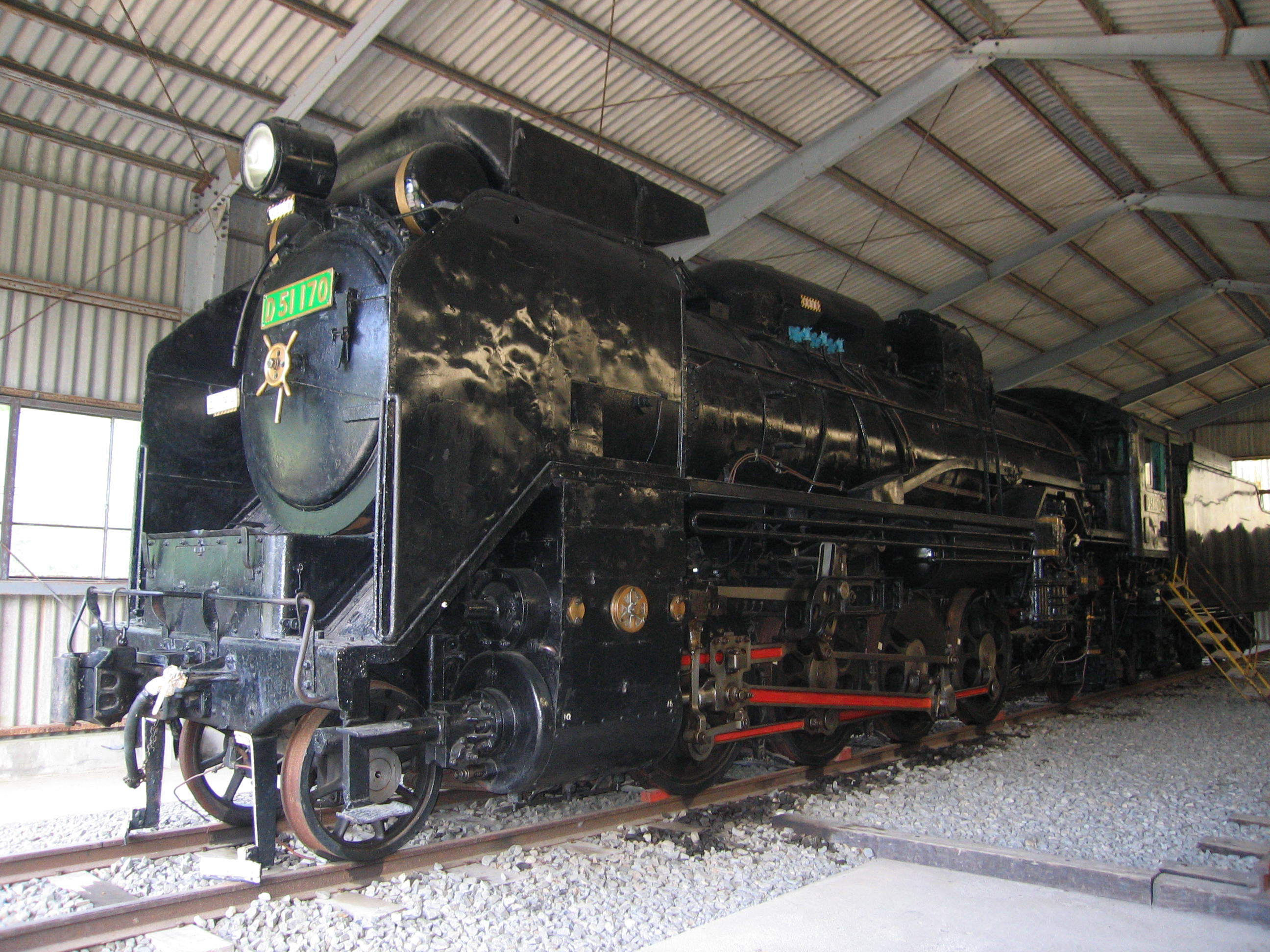
D51 170 구마모토현 히토요시시 「히토요시시 SL전시관（야타케역 앞）」
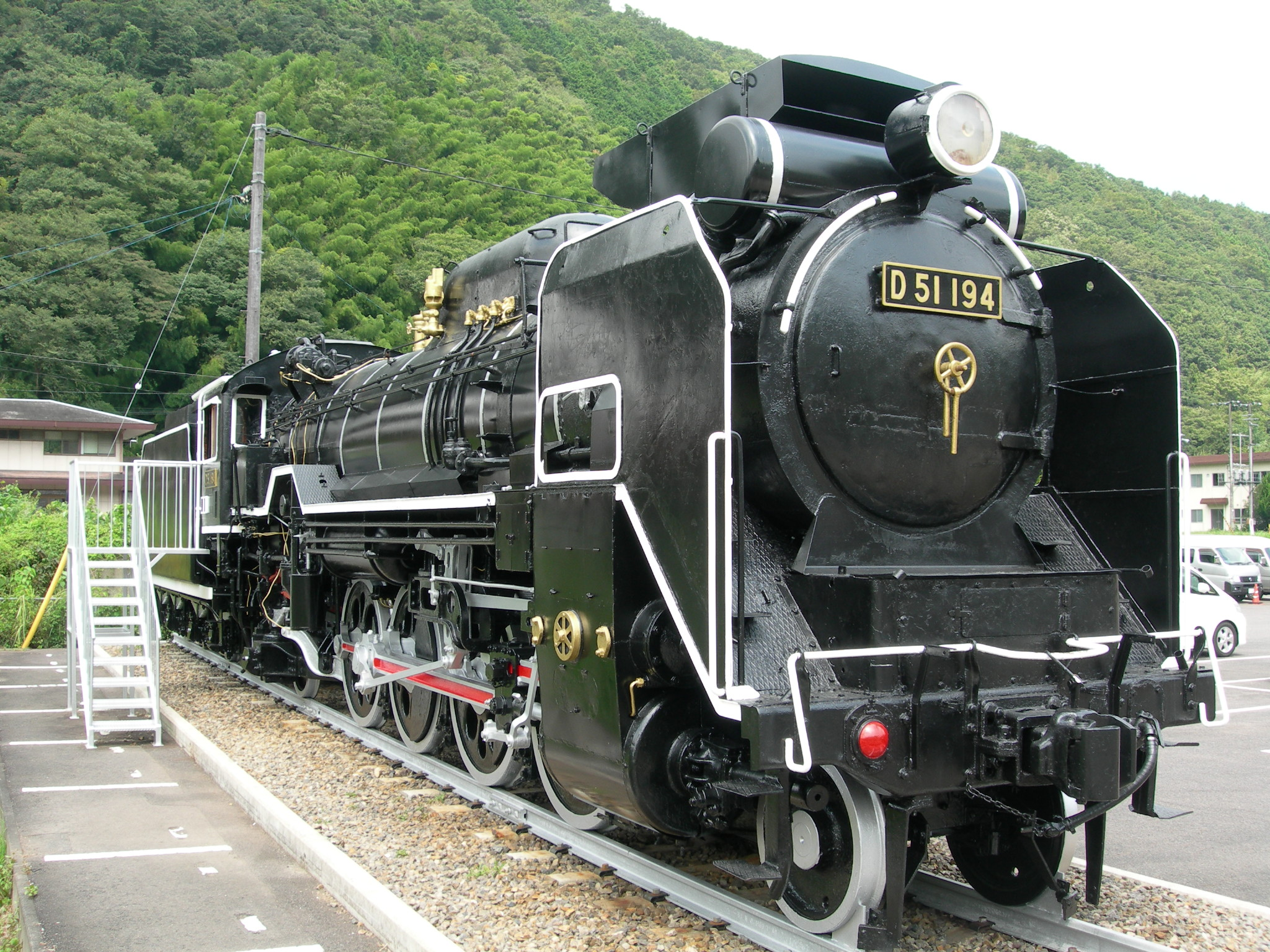
D51 194 시마네현 가노아시군 쓰와노정 「쓰와노역 앞」
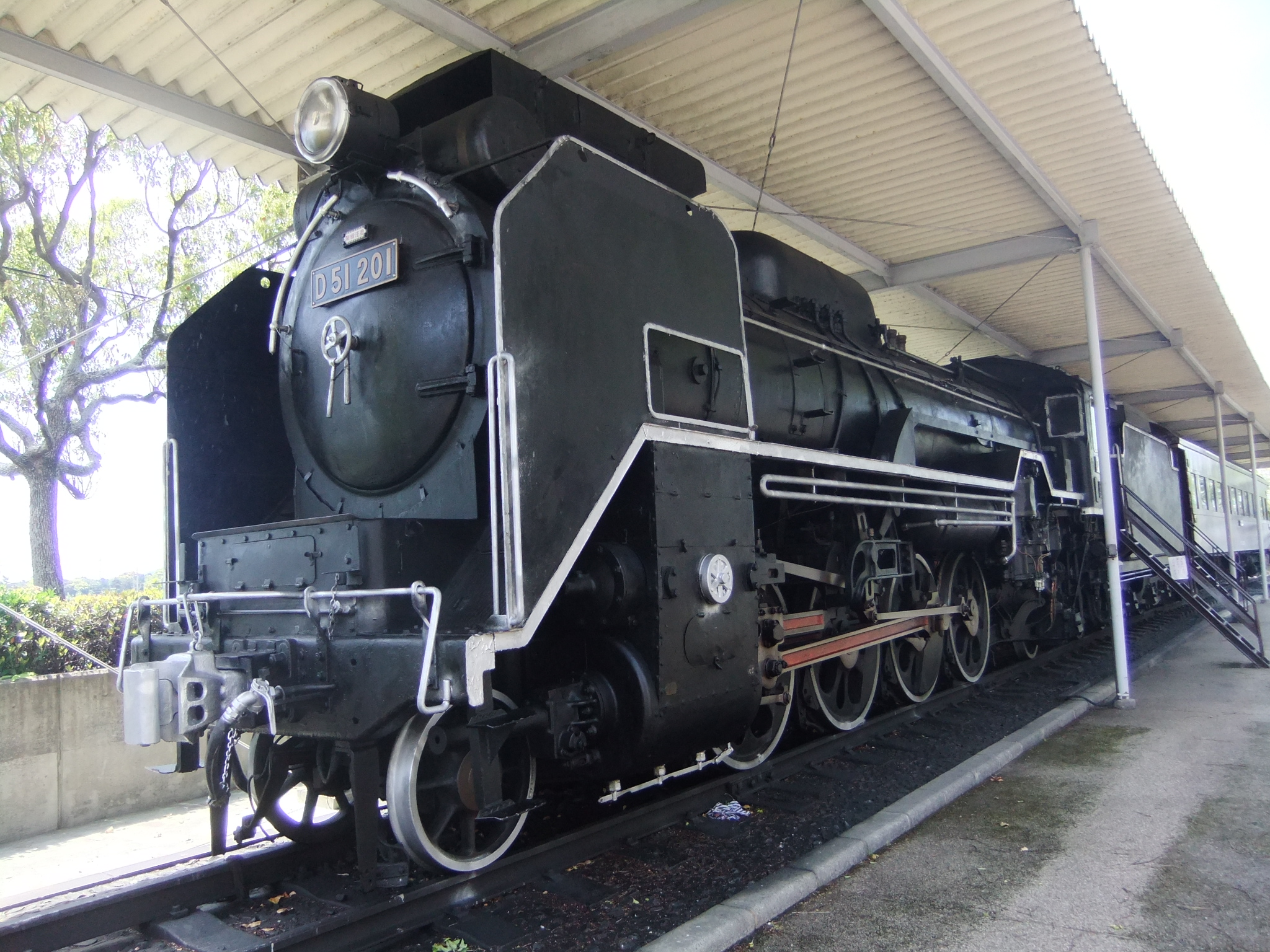
D51 201 아이치현 가마고리시 「가마고리시 향토자료관」
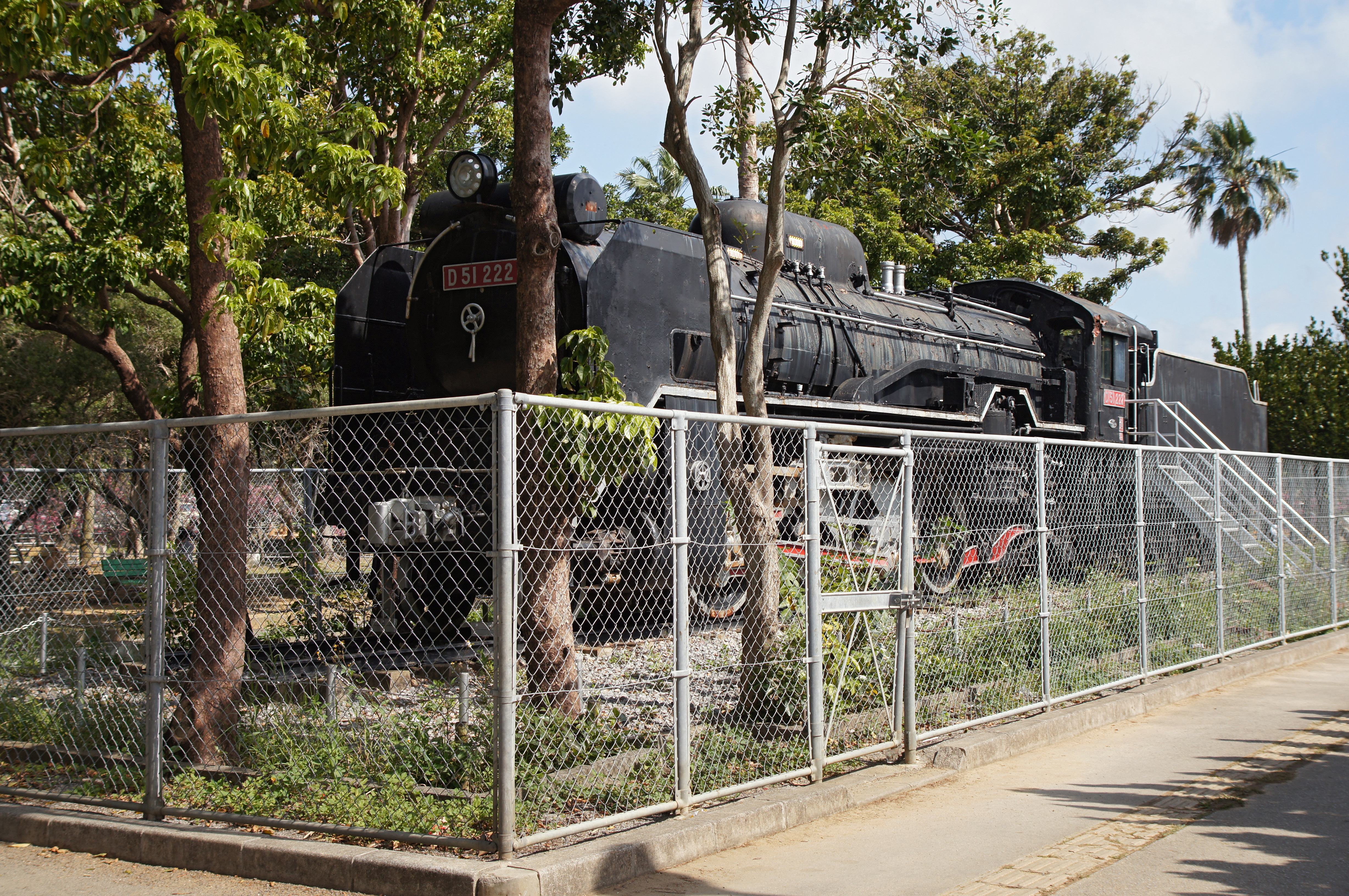
D51 222 오키나와현 나하시 「요기공원」
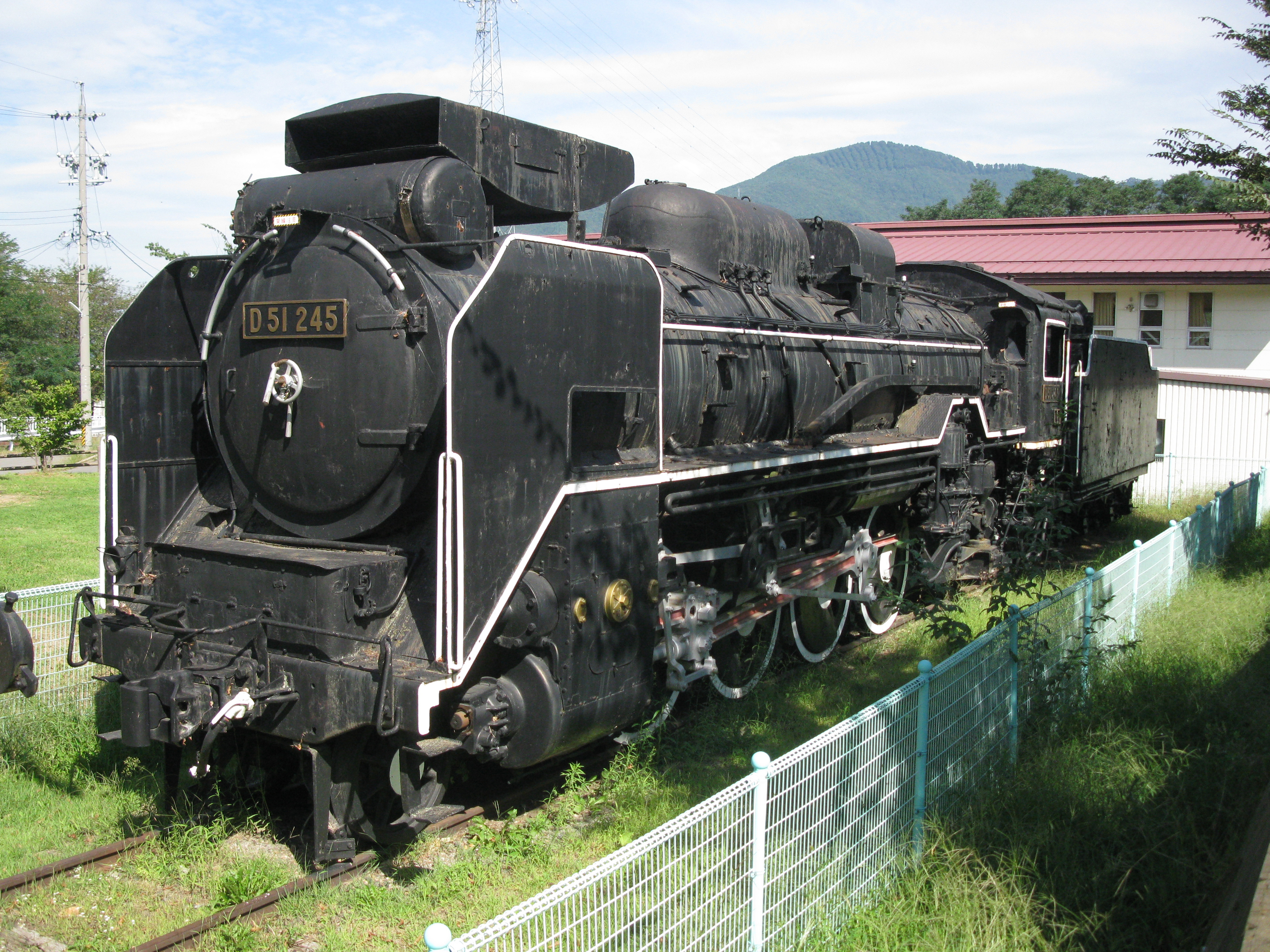
D51 245 나가노현 하니시나군 사카키정 「문화센터」
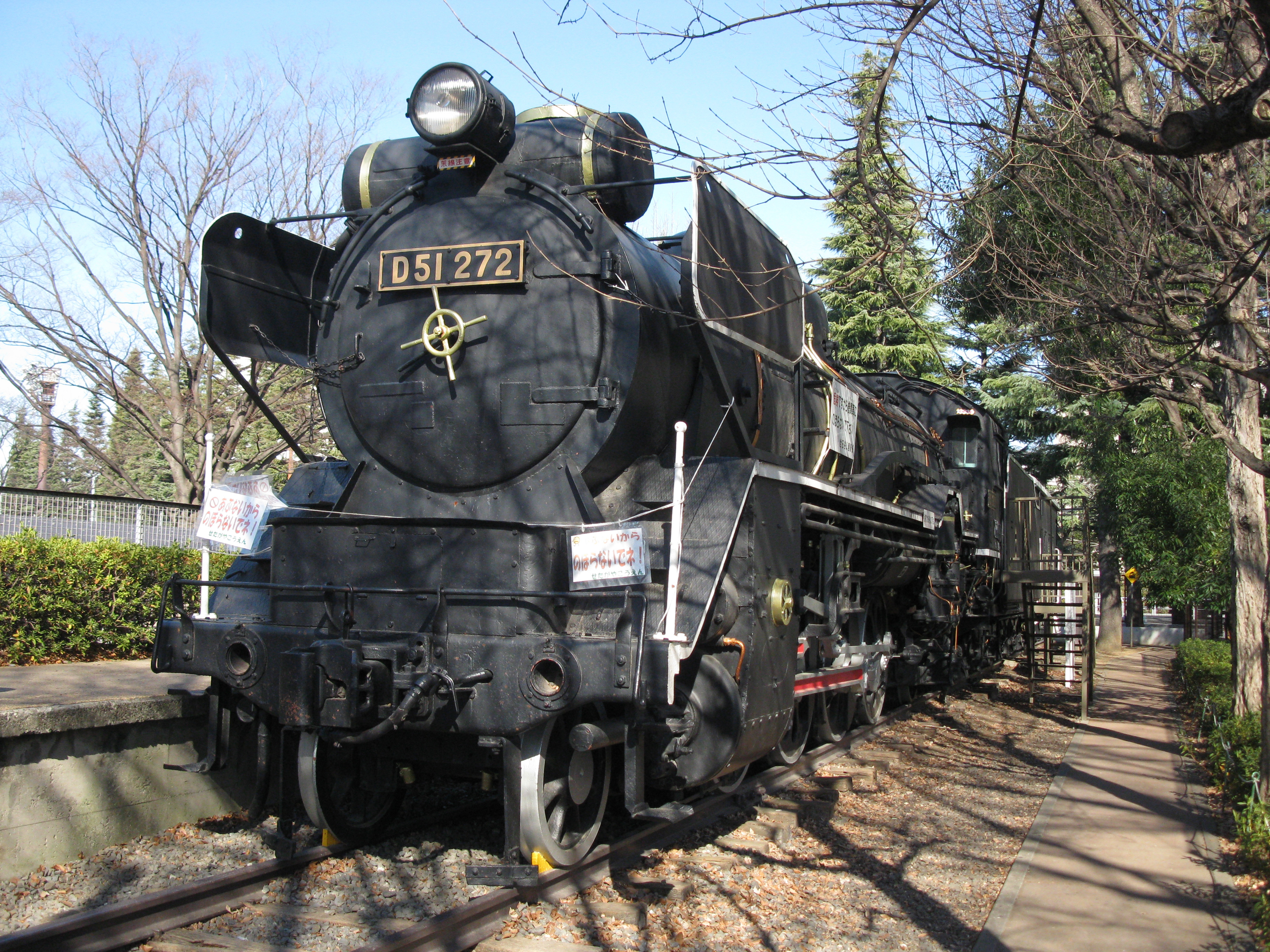
D51 272 도쿄도 세타가야구 「세타가야공원」
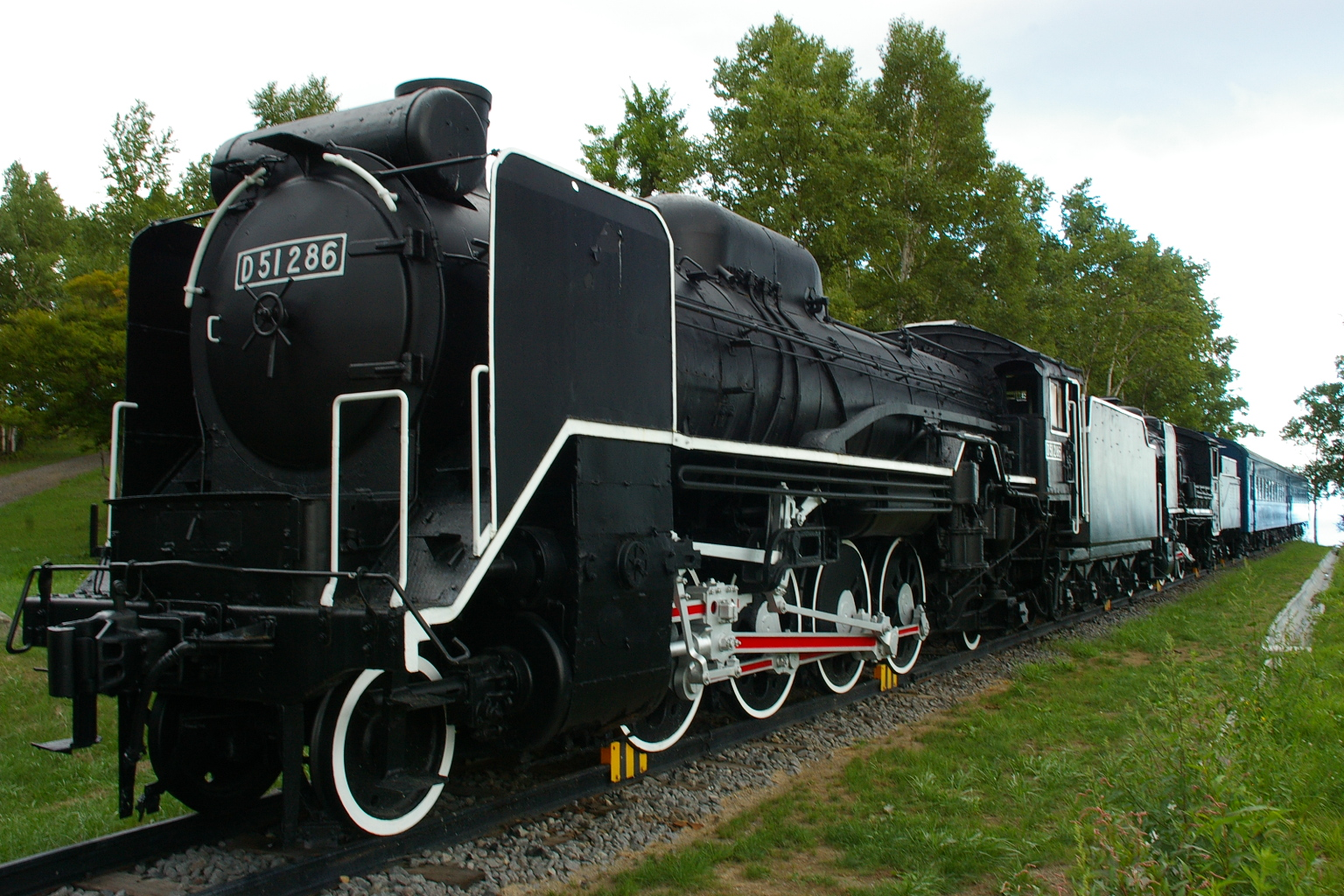
D51 286 홋카이도 오타루시 「아사리가와 온천」
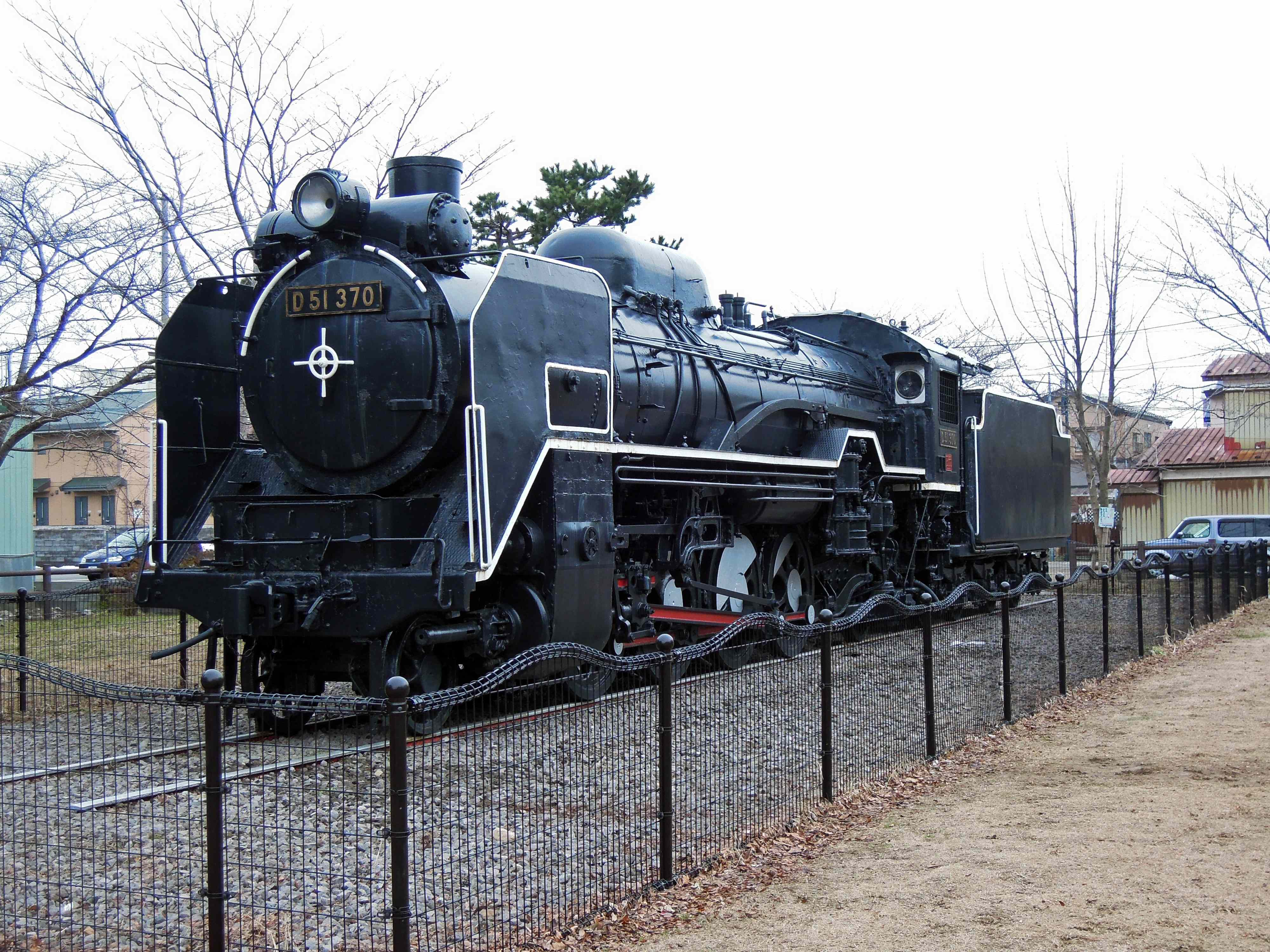
D51 370 아키타현 아키타시 「쓰치자키 인근공원」
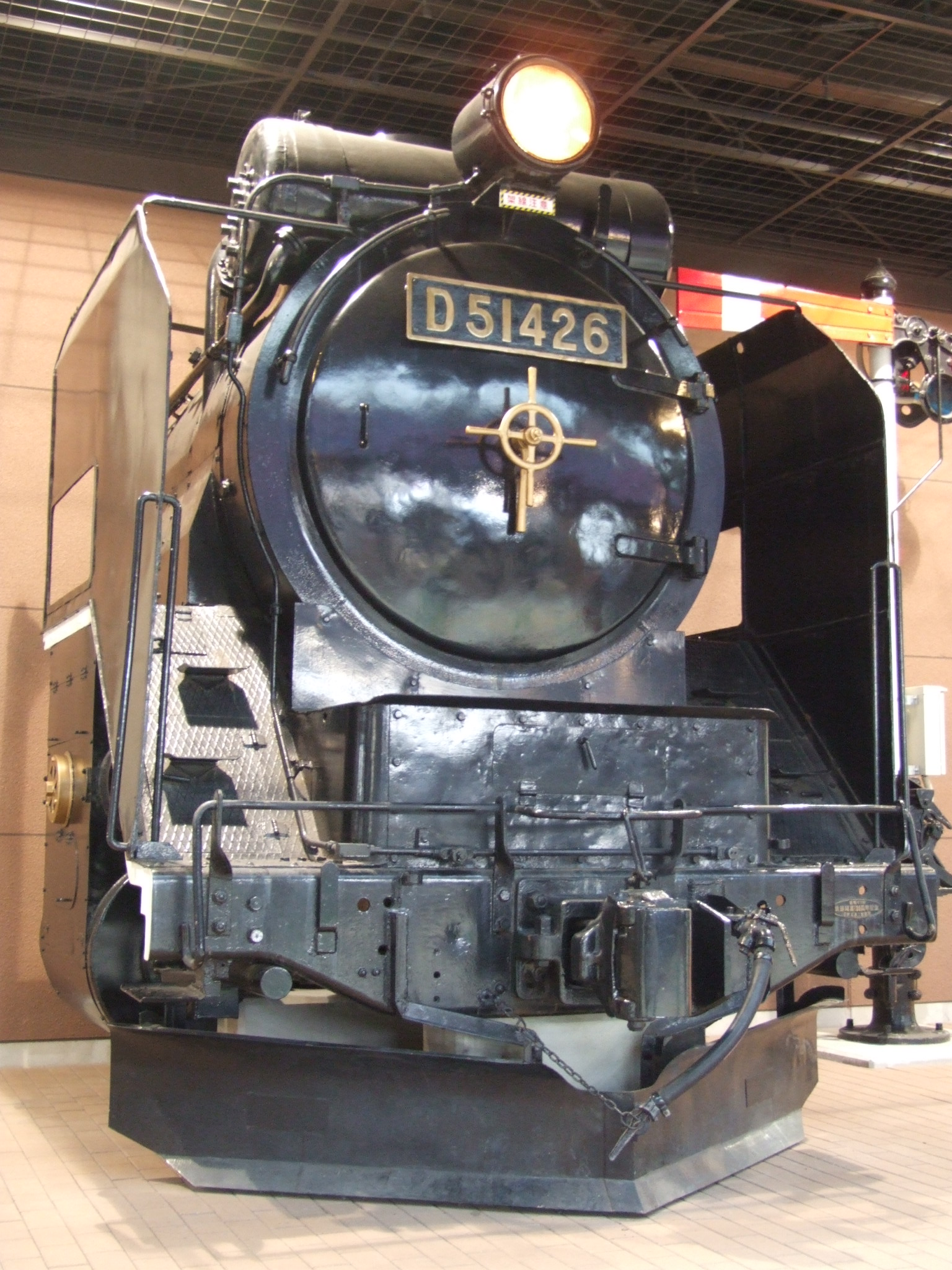
D51 426 사이타마시 오미야구 「철도박물관 (일본)」
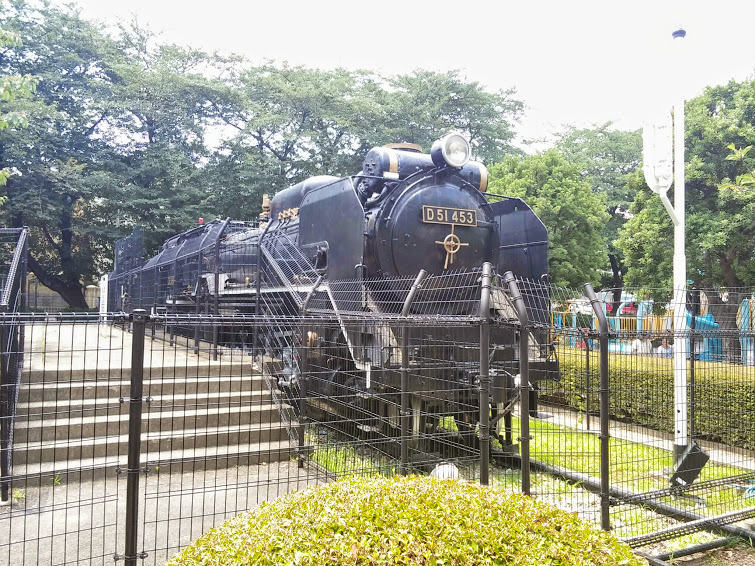
D51 453 지바현 가시와시 「가시와 니시제1공원」
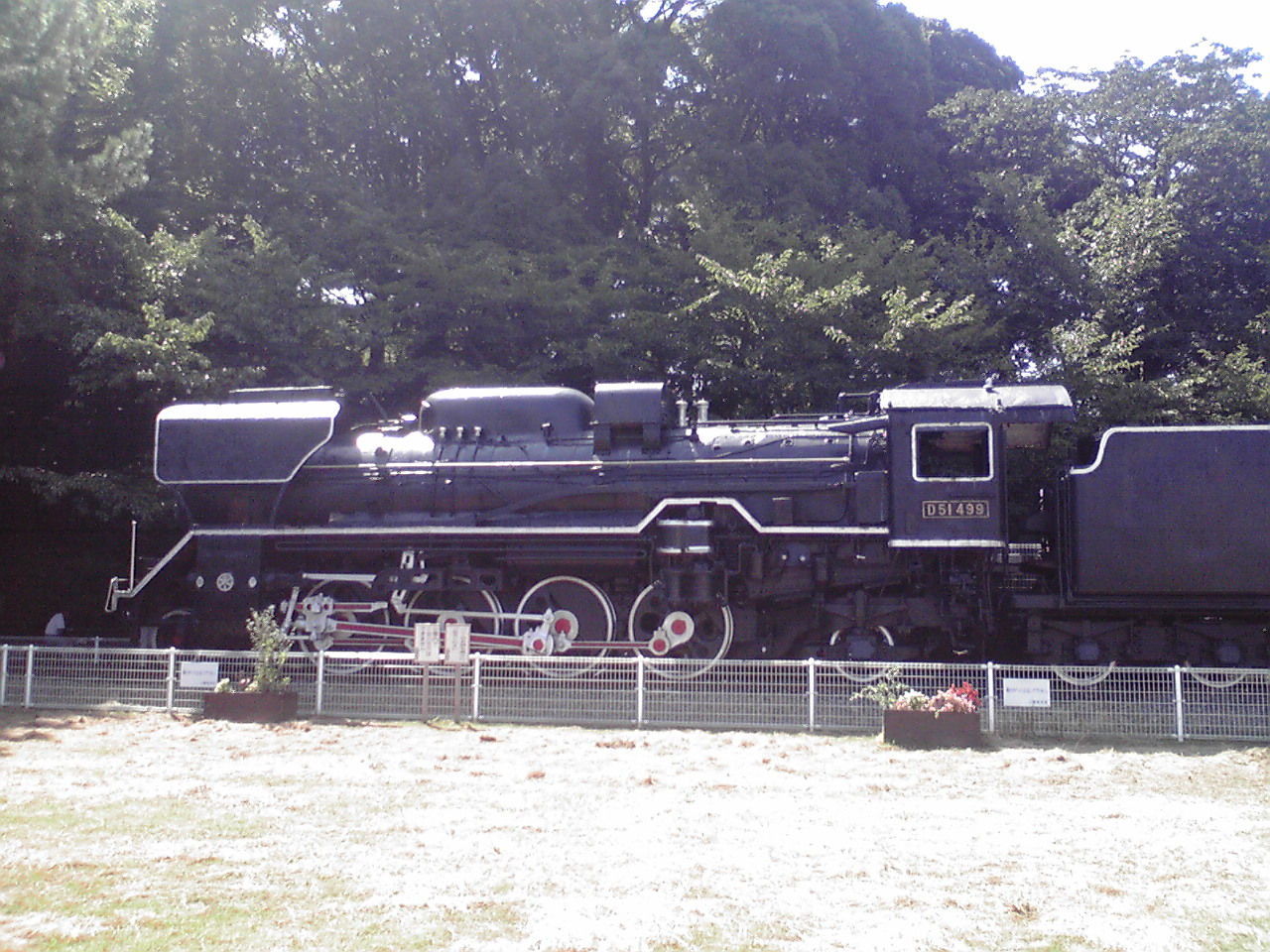
D51 499 미에현 쓰시 「가이라쿠공원」
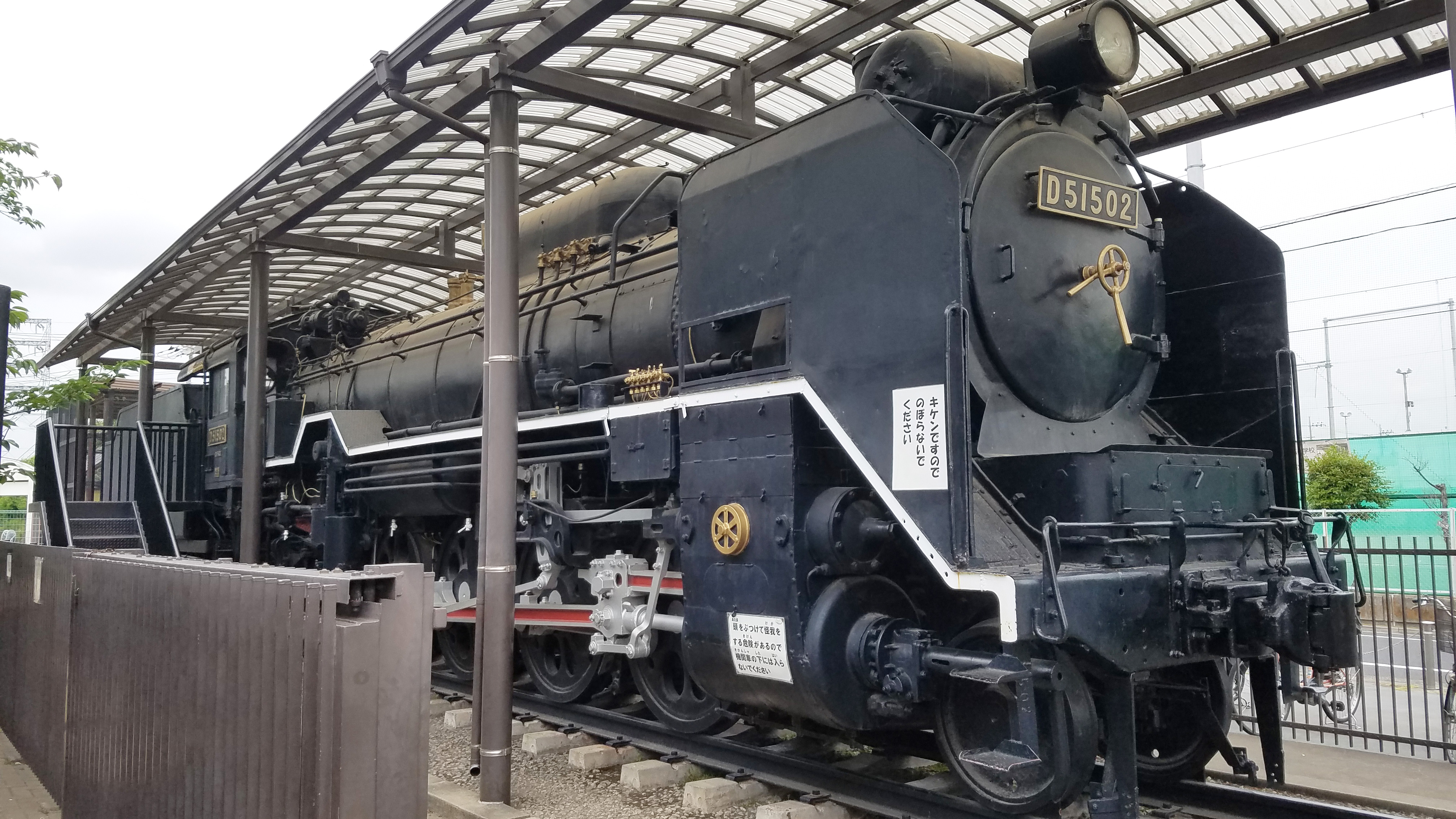
D51 502 도쿄도 가쓰시카구 「우에치바사와라공원」
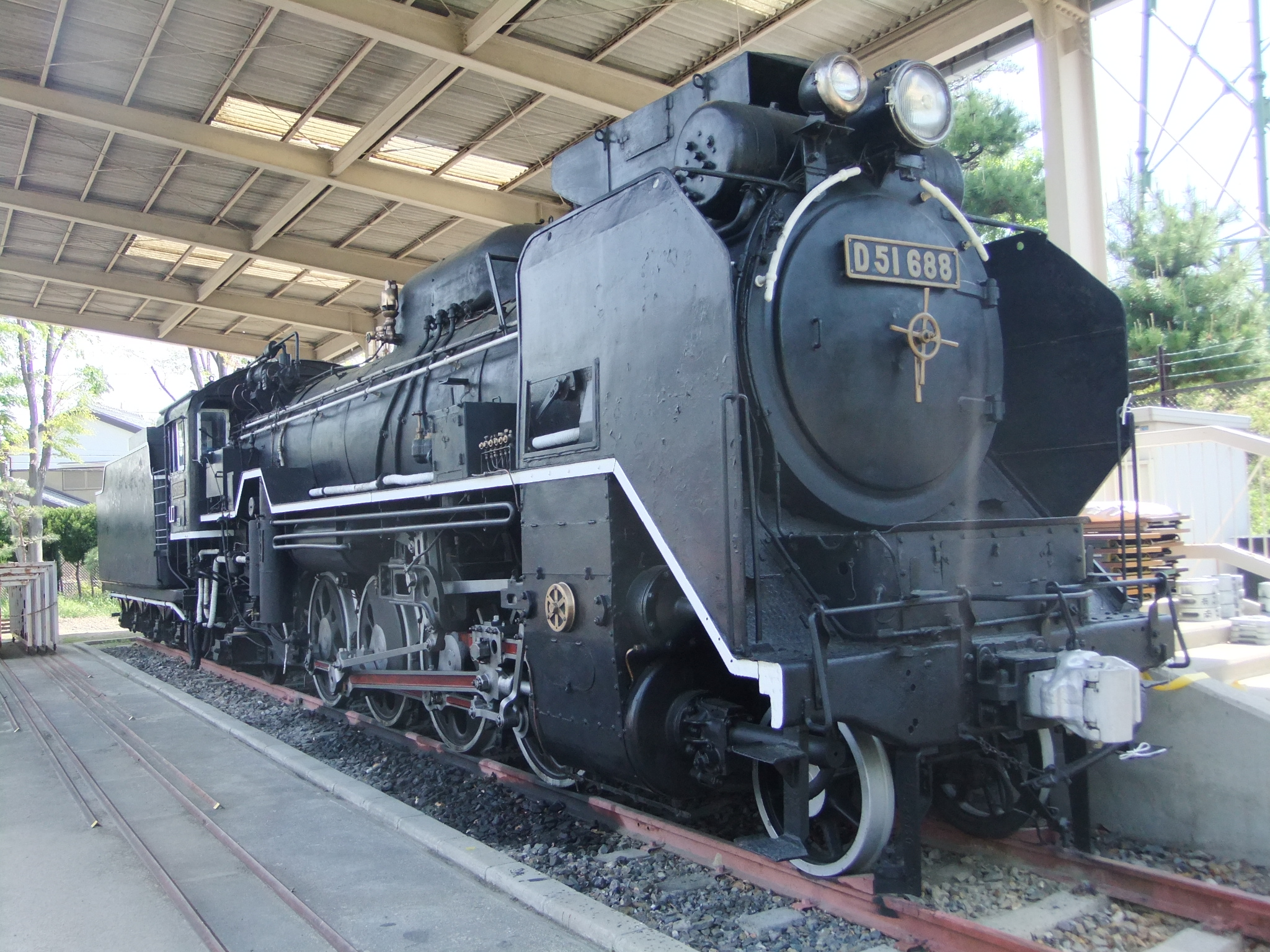
D51 688 아이치현 오카자키시 「미나미공원」
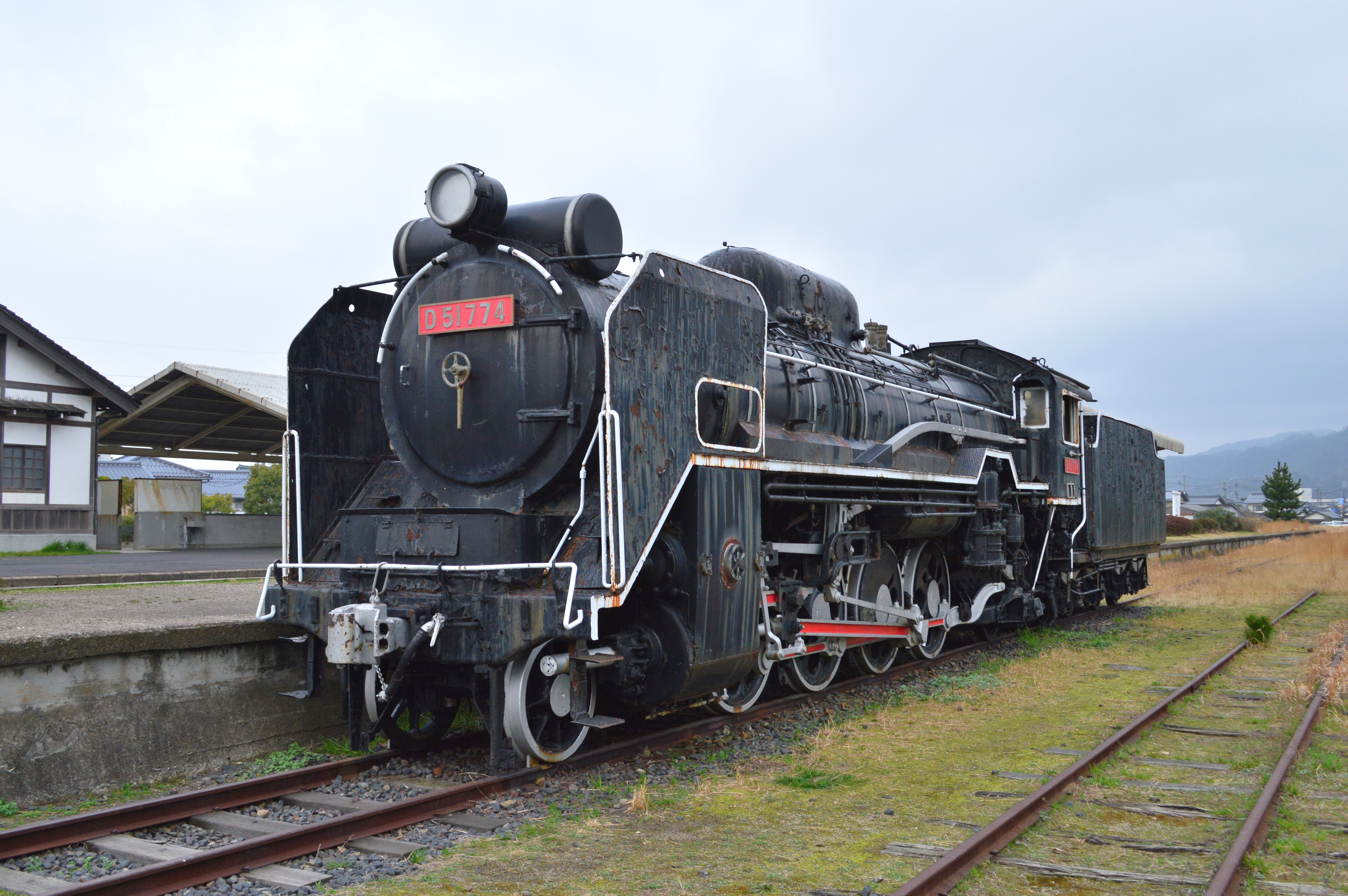
D51 774 시마네현 이즈모시 「오코소역 흔적」
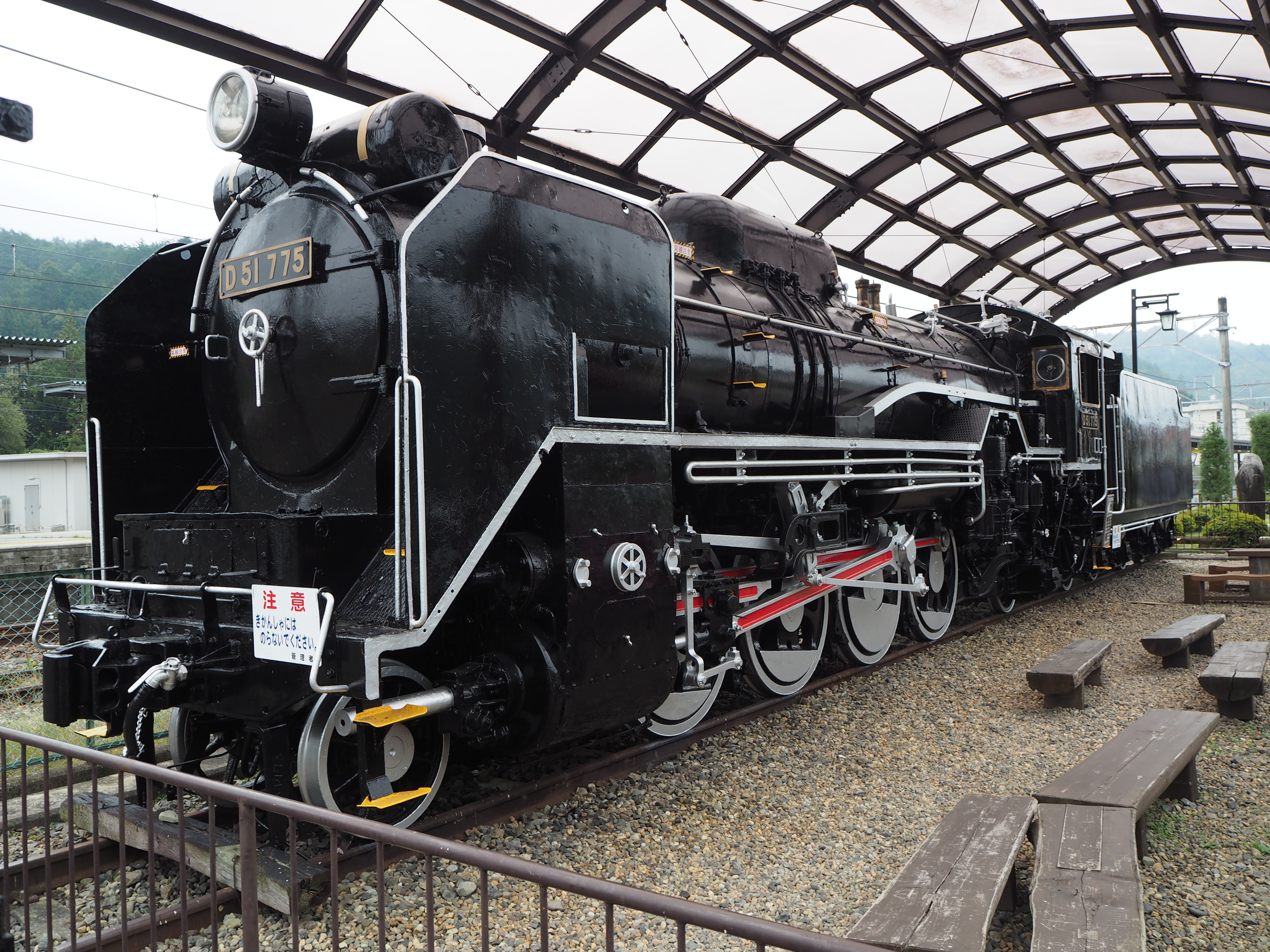
D51 775 나가노현 기소군 기소정 「기소후쿠시마역」
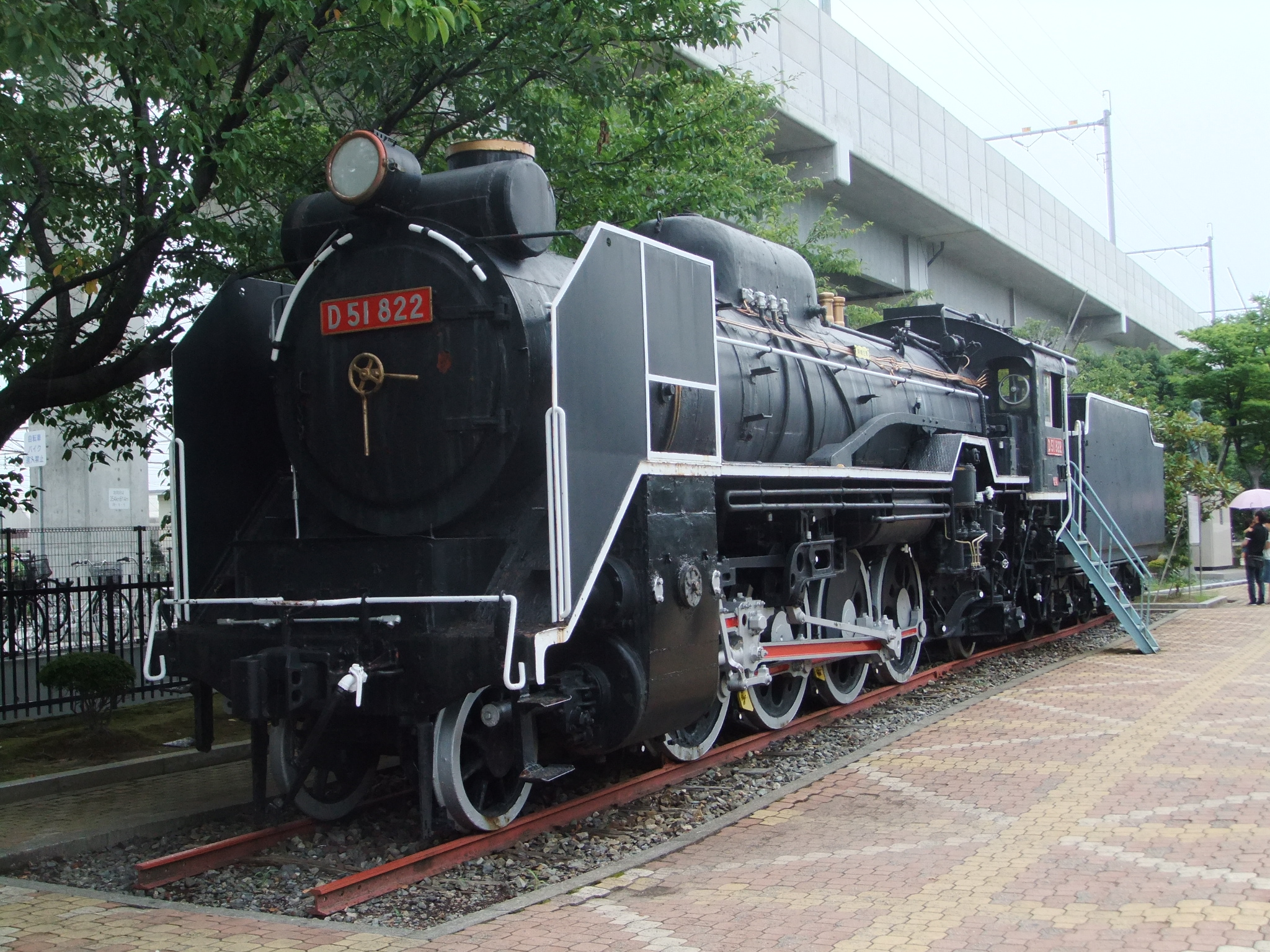
D51 822 이시카와현 하쿠산시 「맛토역 앞 녹지광장」
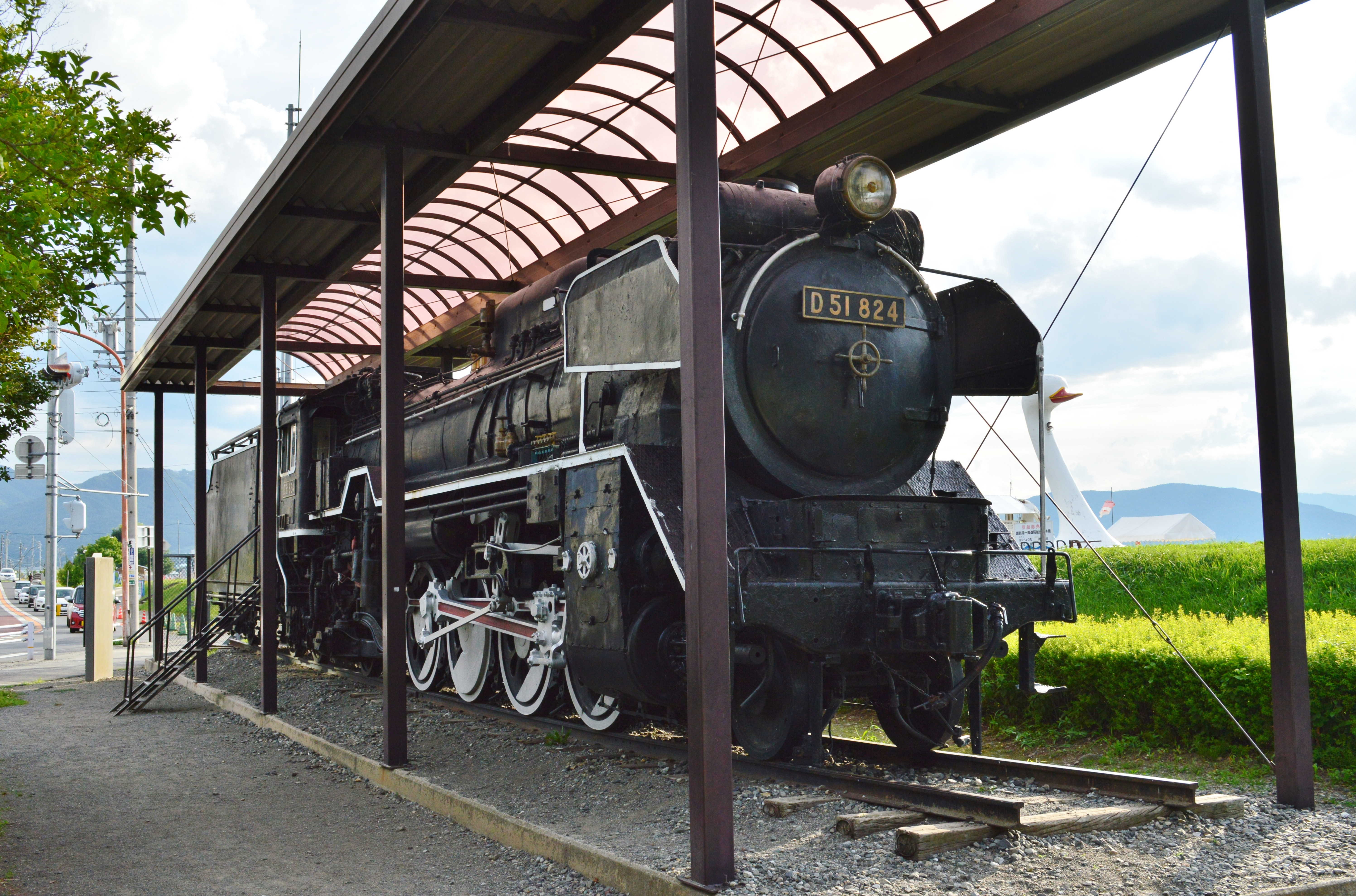
D51 824 나가노현 스와시 「스완시 호반공원」
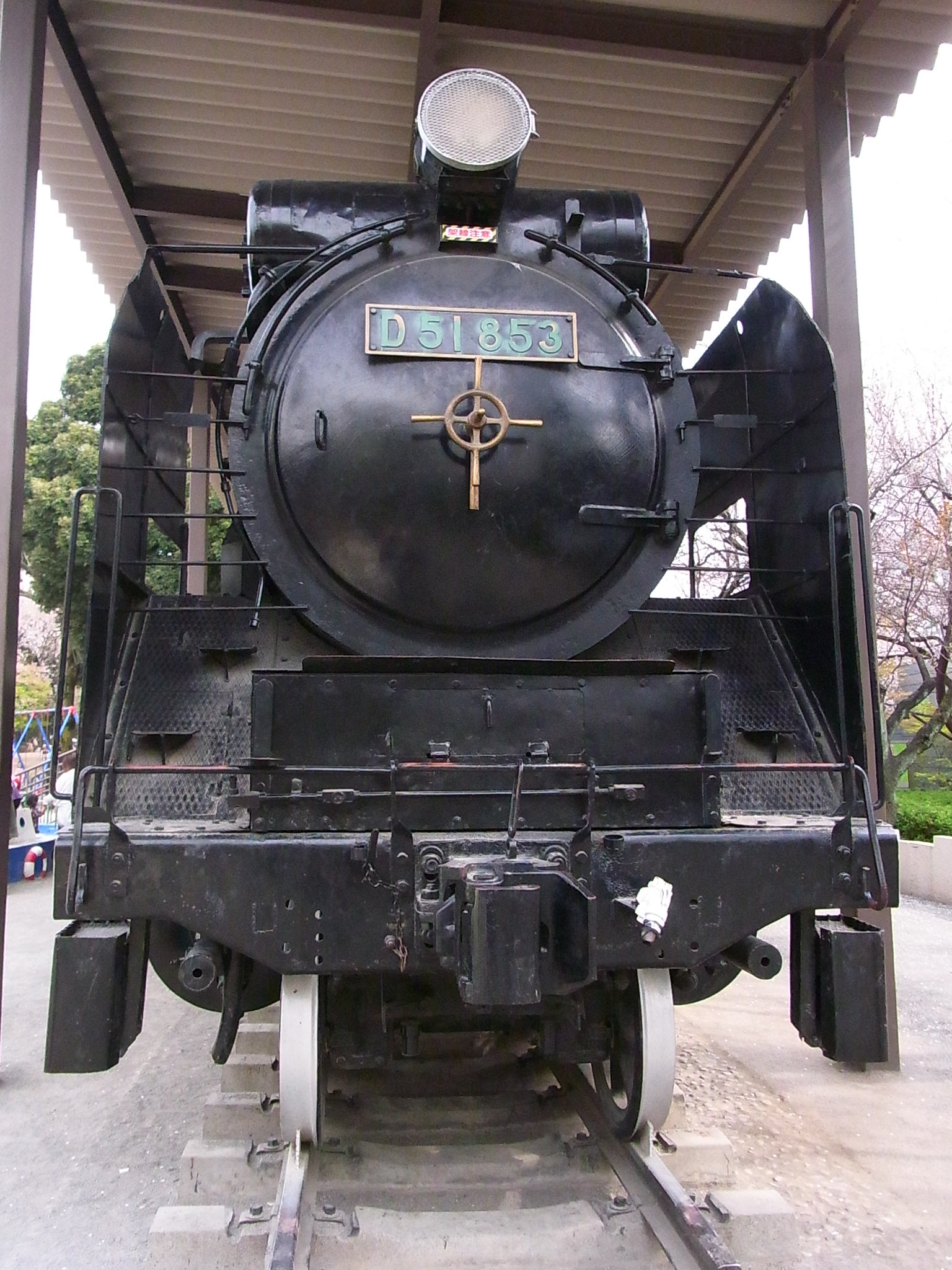
D51 853 도쿄도 [[기타구 (도쿄도)|]] 「아스카야마 공원」
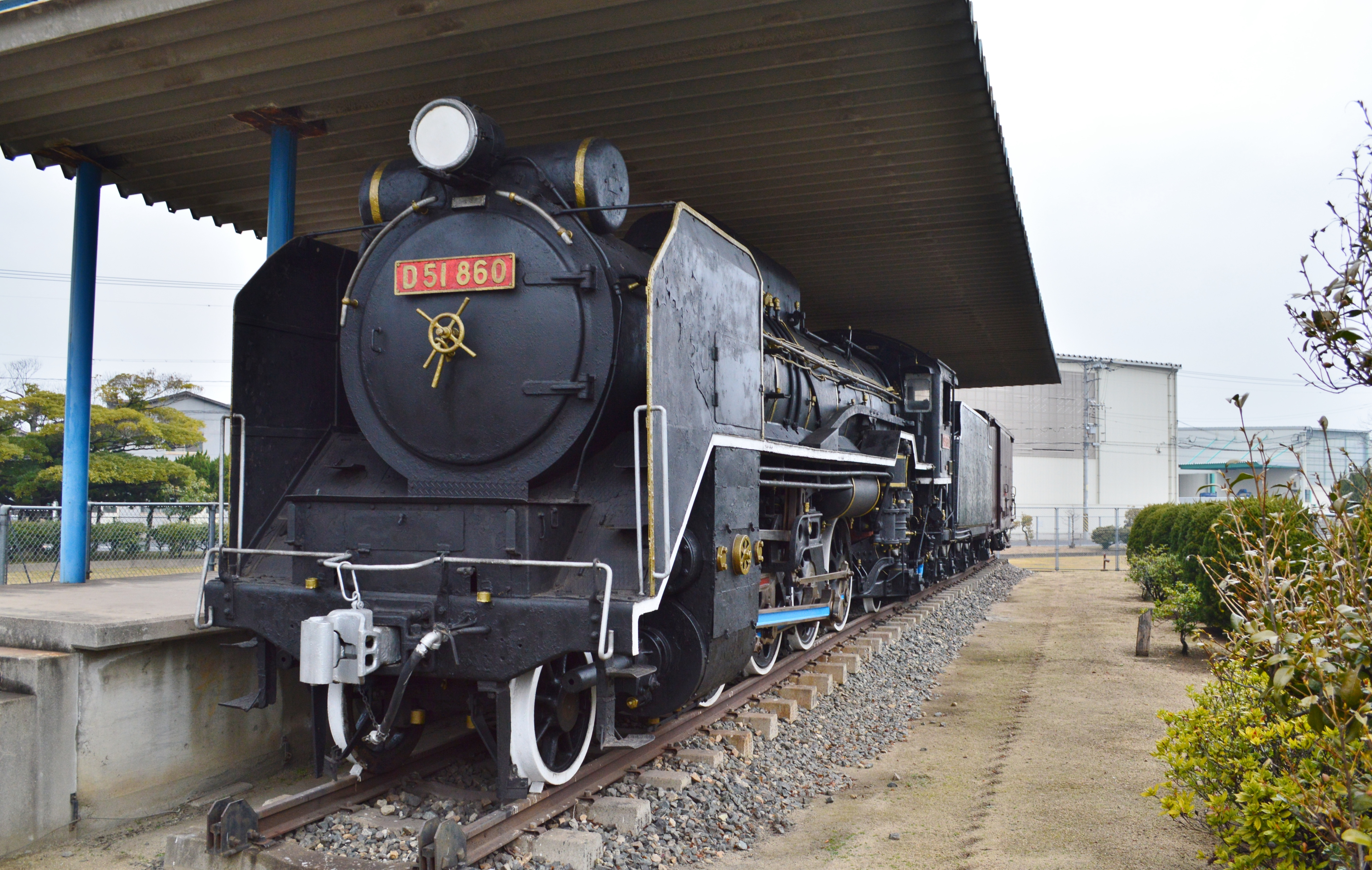
D51 860 히로시마현 후쿠야마시 「아케보노공원」
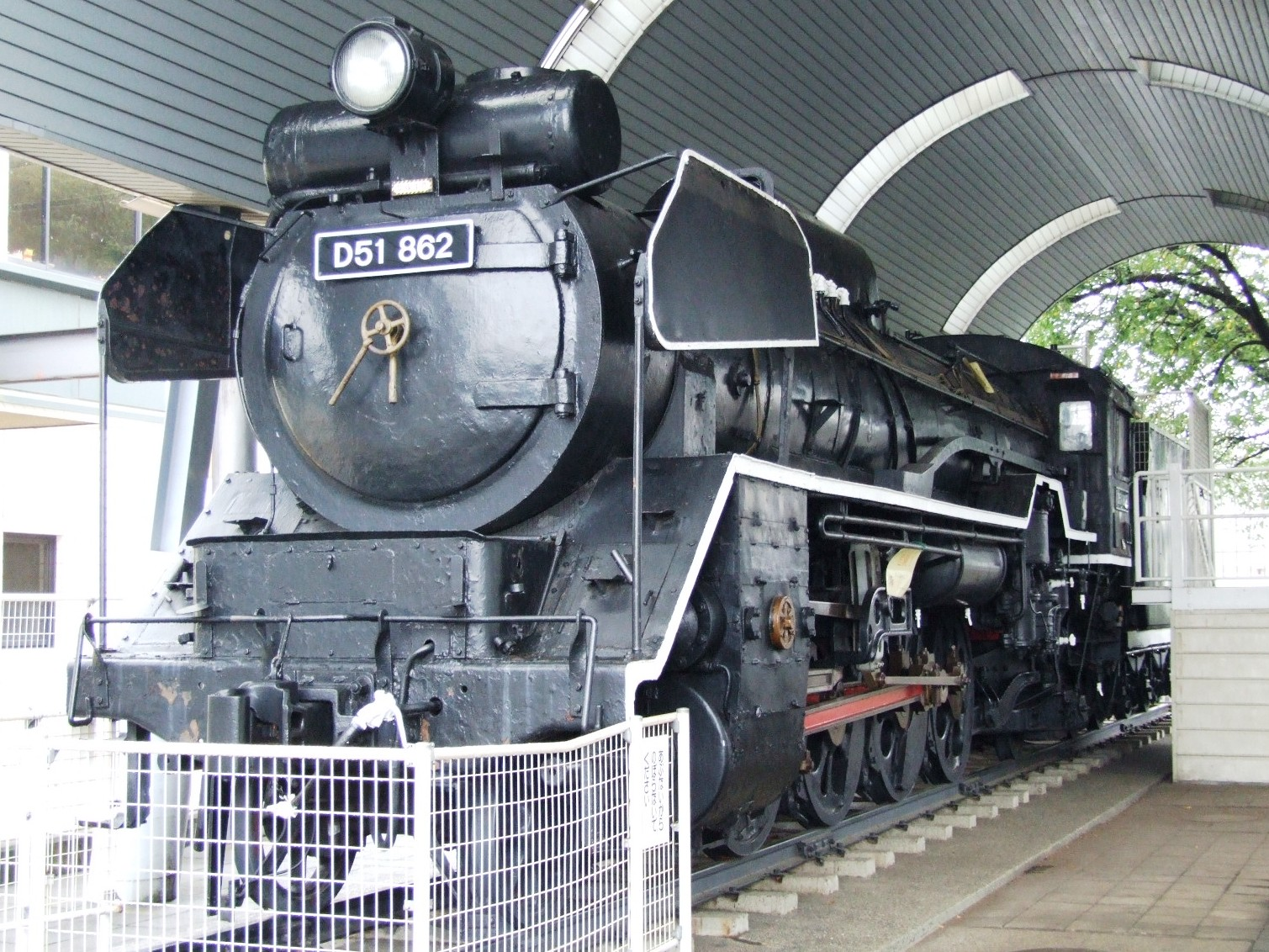
D51 862 도쿄도 마치다시 「마치다시 어린이발달센터 제비꽃교실」
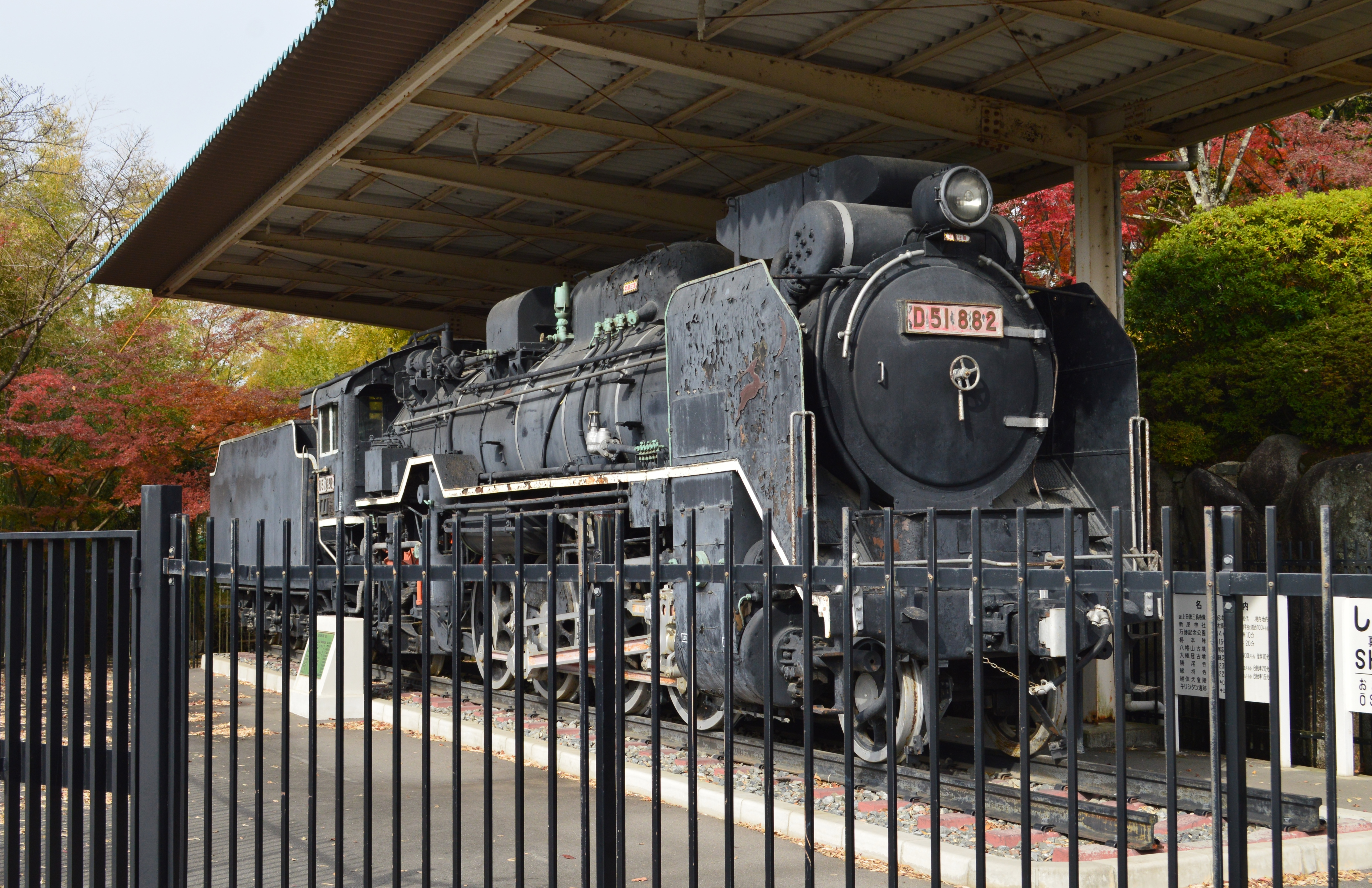
D51 882 오사카부 이바라키시 「신류지」
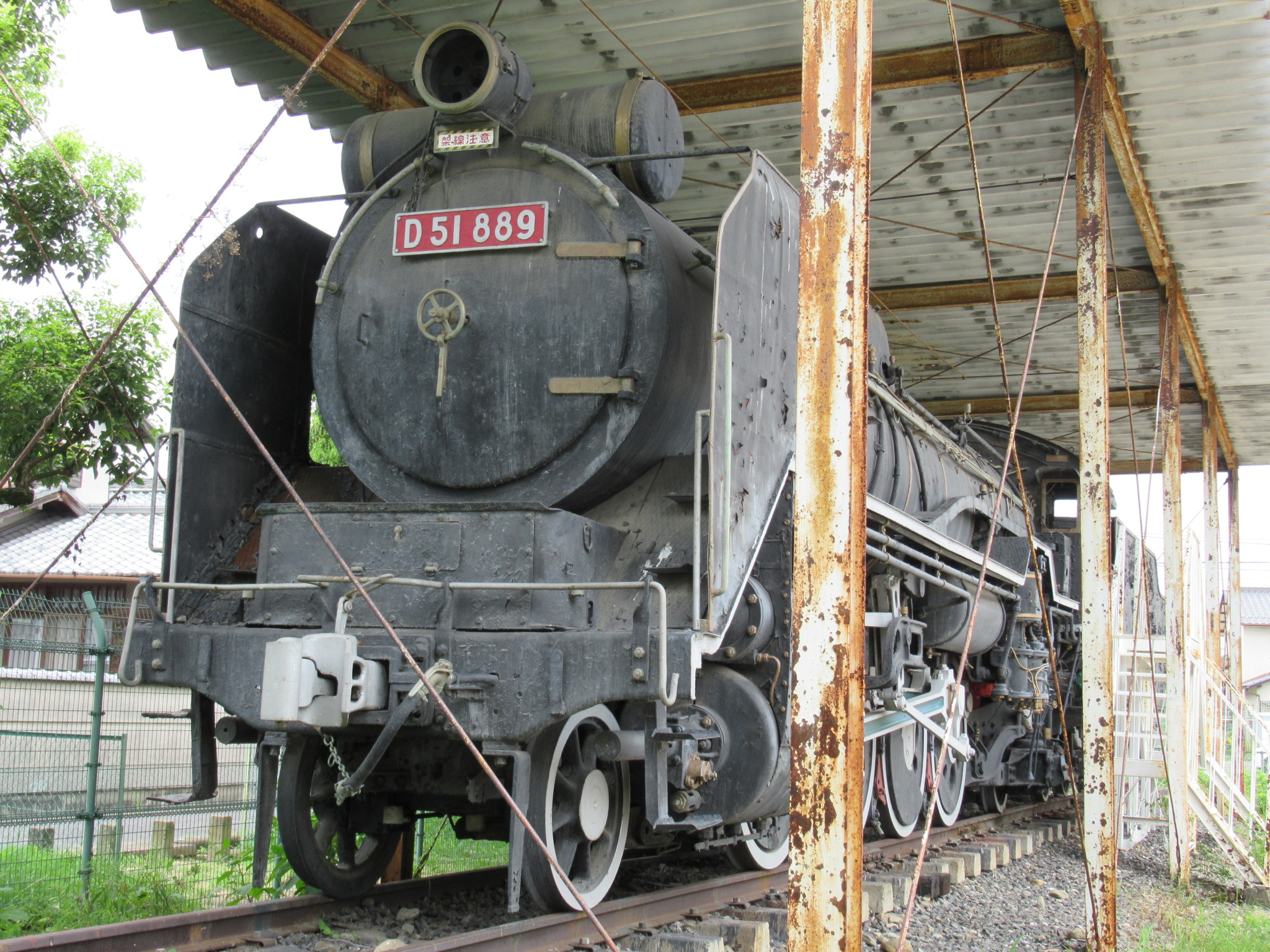
D51 889 오카야마현 소자시 「이시하라공원」
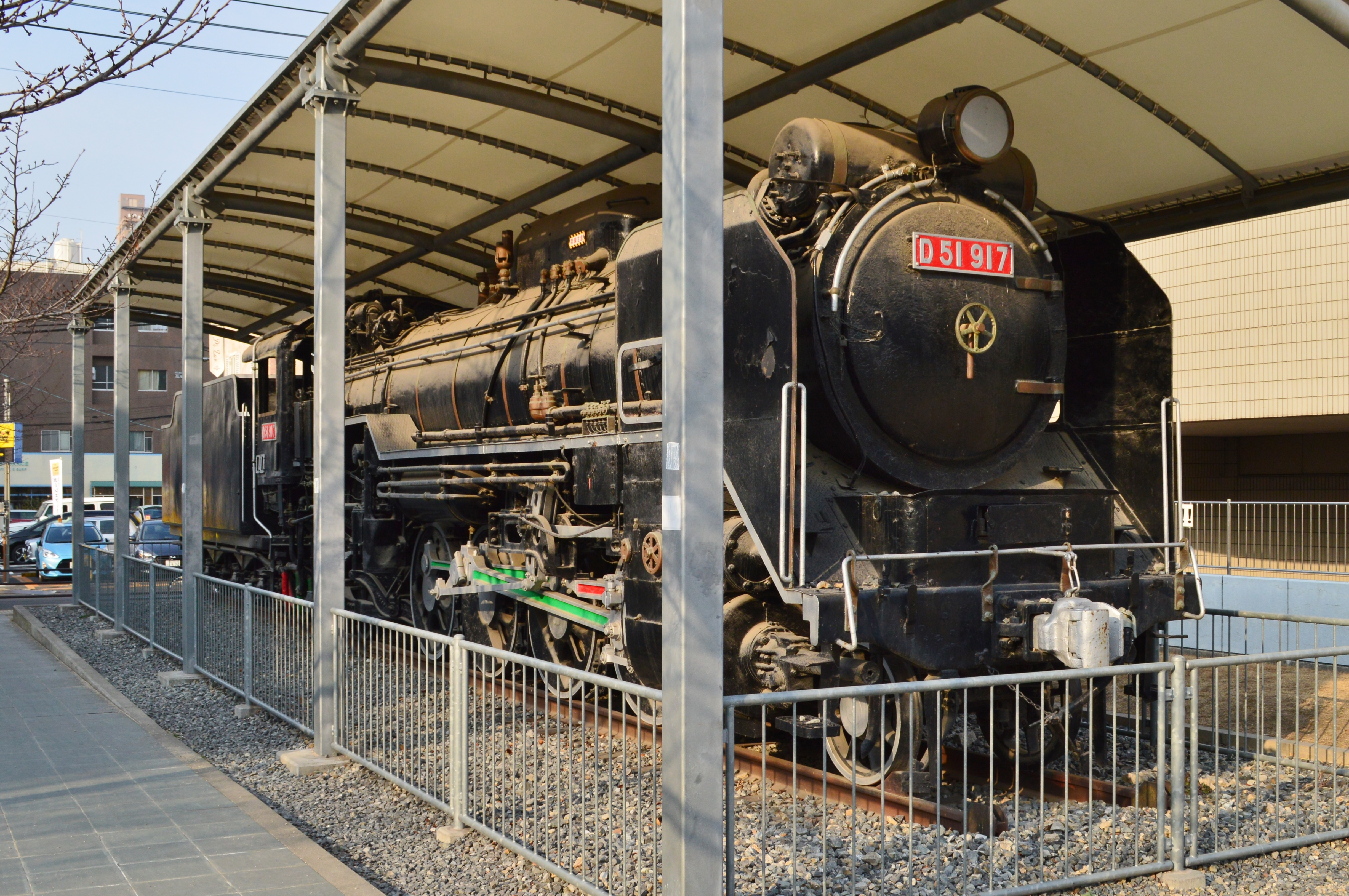
D51 917 오카야마현 소자시 「시모이시이공원」
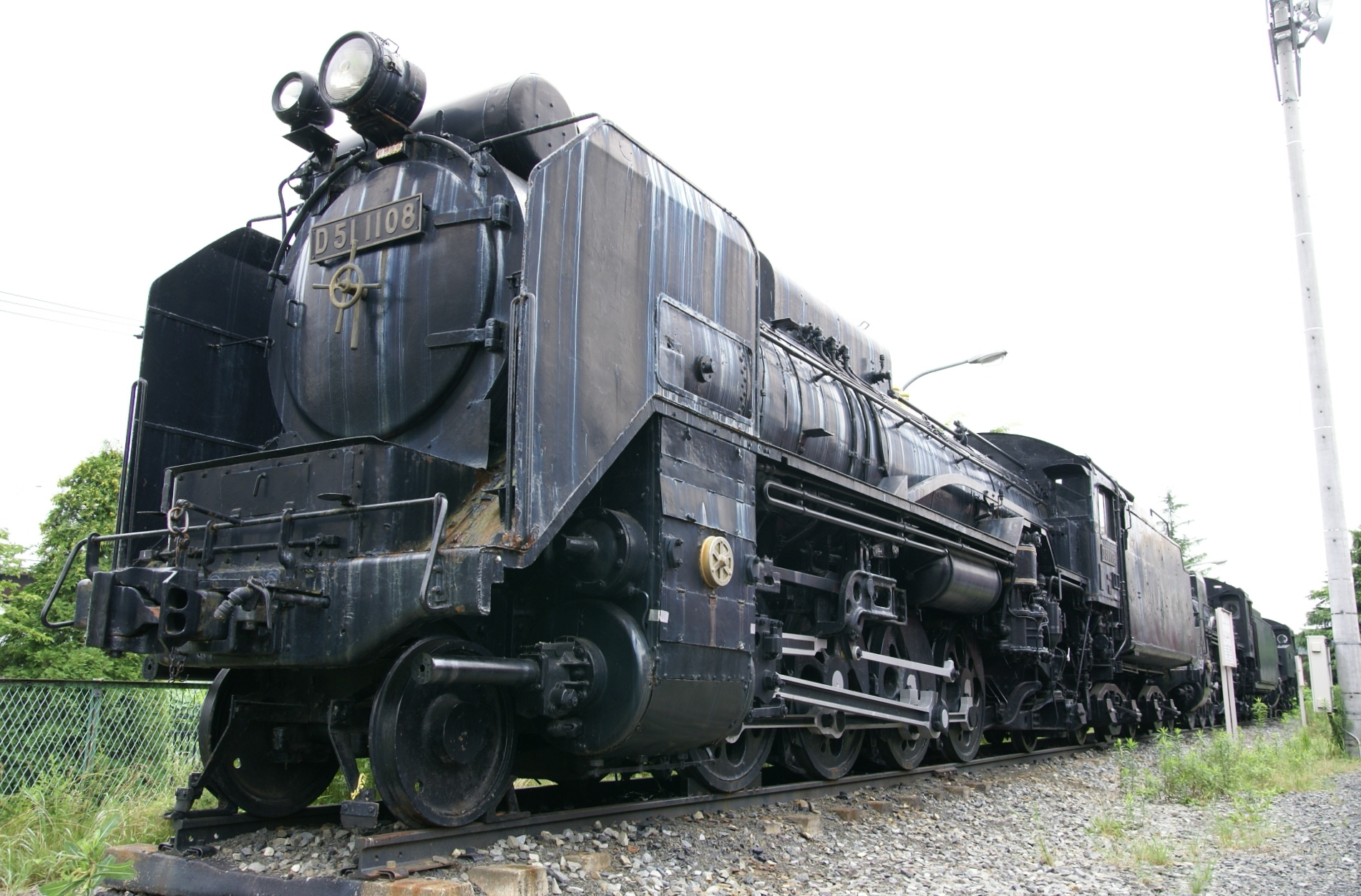
D51 1108 미야기현 미야기군 리후정 「JR동일본 신칸센종합차량센터」
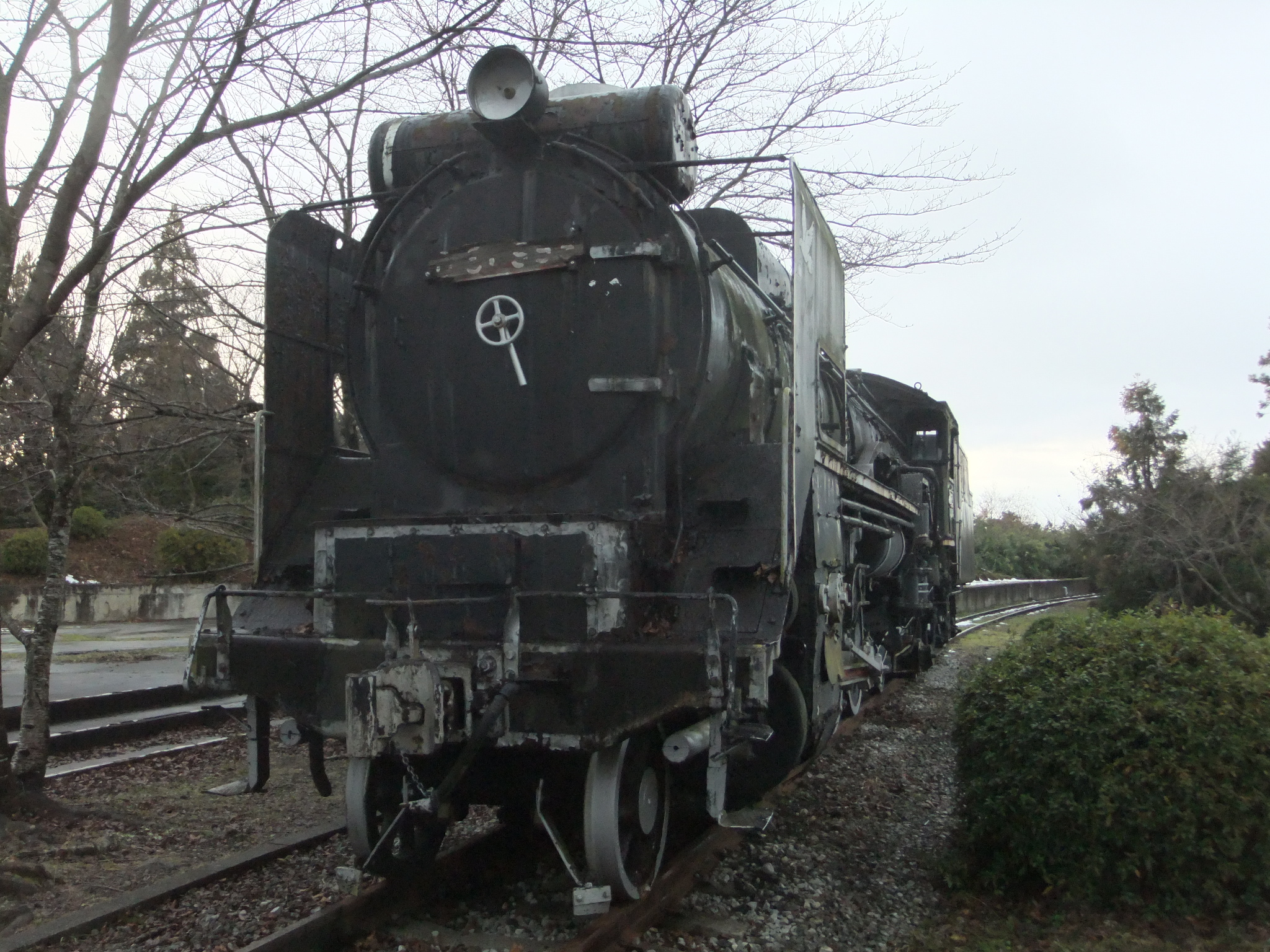
D51 1149 시가현 이누카미군 다가정 「타가SL파크」
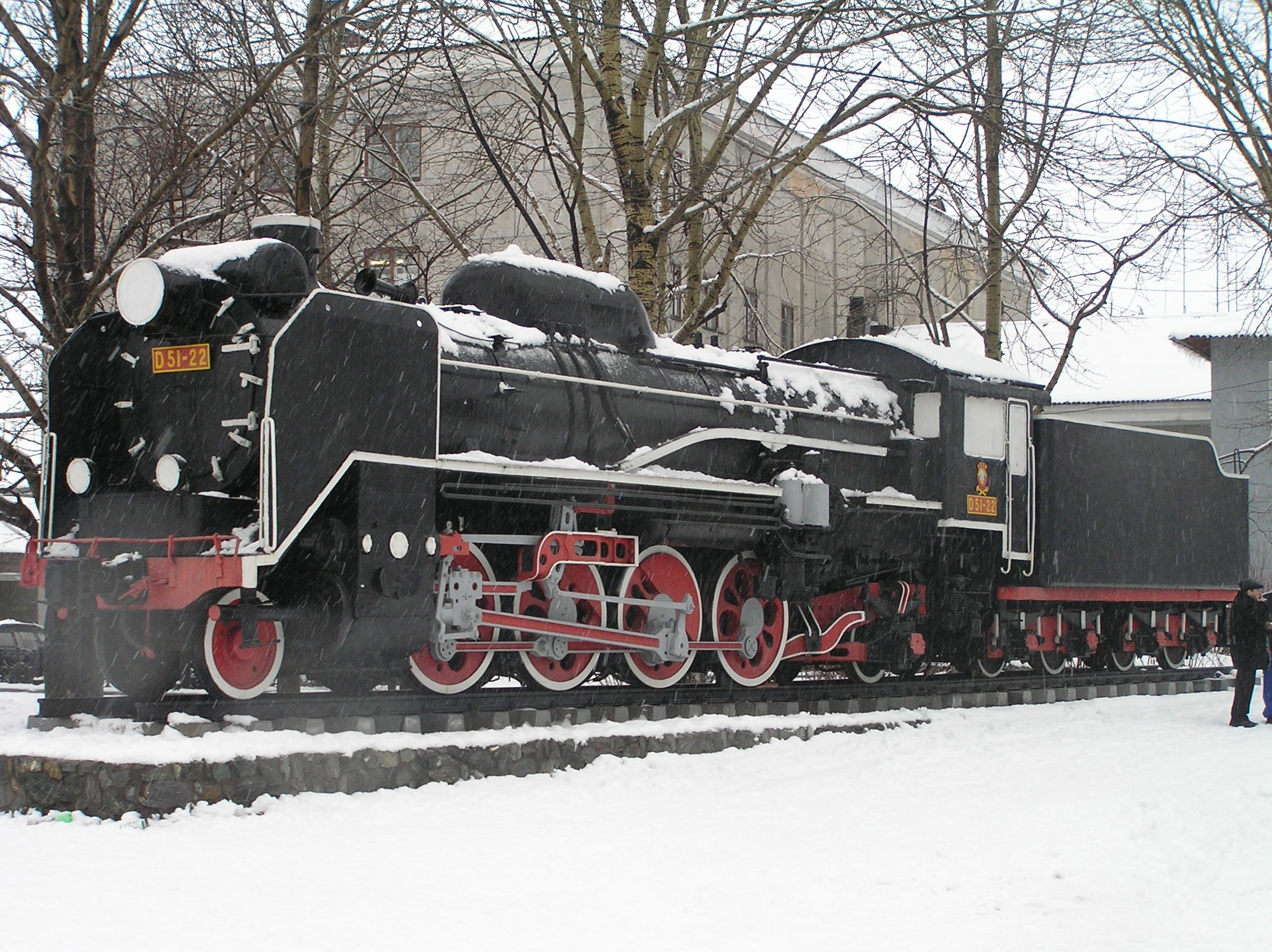
사할린 철도 D51-22 사할린주 유즈노사할린스크 「유즈노사할린스크역 앞 공원」
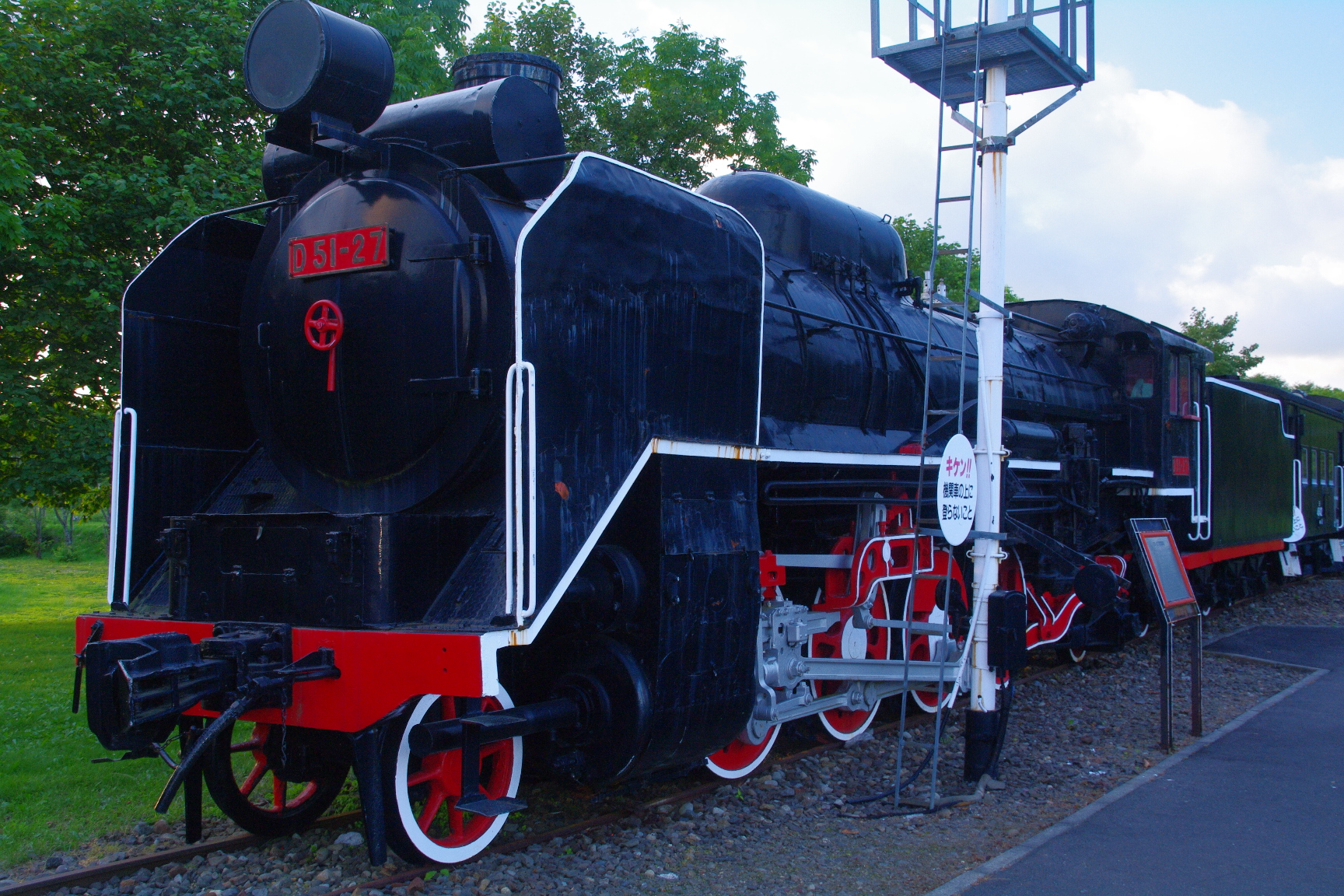
사할린 철도 D51-27 홋카이도 노쓰케군 베쓰카이정 「베쓰카이정철도기념공원」
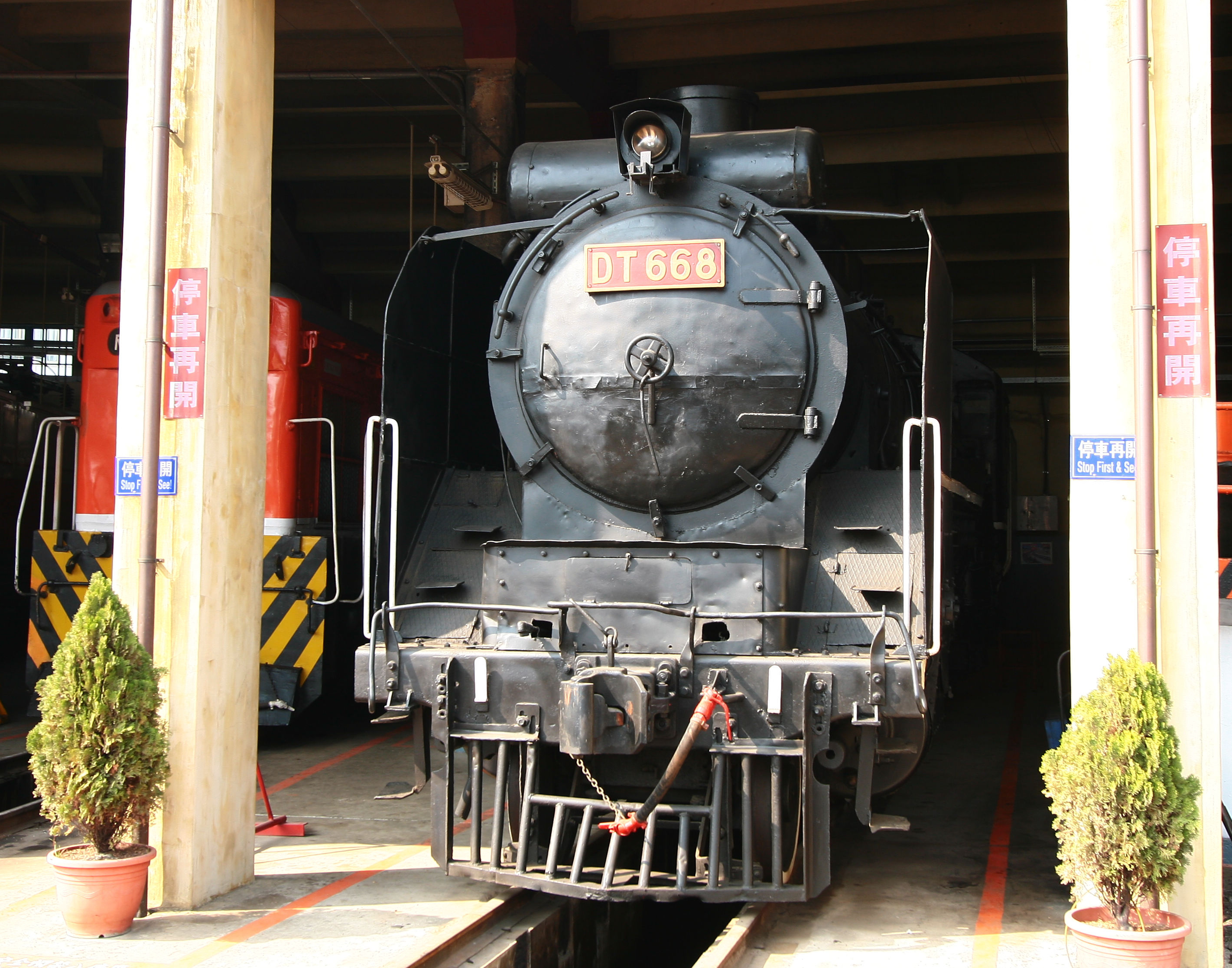
대만철도관리국 DT668 장화현 장화시 「장화扇形차고」

## 동태보존과 부활운전

### JR동일본 498호기
동일본 여객철도(JR동일본)가 1988년에 동태 복원한 기관차다.차적은 1972년에 말소되었지만 동태복원 됨에 따라 같은 해 부활하였다. 본선운전에 사용되고 있다.

### JR서일본 200호기
서일본 여객철도(JR서일본)의 교토철도박물관(구 우메코지 증기기관차관)에 보존되어 있는 200호기는 동태 보존되어 차적도 있지만, 검사를 받지 않았기 때문에 본선 주행은 할 수 없고, 박물관의 전시선에서만 머무르고 있었지만, 2017년에 본선 운전 가능한 상태로 복원되어 "SL야마구치호"로의 운용을 개시했다. 1979년 차적은 일단 말소(유화 보존)됐지만 1987년에 부활했다

### 러시아 철도 D51-4
사할린주의 유즈노사할린스크에 있다. 주로 일본으로부터의 관광객을 대상으로 한 특별 열차를 견인하고 있다.

### 대만철로관리국 DT668호기
2011년 10월 28일 시운전을 실시한 후, 11월 11일 네이완선의 기념운전을 거쳐 정식으로 부활했다.

## 「데고이치」와 「데코이치」
D51은 별명으로 「데고이치」, 「데코이치」또한 사용된다.지금은 「데고이치」를 더 많이 볼 수 있지만 옛 철도 잡지에선 「데코이치」라는 표현기도 많이 존재했다. 덧붙여 이 별명에 대해서, 원래는 「데코이치」이지만 SL붐 이후 "데고이치"의 쪽이 일반적으로 되었다, 라고 하는 견해도 있다.

## 참고 문헌
- 「汽車会社蒸気機関車製造史」 1972년, 交友社 출판
- 「機関車の系譜図 4」 1978년 交友社 출판
- 「蒸気機関車 日本編」 1981년, 小学館 출판
- 「鉄道広報による国鉄機関車台帳〔機関車編〕」 1991년, 철도사자료보존회 출판
- 鉄道ピクトリアル 1944년 12월호 No.191
- 「蒸気機関車D51大事典」 2014년, 戎光祥出版 출판 ISBN978-4864031219

## 같이 보기
- 시모야마 사건
- 미카와시마 사고 - 하행 본선에 진입하려던 화물열차(D51 364 견인)가 탈선한 것이 발단.
- D51형 498호 증기기관차 본선운행인 498호기의 문서

- D51형 증기 기관차(소련)